# Architecture à Stockholm

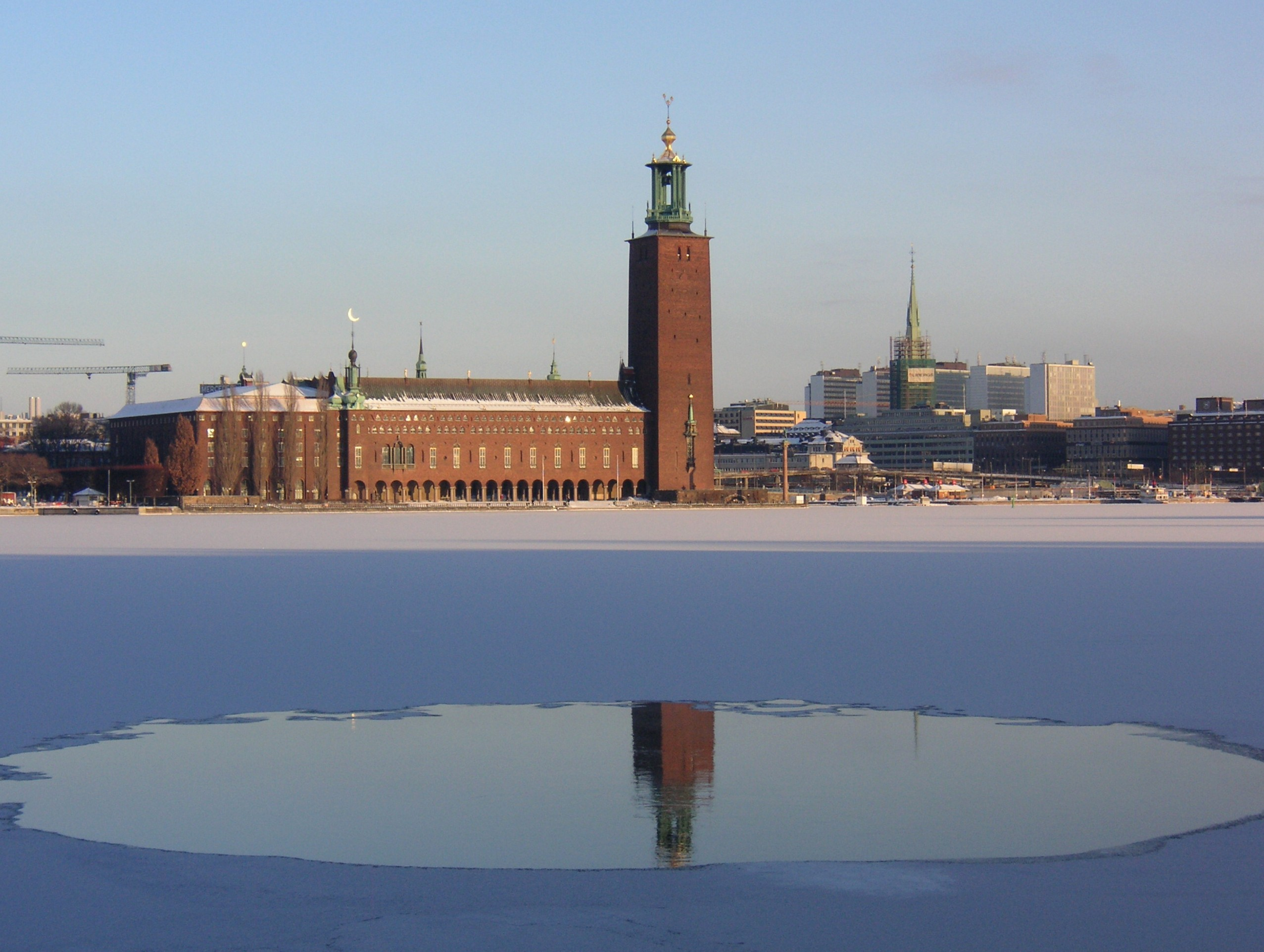
L'hôtel de ville de Stockholm est emblématique du style national romantique suédois. C'est une œuvre de l'architecte Ragnar Östberg qui remonte à 1923. Sur la droite, on aperçoit le sommet des cinq Hötorgsskraporna construits au début des années 1960, et la flèche de l'église Sainte-Claire, érigée au XVIe siècle.

L'histoire architecturale de Stockholm remonte au tout début du XIIIe siècle. D'après certaines sources, il est possible qu'une tour défensive ait été édifiée sur l'île de Stadsholmen aux environs de l'an 1200, voire à la fin du XIIe siècle.
Le développement de la ville a été de tous temps influencé par son emplacement particulier au cœur d'un archipel, entre le lac Mälar et la mer Baltique. Stockholm doit aussi son aspect actuel à une succession de facteurs historiques : la ligue hanséatique, l'empire suédois, la révolution industrielle, le mouvement fonctionnaliste, le développement du tramway, de l'automobile et du métro. À cela s'est associée au cours des siècles la volonté farouche de faire de la capitale du royaume une cité moderne. De très nombreux édifices historiques de Stockholm ont été préservés, la ville ayant été épargnée par les guerres qui ont ravagé tant de ses homologues européennes.
La plupart des grands travaux de construction ont été réalisés sous des influences venues de l'étranger. Au XVIIe siècle et au XVIIIe siècle, on fait venir des architectes du continent, tandis que par la suite ce sont les architectes suédois eux-mêmes qui vont chercher leur inspiration lors de voyages d'étude à travers l'Europe, ou aux États-Unis pendant le XXe siècle. Les styles en provenance de l'étranger arrivent toujours avec un certain retard en Suède, et ils y sont adaptés aux traditions et aux goûts locaux. C'est ainsi que par exemple le néo-classicisme est devenu en Suède le style gustavien, ou encore que l'Art déco s'est transformé en classicisme nordique.

## Géographie

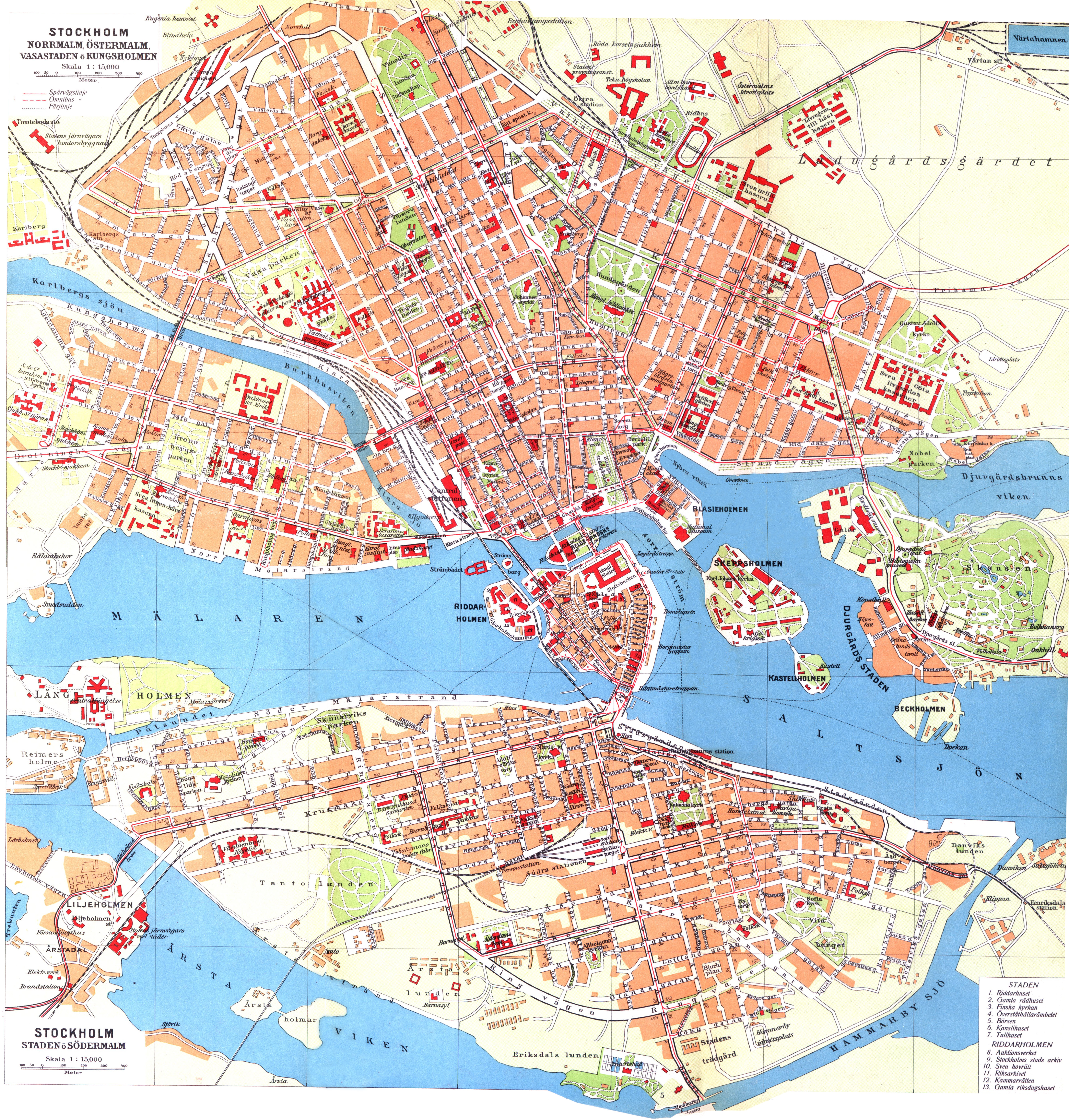
Carte de Stockholm en 1928.

La carte ci-contre représente le centre de Stockholm appelé aussi centre-ville dans cet article. Il s'agit d'une zone sensiblement circulaire d'un diamètre d'environ cinq kilomètres. La ville de Stockholm est bâtie sur un archipel, et le centre de cette carte représente la ligne de partage des eaux entre le lac Mälar à l'ouest et la mer Baltique à l'est.
La vieille ville (Gamla stan) est située au centre de la carte. Elle se compose de trois îlots principaux : Stadsholmen, Riddarholmen et Helgeandsholmen. Au-dessus de la vieille ville s'étendent les districts de Norrmalm (à l'ouest) et d'Östermalm (à l'est). La grande île au sud est Södermalm, tandis qu'à l'ouest on trouve l'île de Kungsholmen (partiellement tronquée). À l'est, l'île de Djurgården (également tronquée) apparait en vert, car elle abrite essentiellement des parcs, un musée de plein air et un parc de loisirs.
Les zones urbaines situées au-delà du centre-ville sont appelées dans cet article banlieue. D'un point de vue administratif, cette banlieue s'étend d'une part sur la commune de Stockholm, divisée en 14 districts (dont 4 correspondent au centre-ville), et d'autre part sur d'autres communes du grand Stockholm. La commune de Stockholm n'étant pas de forme circulaire, certains quartiers éloignés du centre peuvent en faire partie, tandis que des quartiers plus proches sont situés dans d'autres communes.

## Période 1250–1600
La ville de Stockholm est tout d'abord édifiée sur le site de l'actuelle vieille ville, et c'est donc là que l'on retrouve les plus anciens bâtiments, mais aussi les plus anciennes ruines, telles que celles du château Tre Kronor, un château-fort construit par Birger Jarl au milieu du XIIIe siècle, ou encore celles des constructions de l'îlot Helgeandsholmen, qui remontent à la fin du XIIIe siècle. En 1978, pendant les fouilles archéologiques connues sous le nom de riksgropen, on y retrouve des vestiges des fortifications de la ville remontant au XVIe siècle, et le cimetière et les fondations d'un hôpital construit à la fin du XIIIe siècle, la maison du Saint-Esprit (Helgeandshuset).
En ce qui concerne les monuments qui ont été préservés, il s'agit le plus souvent d'églises ou de châteaux royaux, construits en dur, alors que les bâtiments en bois n'ont pas résisté aux dommages du temps. On a longtemps cru que la tour Birger Jarl était le plus ancien monument de Stockholm, mais il s'agit en fait d'un élément de fortification construit vers 1530 à l'initiative de Gustave Vasa. On considère aujourd'hui que certaines parties de l'église de Riddarholmen, édifiées dans les années 1280, sont les plus anciennes constructions conservées du centre-ville. Pendant que l'église de Riddarholmen servait de nécropole aux rois de Suède, c'est à l'église Saint-Nicolas (plus connue sous le nom de Storkyrkan) qu'ils étaient couronnés. Les deux édifices ont été rénovés et agrandis à de nombreuses reprises, et on estime que la façade nord du clocher de l'église Saint-Nicolas remonte en partie au XIIIe siècle. L'église Saint-Nicolas est le siège épiscopal du diocèse de Stockholm.
En dehors du centre-ville, on retient notamment l'église de Bromma, une église ronde qui remonte à la deuxième moitié du XIIe siècle, ainsi que les églises de Spånga et de Brännkyrka, construites à peu près à la même époque. Ces édifices sont aujourd'hui considérés comme trois des plus anciens monuments du grand Stockholm.
Dans les années 1430, Stockholm est mentionné pour la première fois en tant que capitale de la Suède. La ville s'est alors développée depuis deux siècles, et ses constructions sont similaires à celles d'autres cités marchandes des rives de la Baltique, au temps de la ligue hanséatique. À cette époque, c'est souvent à des artisans allemands que l'on confie la construction des bâtiments de la ville. Un édifice, construit à l'origine pour abriter une guilde de marchands allemands, deviendra ensuite l'église allemande.
Les faubourgs ne font pas encore l'objet de plans d'aménagement. Entre le XIIIe siècle et le XVIIe siècle, on n'y trouve que des constructions primitives, masures et cabanes.
Constructions de l'époque

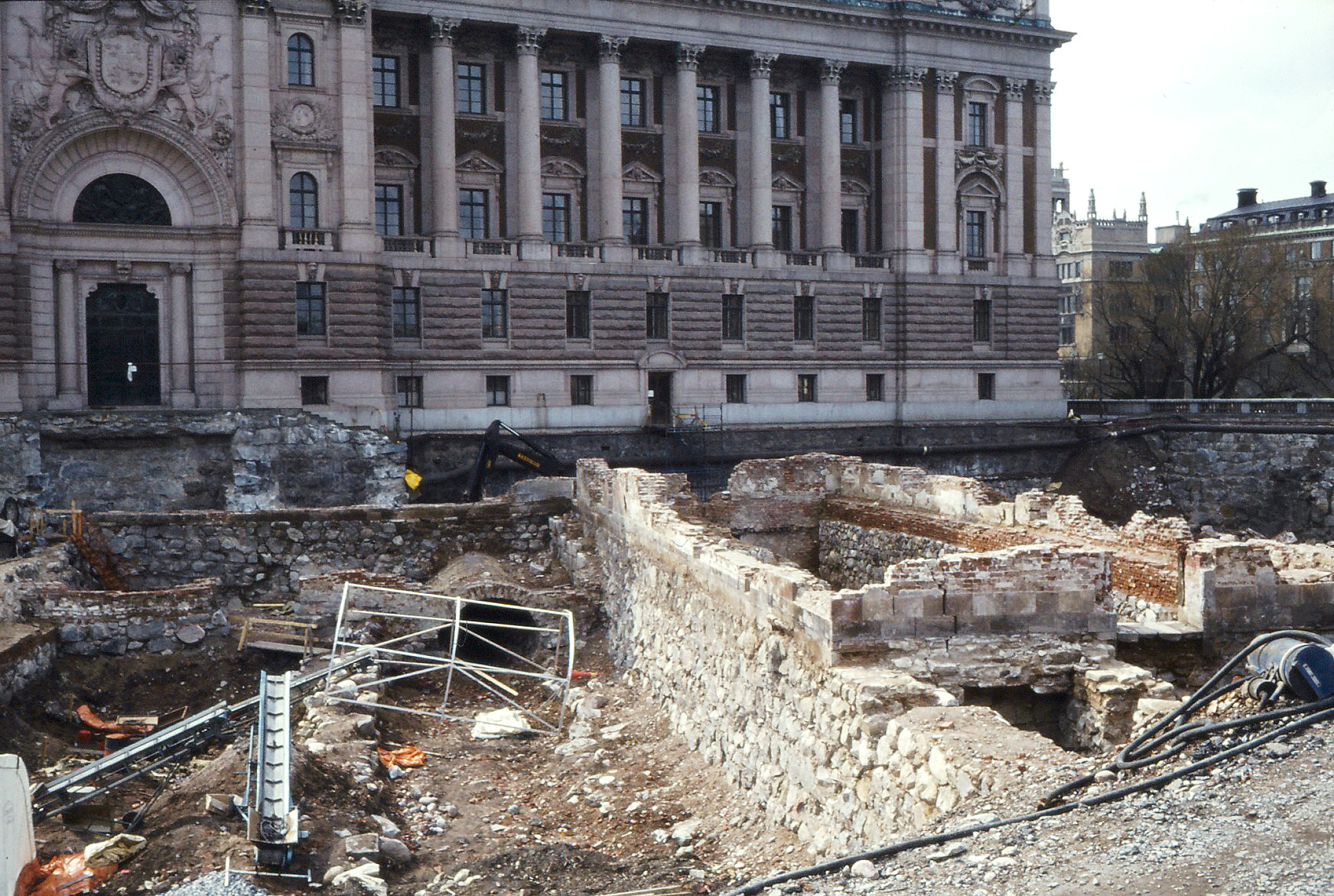
Le site de fouilles archéologiques Riksgropen .
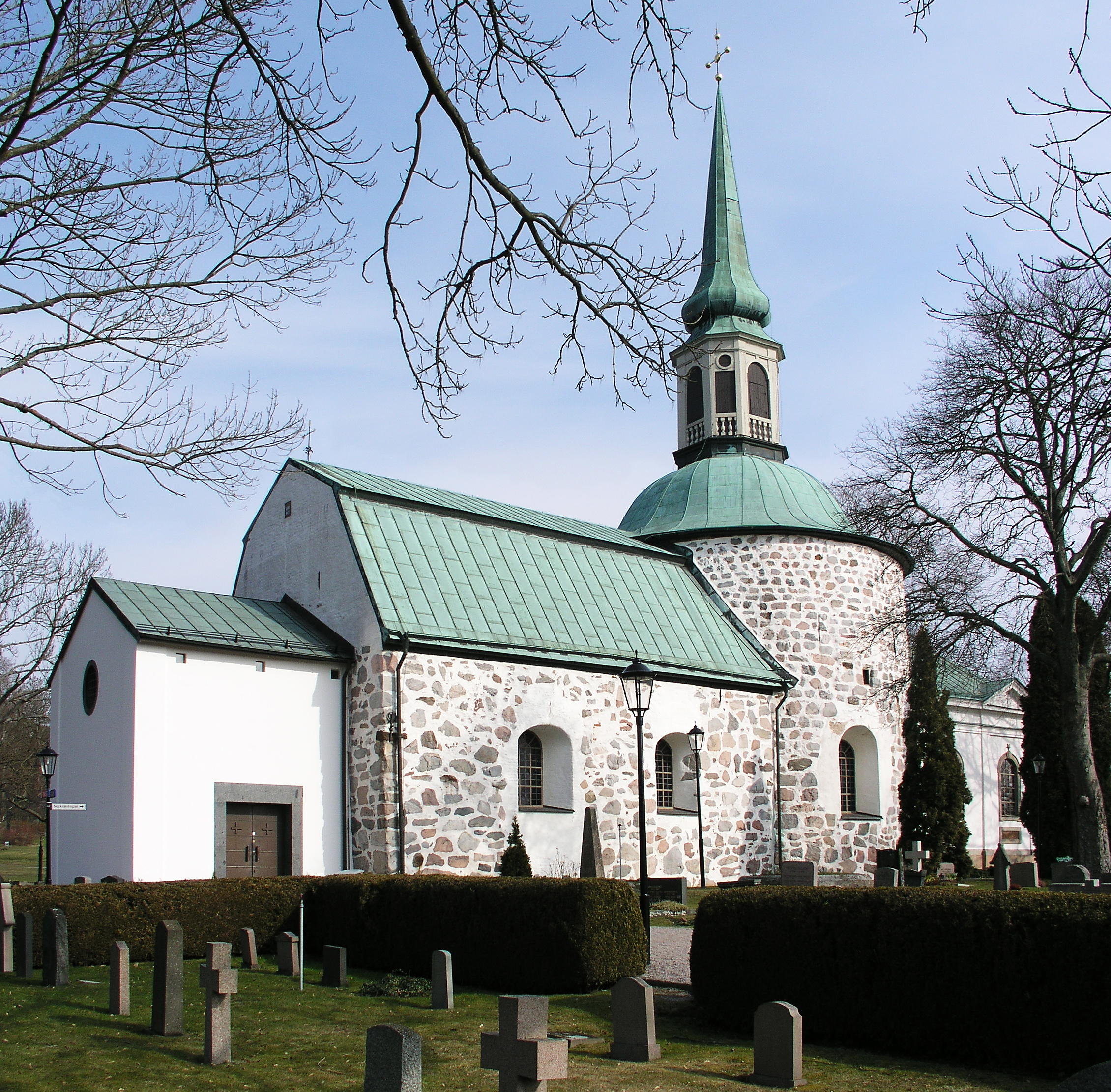
L'église de Bromma.
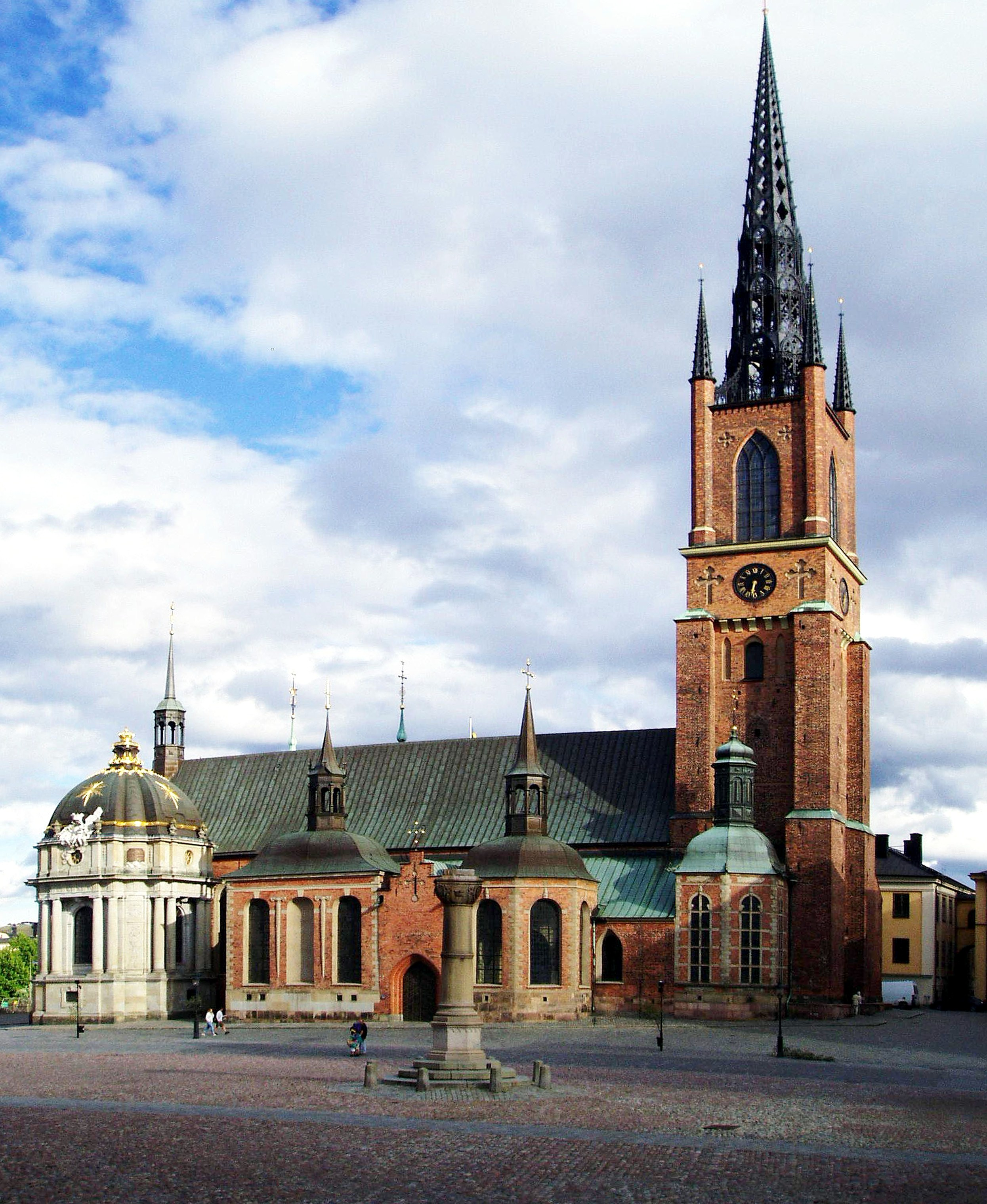
L'église de Riddarholmen.
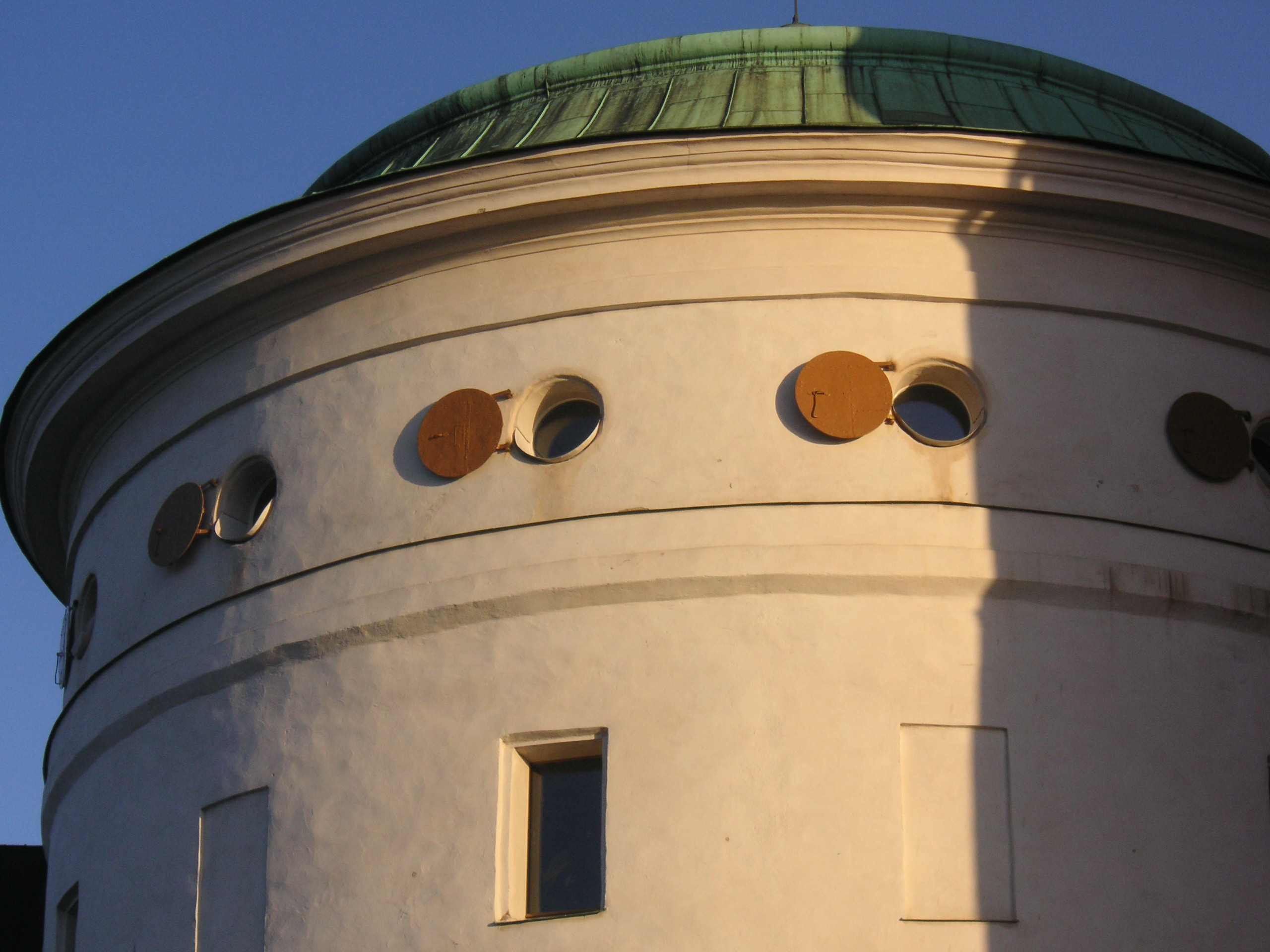
La tour Birger Jarl.

## Période 1600–1720
Au temps de l'empire suédois, la Suède devient l'une des grandes puissances européennes. La volonté de créer une cité digne de ce rang se fait pressante, alors même que la population de la capitale passe de 15 000 habitants en 1635 à 60 000 habitants en 1685. Le XVIIe siècle est une période de croissance rapide, où les constructions s'enchainent à un rythme effréné, qui ne sera plus égalé avant la révolution industrielle. Il devient nécessaire de contrôler la croissance de la ville de façon ordonnée. À cet effet, un plan global d'aménagement urbain voit le jour dans les années 1620. Il est ensuite développé sous la direction de Clas Larsson Fleming pendant les années 1630 et 1640. On s'inspire des idées de la Renaissance, avec la création d'un réseau régulier de rues en damier. À Norrmalm, la situation a d'ores et déjà été stabilisée, mais à Södermalm, l'anarchie est encore de mise, comme le montre un plan de la ville daté de 1642. Les travaux sont lancés, et en peu de temps Stockholm présente un nouveau visage, digne d'une capitale européenne.
Au milieu du XVIIe siècle, c'est le style Renaissance qui prend le dessus, en provenance de France et d'Italie. On fait alors appel à des architectes venus du continent. C'est par exemple un Français, Simon de la Vallée, qui dessine la maison des chevaliers. Par la suite, les architectes les plus prééminents du XVIIe siècle seront le propre fils de Simon de la Vallée, Jean, et Nicodème Tessin l'Ancien, qui est né en Allemagne. Les deux hommes sont notamment à l'origine de réalisations telles que la Södra stadshuset, le palais d'Axel Oxenstierna, l'église Catherine, le palais Stenbock et le palais de Wrangel. En 1661, Nicodème Tessin l'Ancien devient le premier architecte en chef de la ville de Stockholm, une position qu'il occupe jusqu'à sa mort en 1681.
Les travaux de construction, qui culminent dans les années 1660 à 1670, connaissent ensuite un ralentissement brutal avec la politique de "réduction" menée par le roi Charles XI, qui affecte durement la noblesse suédoise. En 1697, un incendie détruit le château Tre Kronor, et la construction du nouveau palais royal par Nicodème Tessin le Jeune va représenter le plus grand effort de construction des 50 années suivantes. Le palais royal est un mélange des styles baroque romain et renaissance française. Les travaux s'achèvent vers 1750.
À l'extérieur de la ville, on construit de nombreux châteaux et manoirs, comme par exemple les châteaux de Drottningholm, Skokloster, Karlberg, Hässelby, Rosersberg, Ulvsunda et Åkeshov.
Constructions de l'époque

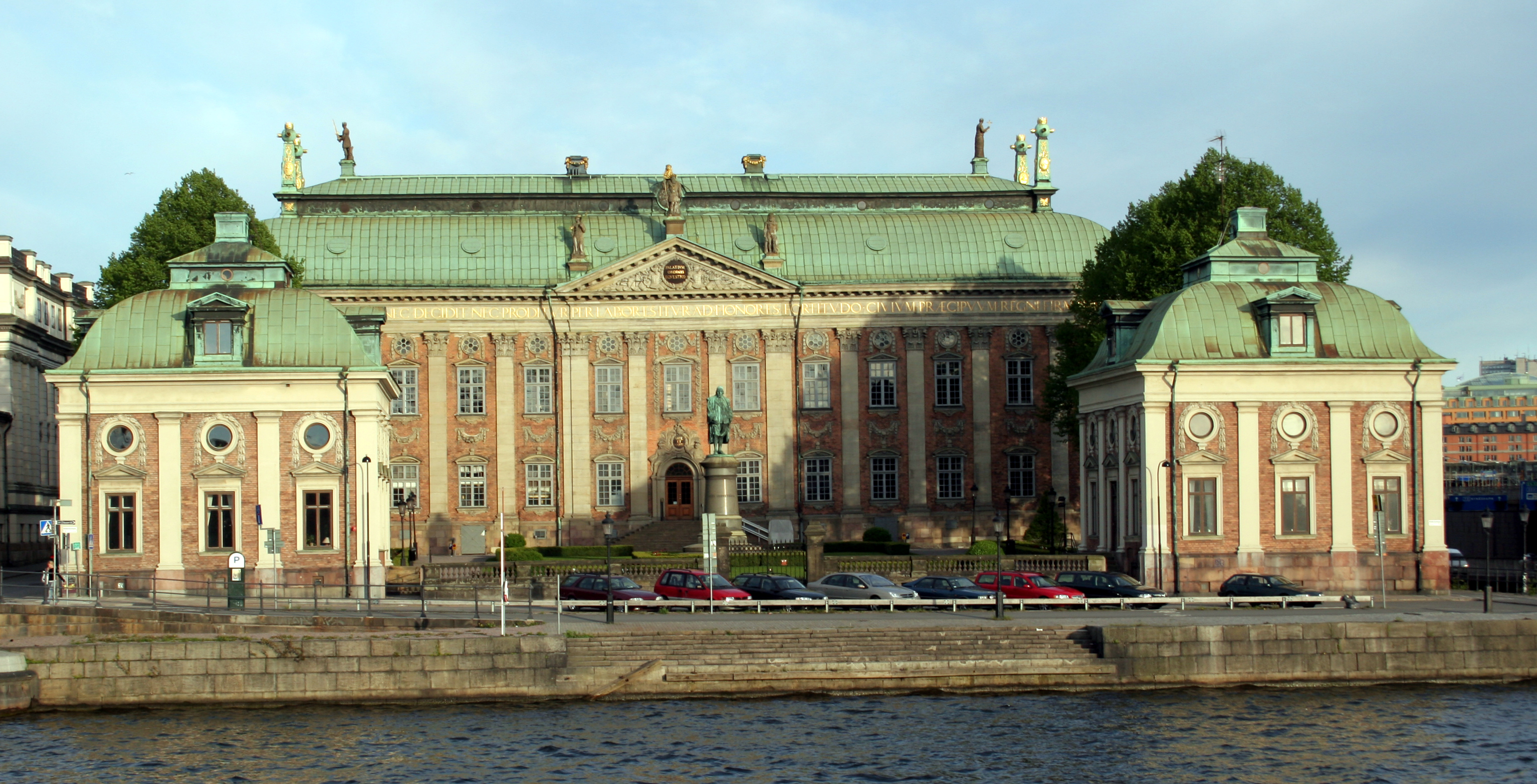
La maison des chevaliers
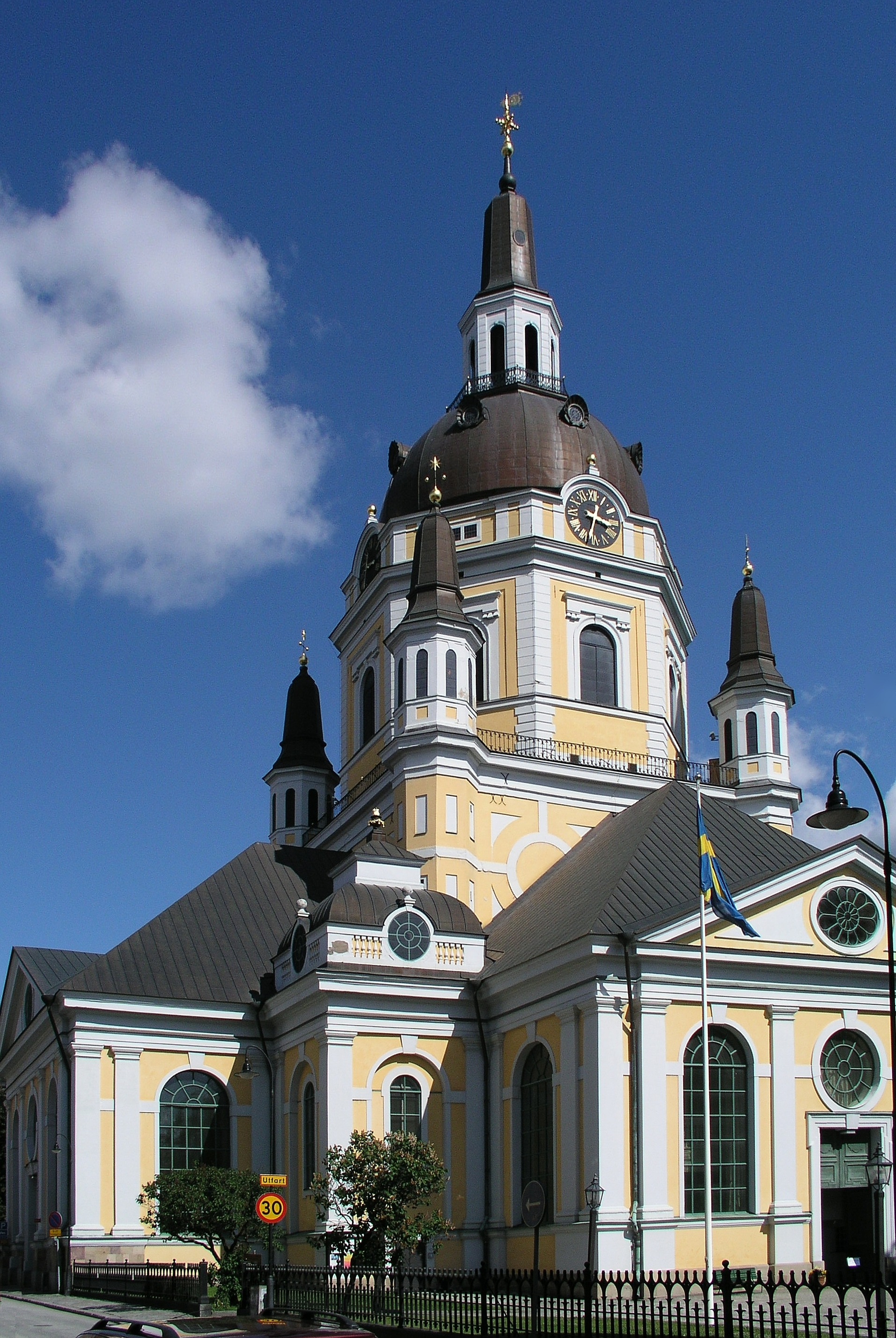
L'église Catherine.
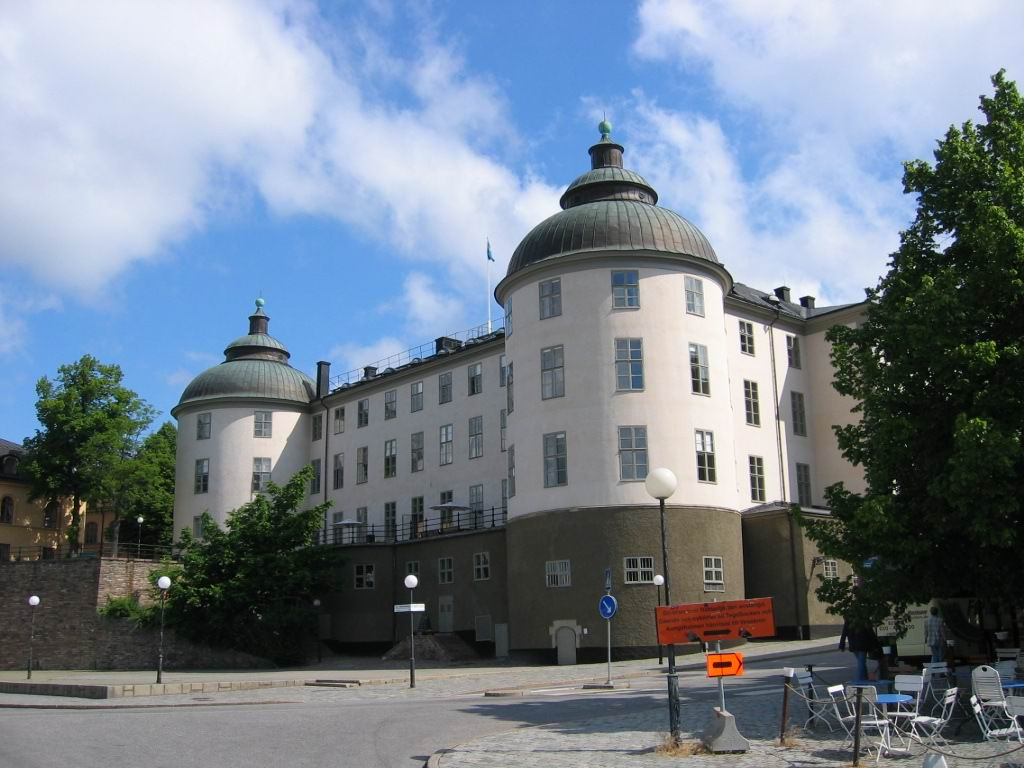
Le palais de Wrangel.
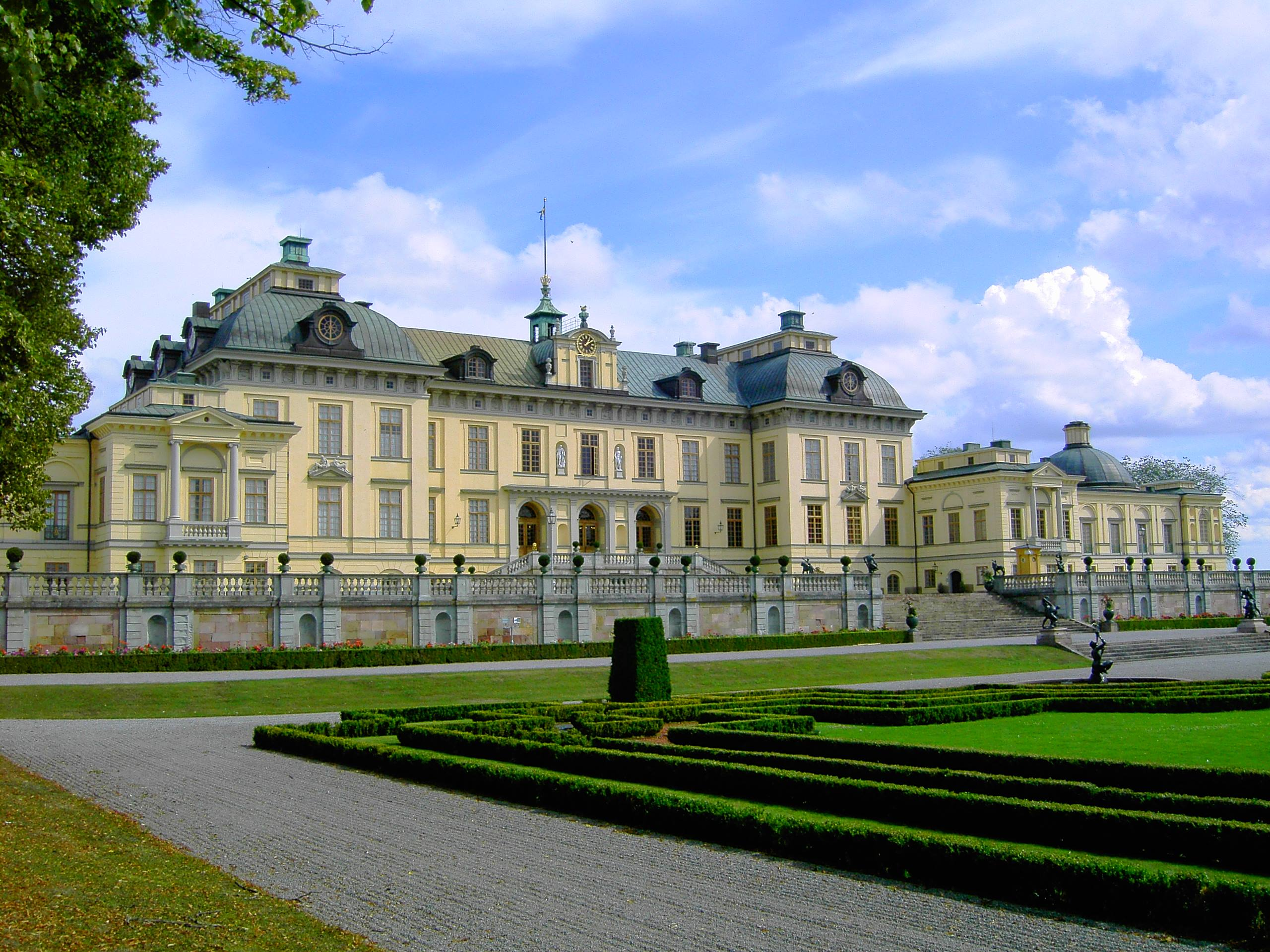
Le Château de Drottningholm

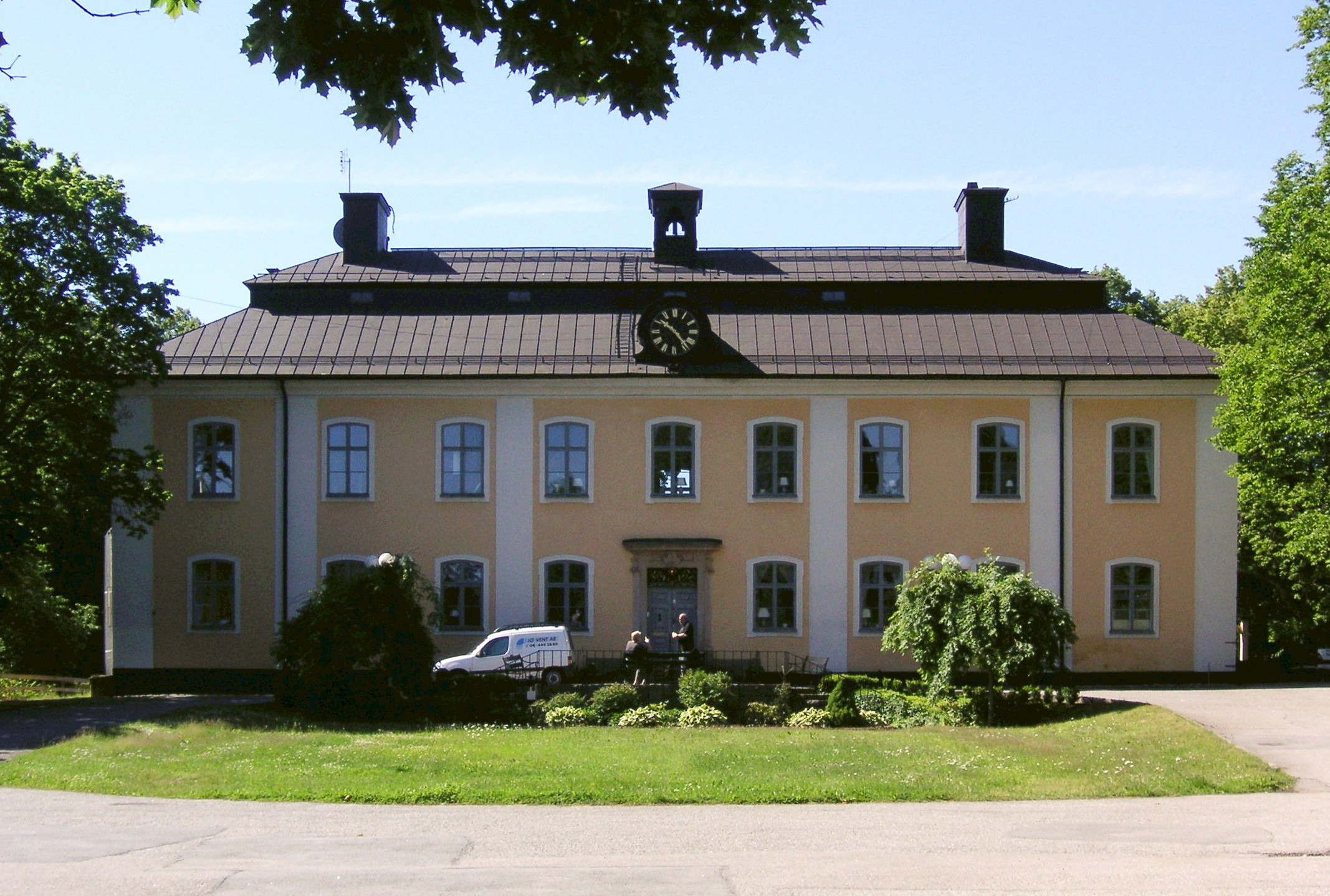
Le château d'Åkeshov.
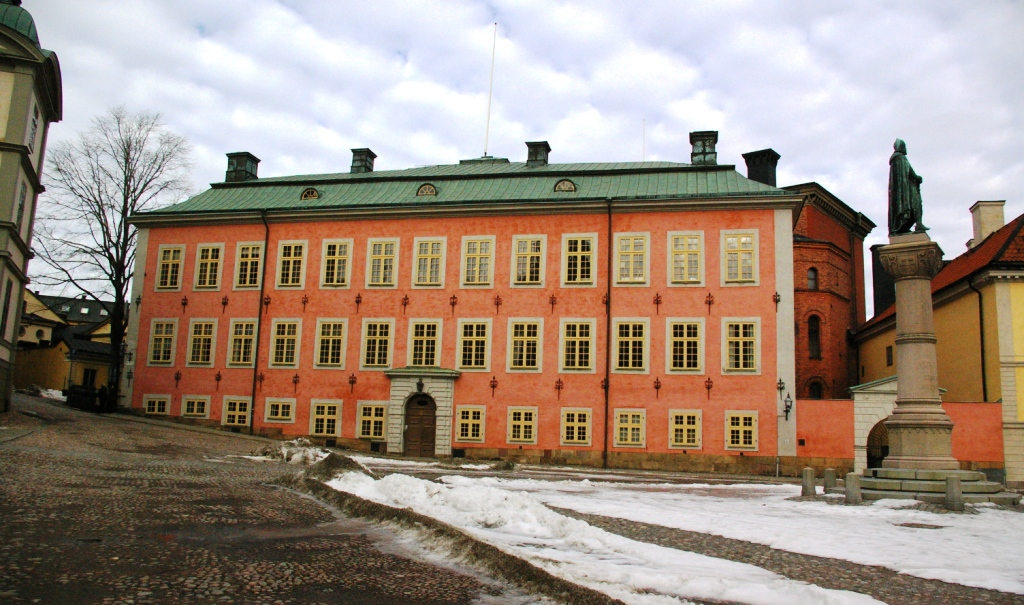
Le palais Stenbock.
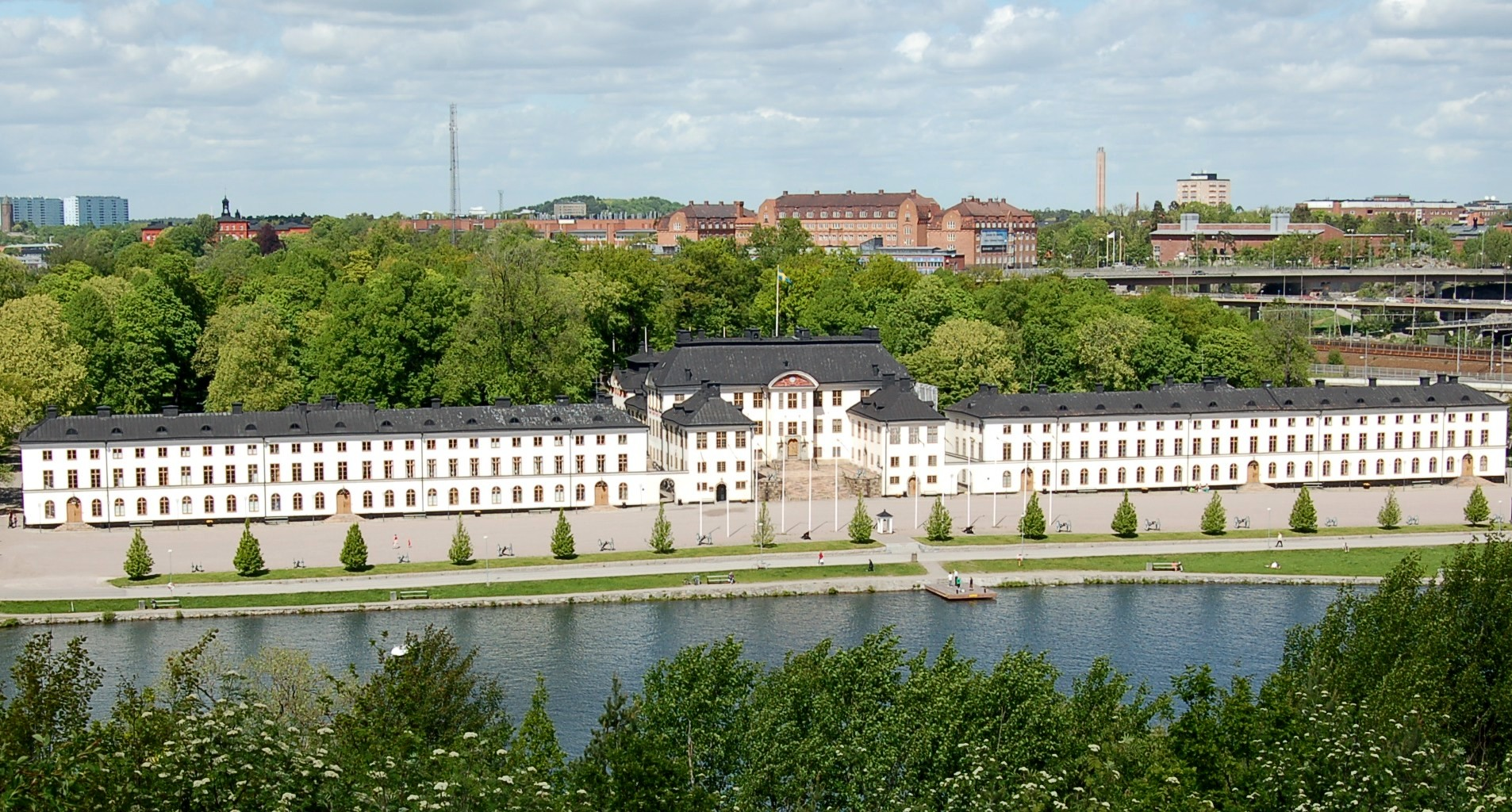
Le château de Karlberg.
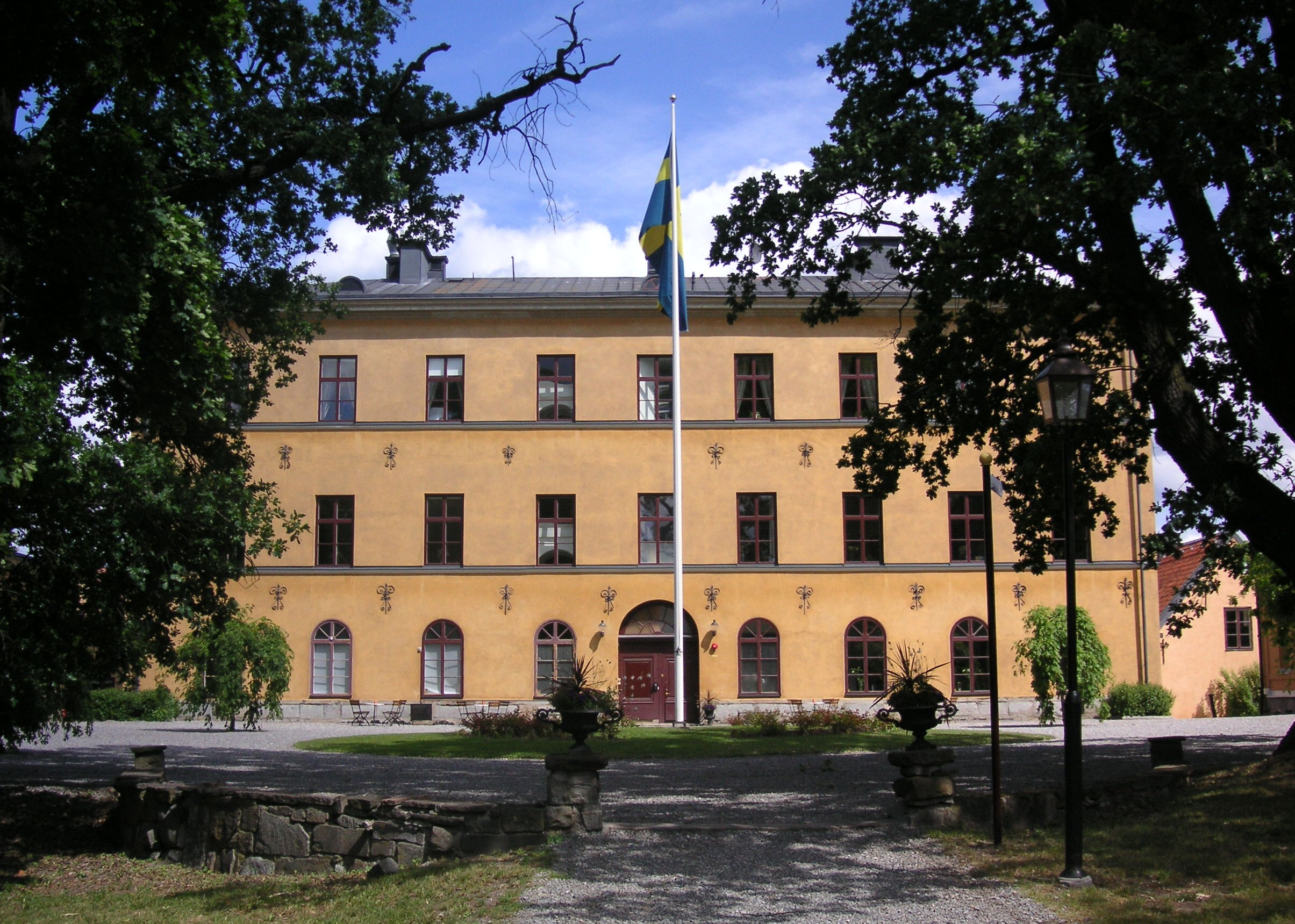
Le château d'Ulvsunda.

## Période 1720–1800
La croissance de Stockholm marque le pas, et on tente de mettre en place le projet de Fleming. La population reste stable, elle est en 1751 au même niveau qu'en 1685, c'est-à-dire 60 000 habitants. En 1718, la fonction d'architecte de la ville est créée, pour la prise en charge des questions de construction urbaine. Johan Eberhard Carlberg, qui occupe ce poste de 1727 à 1773, se montre particulièrement compétent. Le grand projet de l'époque est la construction du palais royal qui, du fait de la pénurie de ressources, se prolonge pendant une cinquantaine d'années, de 1700 à environ 1750. L'architecte responsable du projet est tout d'abord Nicodème Tessin le Jeune, qui est remplacé après sa mort en 1728 par Carl Hårleman. Nicodème Tessin le Jeune est aussi à l'origine d'un plan d'urbanisme qui préconise l'élargissement de la rue Sveavägen et sa transformation en un long boulevard s'achevant place Gustav Adolfs torg. Ce plan continuera d'influencer le bureau de la construction urbaine jusque dans les années 1940.
Dans les faubourgs de la capitale, la bourgeoisie et la noblesse édifient un type de résidence qui prend le nom de malmgård. Il s'agit de vastes domaines, où l'on aménage vergers et jardins, et où l'on construit des bâtiments luxueux proches des manoirs que l'on trouve dans les campagnes.
Le règne du roi Gustave III est marqué par la construction de nombreux édifices culturels. Connu pour son amour du théâtre, le roi fait construire le théâtre de Drottningholm et l'opéra royal de la place Gustav Adolfs torg. L'opéra sera démoli en 1891, non sans susciter une vague de consternation. C'est aussi sous le règne de Gustave III qu'est réalisé le parc Haga, qui inclut un certain nombre de bâtiments. Le parc lui-même est aménagé par Fredrik Magnus Piper sur le modèle de jardin à l'anglaise, tandis que Louis-Jean Desprez, Olof Tempelman, Carl Christoffer Gjörwell, et Louis Masreliez sont chargés des constructions et de leur décoration intérieure. Piper est aussi responsable de l'aménagement d'un parc anglais à Drottningholm, tandis que Gjörwell est l'auteur des plans de l'hôpital de garnison, l'actuelle maison de la préfecture. Le projet du grand château de Haga, particulièrement ambitieux, est interrompu après l'assassinat de Gustave III en 1792. Il n'en reste aujourd'hui que les fondations, en pierres non taillées.
Constructions de l'époque

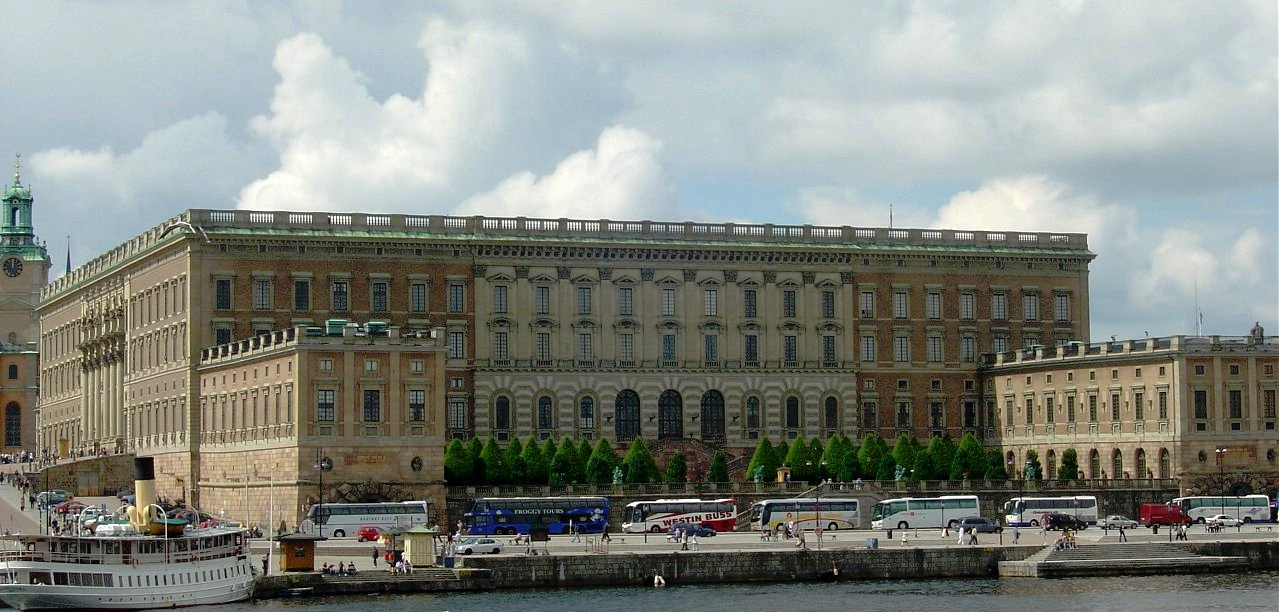
Le palais royal.
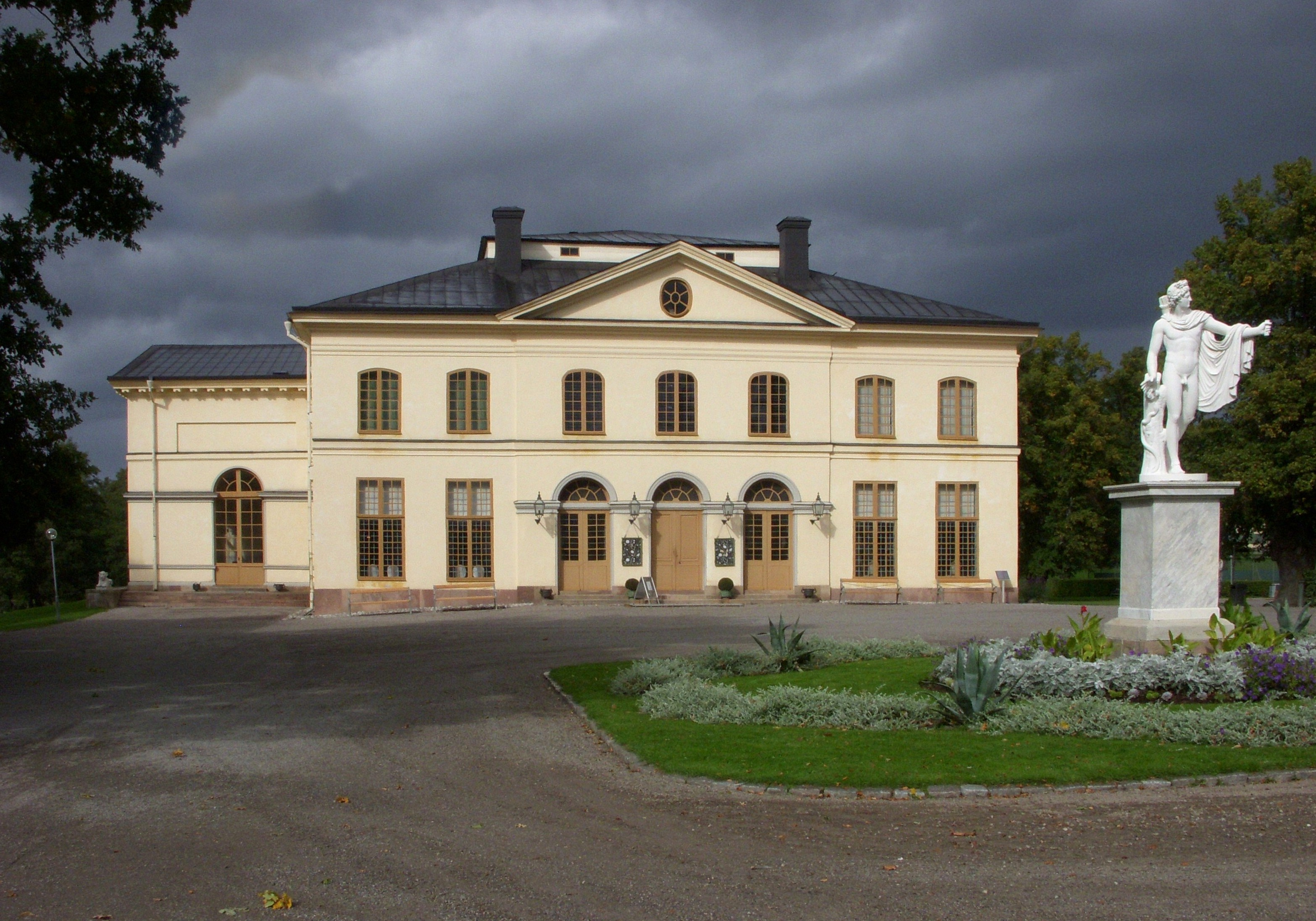
Le théâtre de Drottningholm.
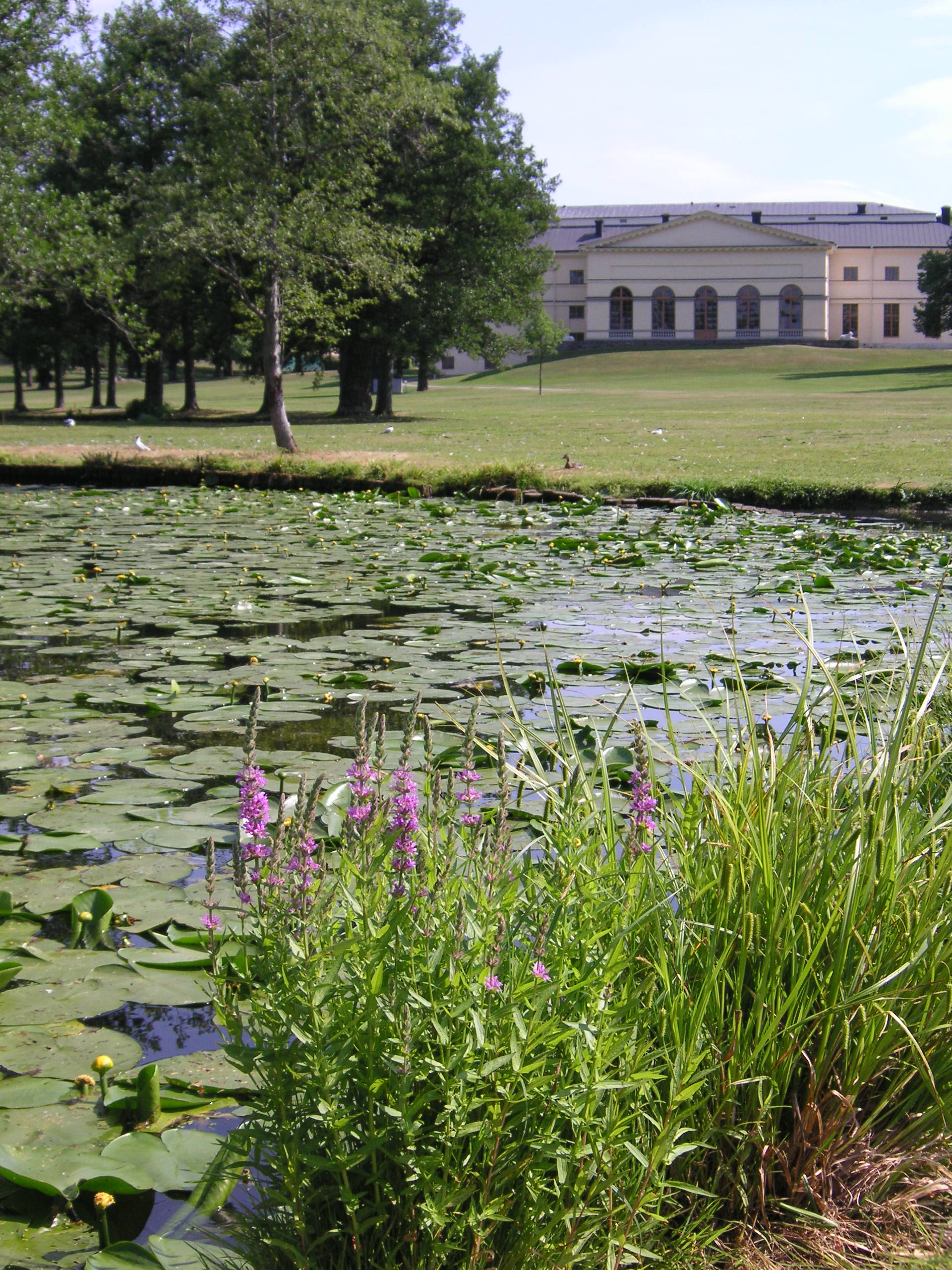
Le parc du château de Drottningholm.
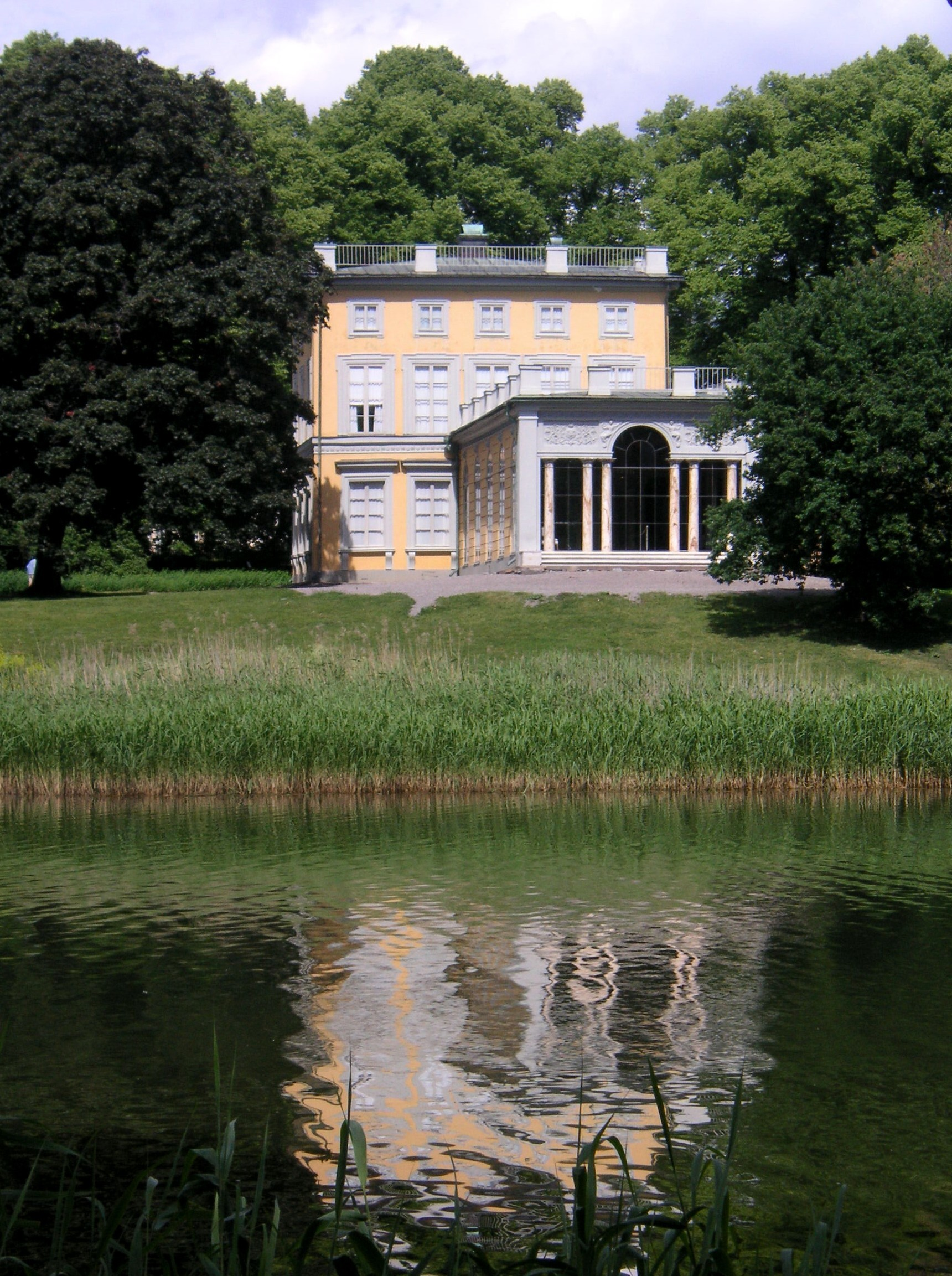
Le pavillon de Gustave III.

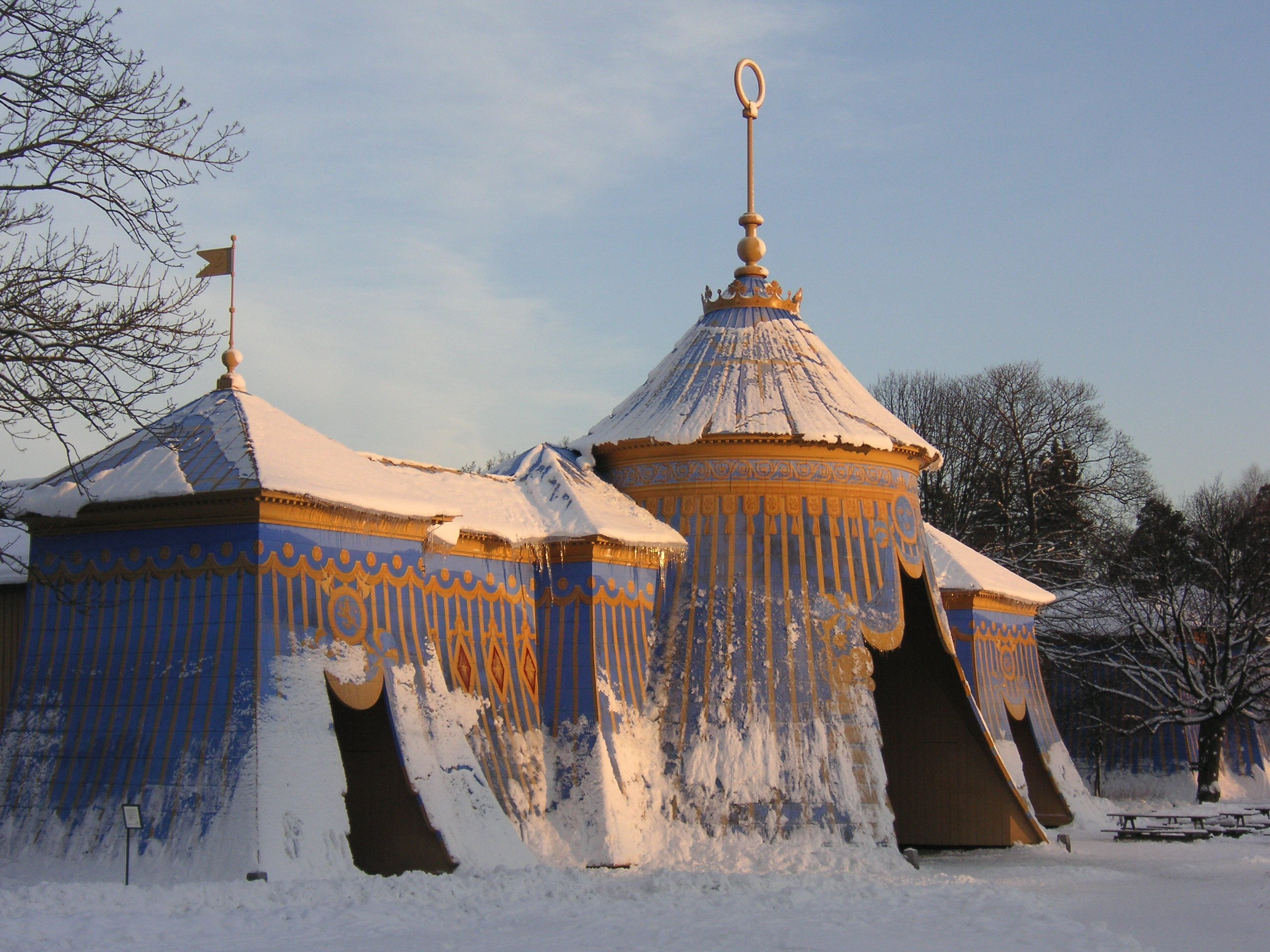
Les tentes de cuivre.
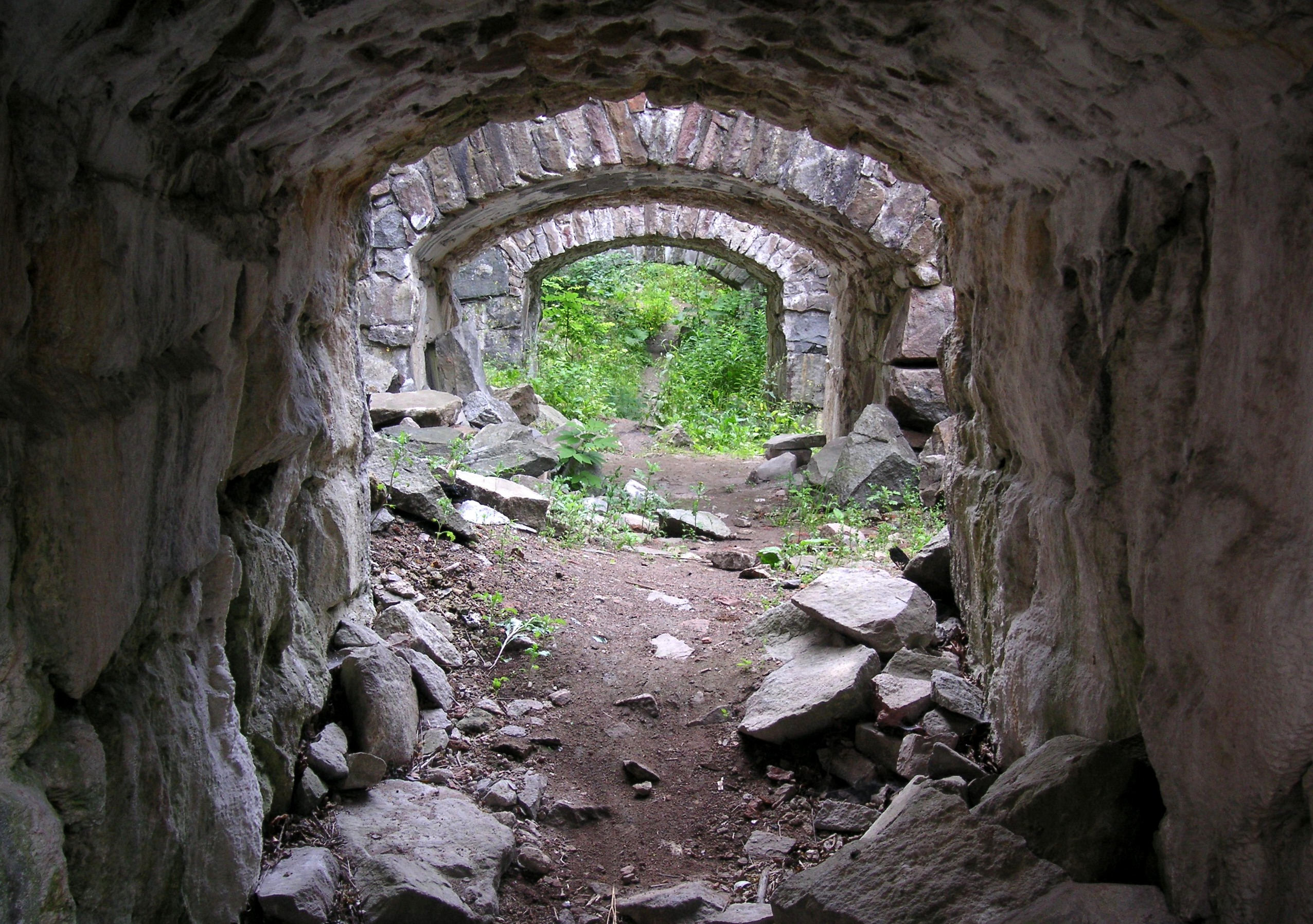
Les ruines du château de Haga.
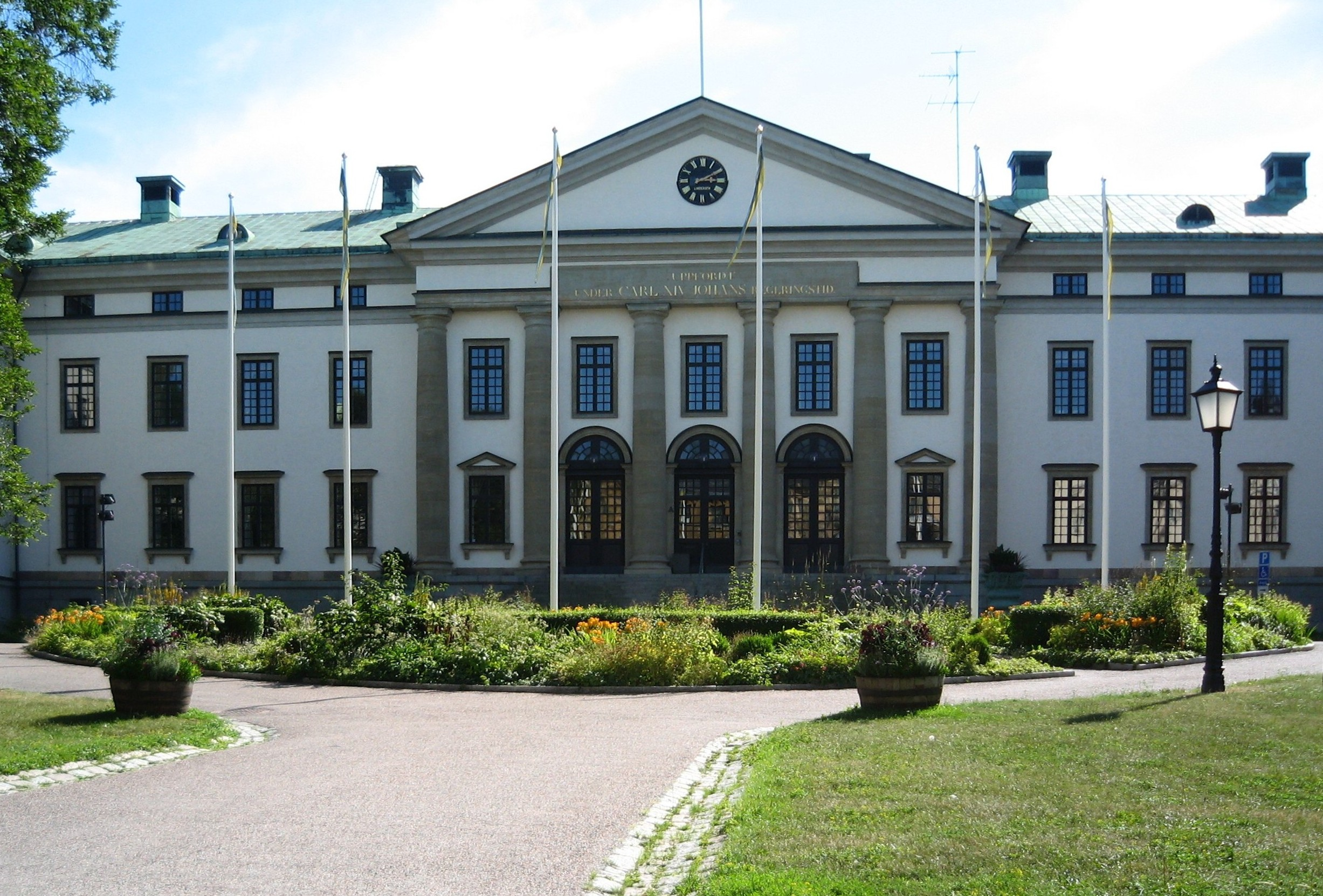
La maison de la préfecture.
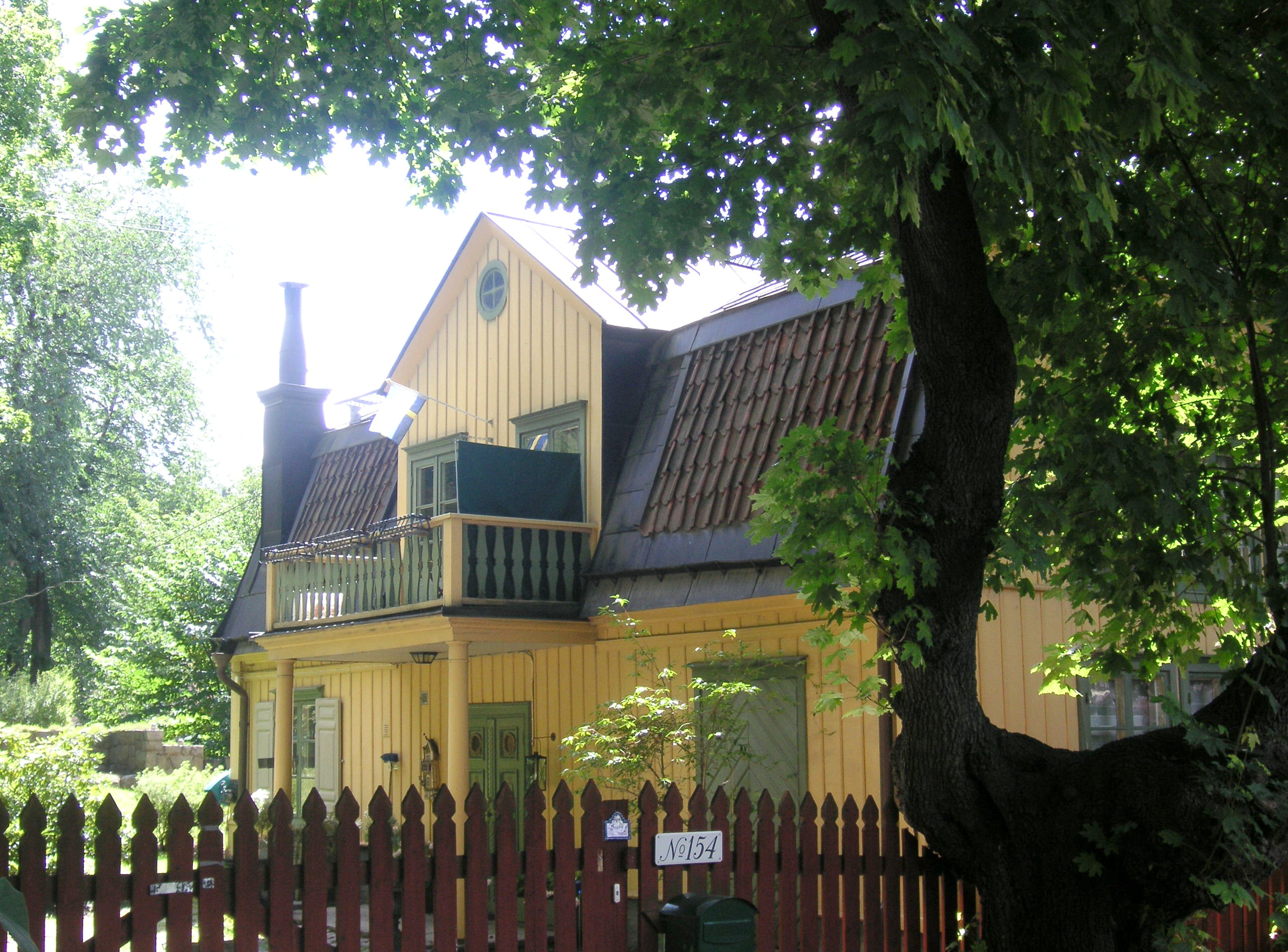
Le malmgård de Cedersdal.

La construction de malmgårds se poursuit. Faisant tout d'abord office de résidences d'été, ils se transforment de plus en plus en résidences permanentes. On recense aujourd'hui 38 de ces bâtiments dans le centre de Stockholm, la plupart étant situés à Södermalm. On peut citer par exemple le malmgård de Kristinehov (années 1790), le malmgård de Reimers (1798), le malmgård de Pasch (années 1750), le malmgård de Molitor (XVIIIe siècle) ou encore le malmgård de Karlshäll (1838).
Malmgårds de l'époque

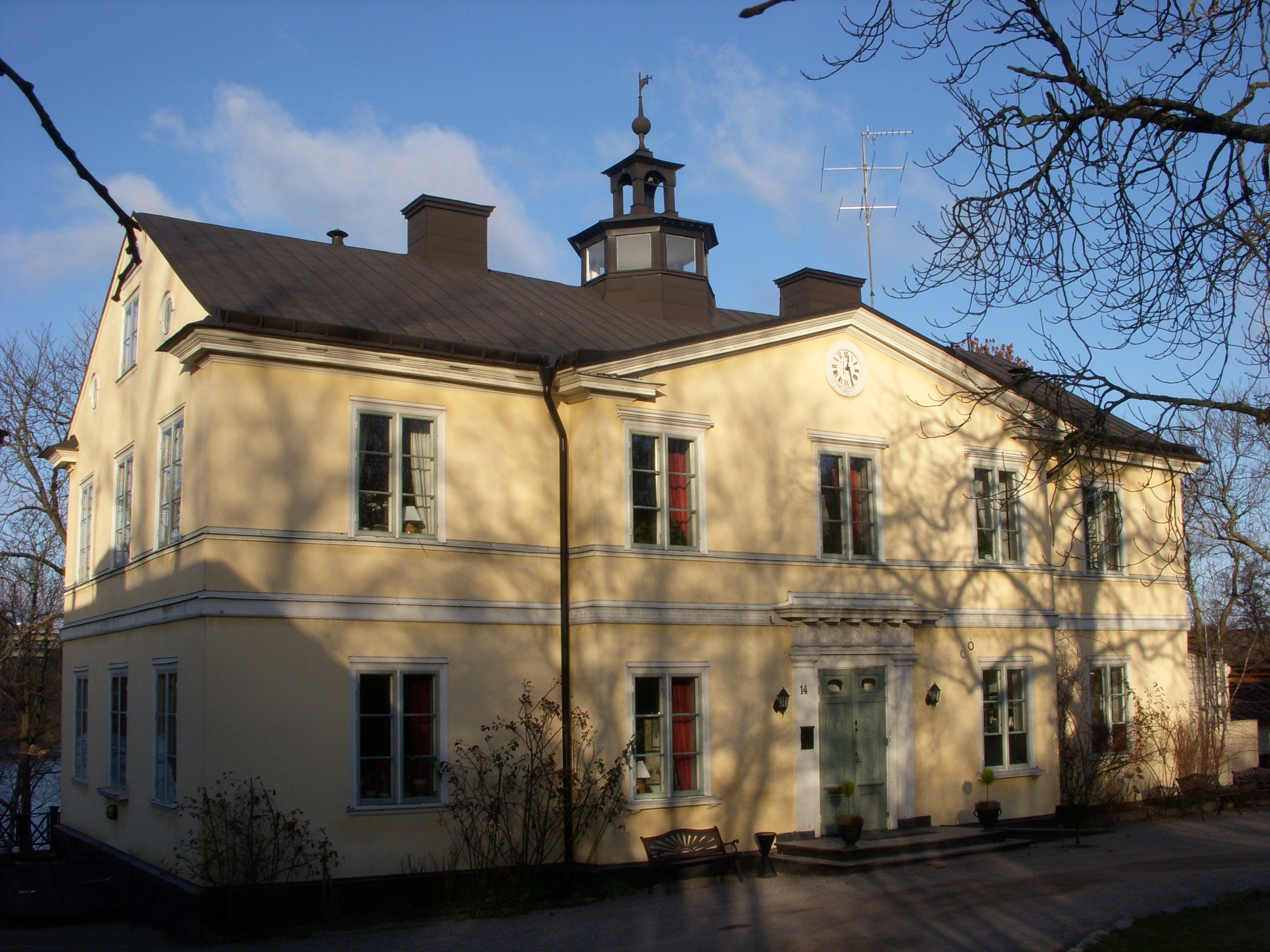
Le malmgård de Karlshäll.
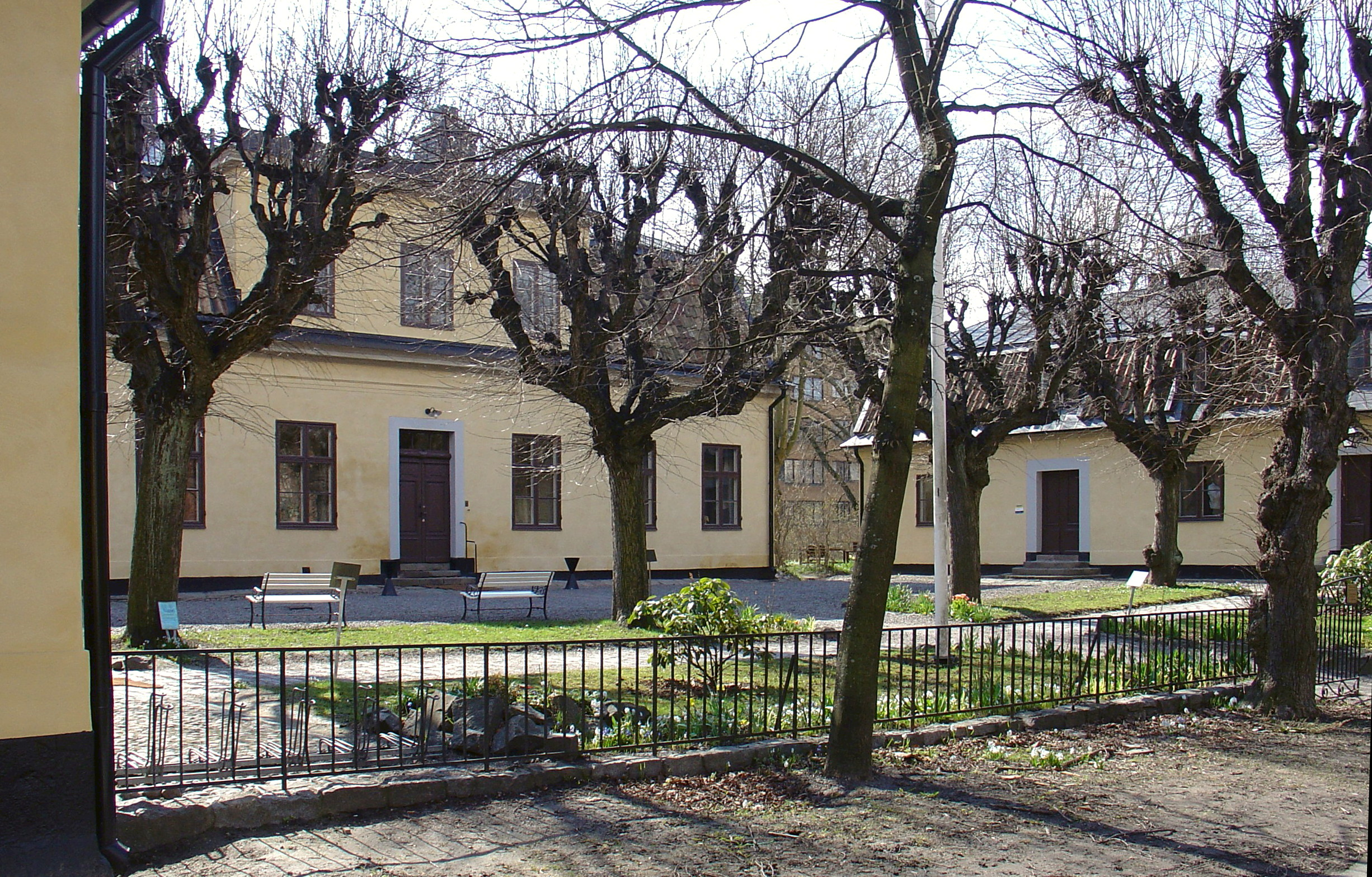
Le malmgård de Kristinehov.
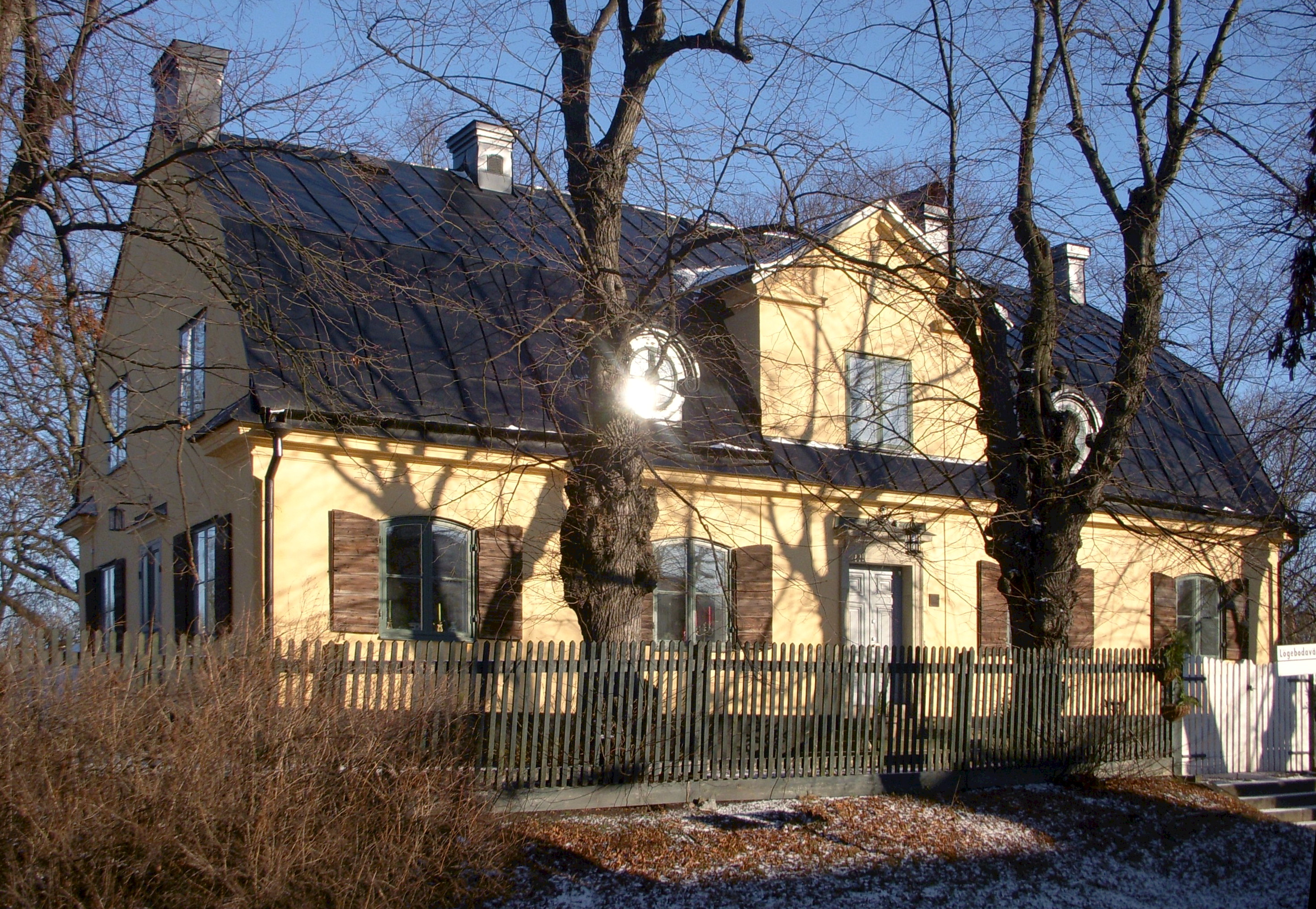
Le malmgård de Pasch.
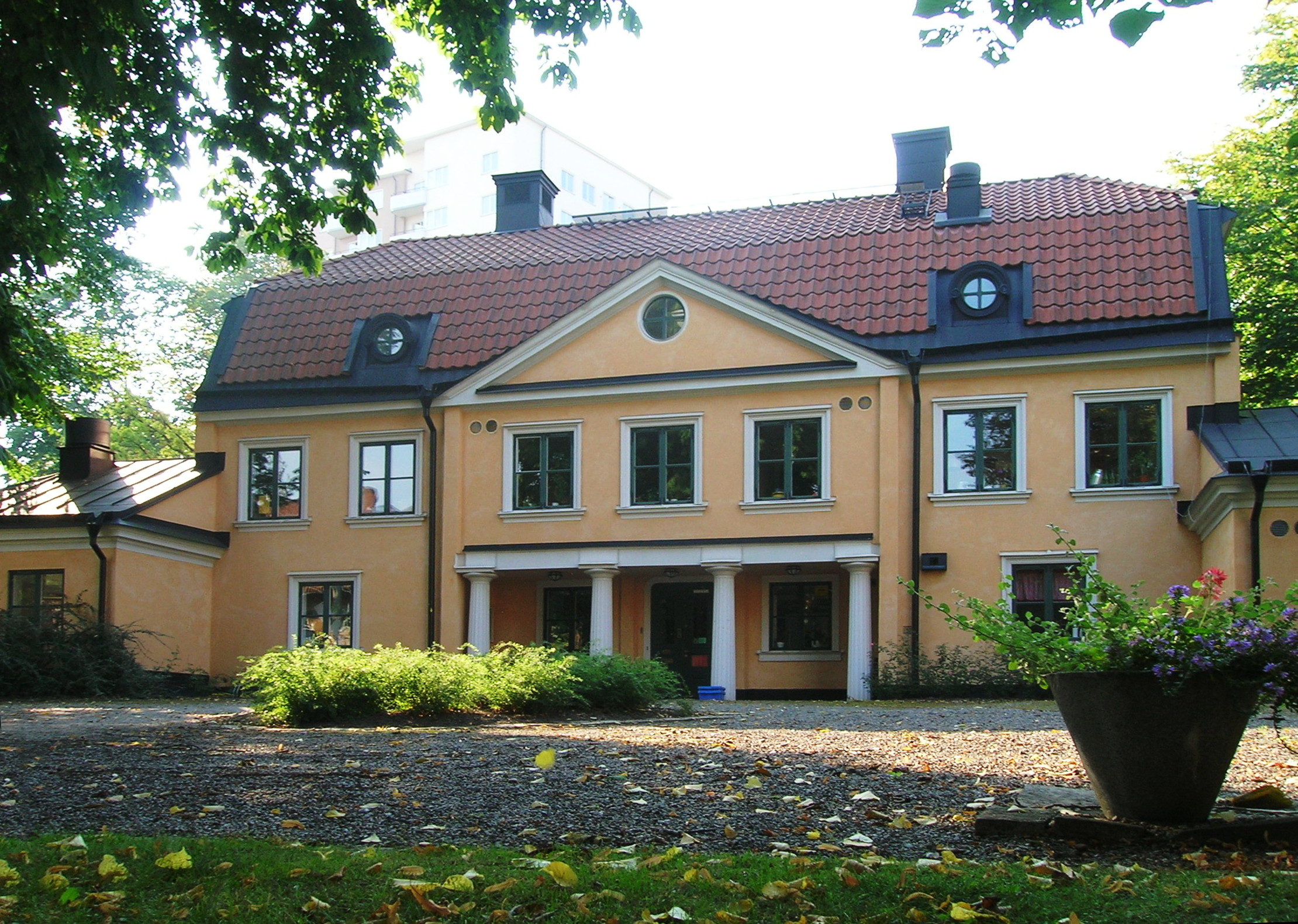
Le malmgård de Reimers.

## Période 1800–1913
La première moitié du XIXe siècle correspond à une période de stagnation, et les nouvelles constructions sont alors peu nombreuses. On édifie essentiellement des hôpitaux, des casernes, des prisons ou des établissements d'enseignement, principalement dans les faubourgs de la capitale. Au milieu du XIXe siècle, la vieille ville est encore le seul quartier à abriter un réseau dense de constructions permanentes, mais l'arrivée de l'industrialisation en Suède et à Stockholm va changer la donne rapidement. Les industries s'installent dans les faubourgs de la capitale, et le chemin de fer se développe. L'aménagement urbain hérité du XVIIIe siècle n'est plus adapté à la croissance explosive de la population, et plusieurs épidémies de choléra se déclarent. Les conditions d'hygiène sont déplorables. Dans les années 1850, Stockholm est l'une des villes les plus insalubres d'Europe.
Sous la direction d'Albert Lindhagen, un plan général d'urbanisme est défini. Prenant le nom de plan Lindhagen, il vise à donner de la lumière, de l'air et de la verdure au centre-ville (à l'exclusion de la vieille ville), en y créant de larges esplanades et de grands boulevards bordés d'arbres. Lindhagen s'inspire par exemple des Champs-Élysées pour la création d'une avenue de 70 mètres de large, traversant pratiquement Norrmalm du nord au sud, sans se soucier des constructions existantes ou du relief. Ce plan ne sera toutefois que partiellement réalisé. Lindhagen est aussi à l'origine de décrets concernant la protection incendie, la construction d'immeubles et l'hygiène publique, qui sont de toute première importance pour le développement concerté du centre-ville. C'est à son initiative que la première station d'épuration de Stockholm, la station de Skanstull, est édifiée en 1861 dans le sud de Södermalm. Les résultats sur la santé publique sont immédiatement positifs, avec une diminution sensible du taux de mortalité.
Dans la seconde moitié du XIXe siècle, on assiste à un effort intense de construction. La population de la ville triple, passant de 100 000 à 300 000 habitants, et une pénurie de logement s'ensuit. Pour la construction du centre-ville, on s'inspire des villes impériales du continent : Saint-Pétersbourg, Vienne, Paris et Berlin. Dans ces villes, l'aménagement urbain est frappé de la tradition classique, avec la création de plans en damier, de grands axes de circulation et de larges places ouvertes. Les bâtiments, souvent comparés à des casernes, sont construits côte-à-côte autour de cours dans lesquelles le soleil ne brille guère que par son absence.
Parmi tous les édifices industriels construits dans la région de Stockholm pendant la révolution industrielle, très peu ont été conservés. Avec la croissance de la ville, de nombreuses industries disparaissent, et les terrains sont réutilisés pour la construction de logements. De la zone industrielle de Rörstrand dans le nord de Norrmalm il ne reste plus aujourd'hui que la décharge de la fabrique de porcelaine, classée à la protection du patrimoine. De la grande brasserie de Hornsberg, il ne reste plus qu'un seul bâtiment. C'est aussi le cas pour le site de la brasserie de Munich au nord de Södermalm, où la production de bière a du reste cessé il y a longtemps.
L'un des rares bâtiments à avoir conservé son usage d'origine est le marché couvert d'Östermalm, construit en 1888 sur la place Östermalmstorg. Dessiné par Isak Gustaf Clason et Kasper Salin, il est construit en un temps record. Sa structure est en fonte, tandis que ses façades de briques rouges s'inspirent de constructions similaires dans l'Allemagne et l'Italie de l'époque. Un autre site industriel que l'on peut encore admirer aujourd'hui et l'usine à gaz de Värta dans le quartier de Hjorthagen, œuvre du jeune Ferdinand Boberg. Là aussi, les façades sont en briques rouges. Le site a été inauguré en 1893.
Bâtiments industriels de l'époque

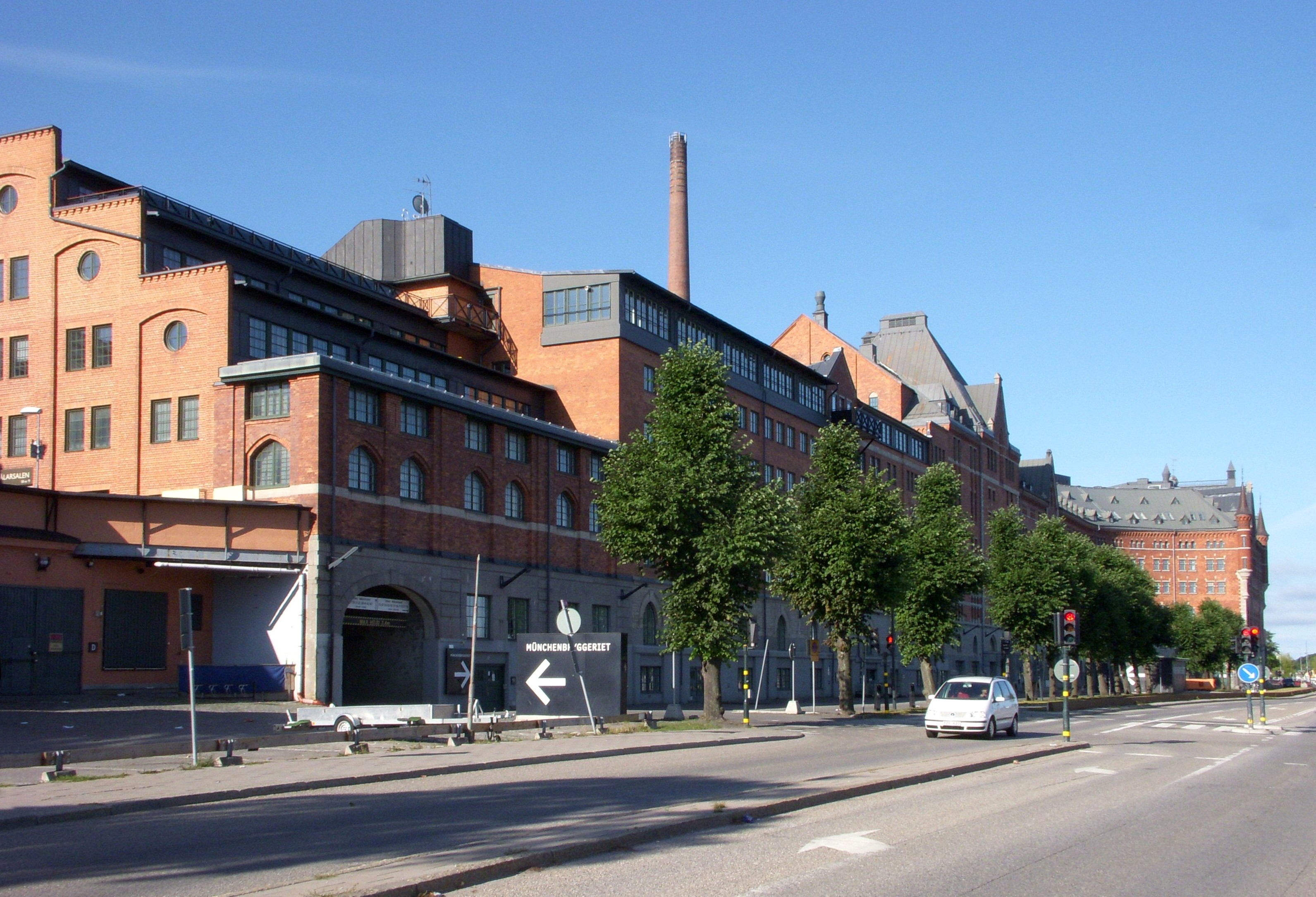
La brasserie de Munich.
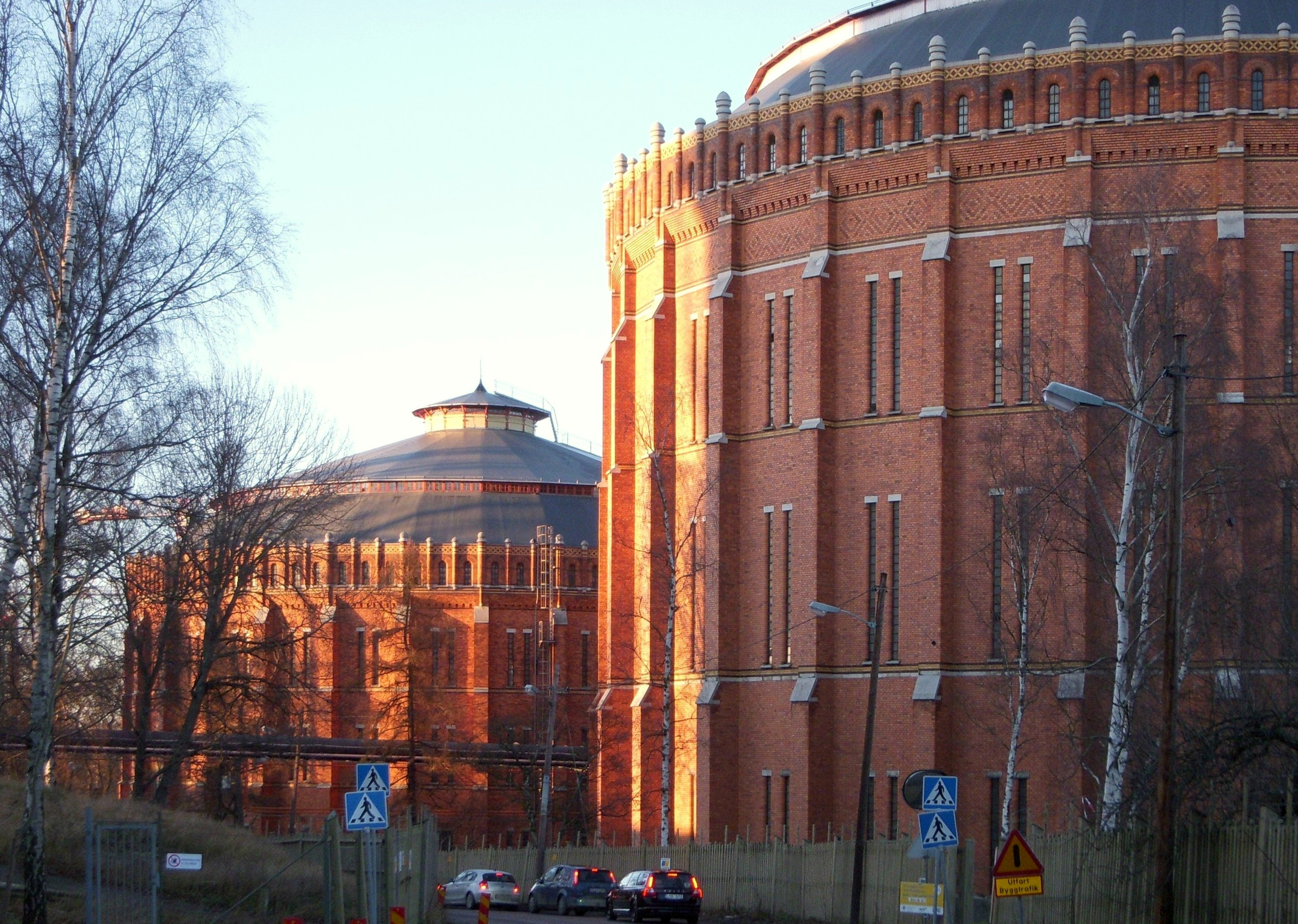
L'usine à gaz de Värta.
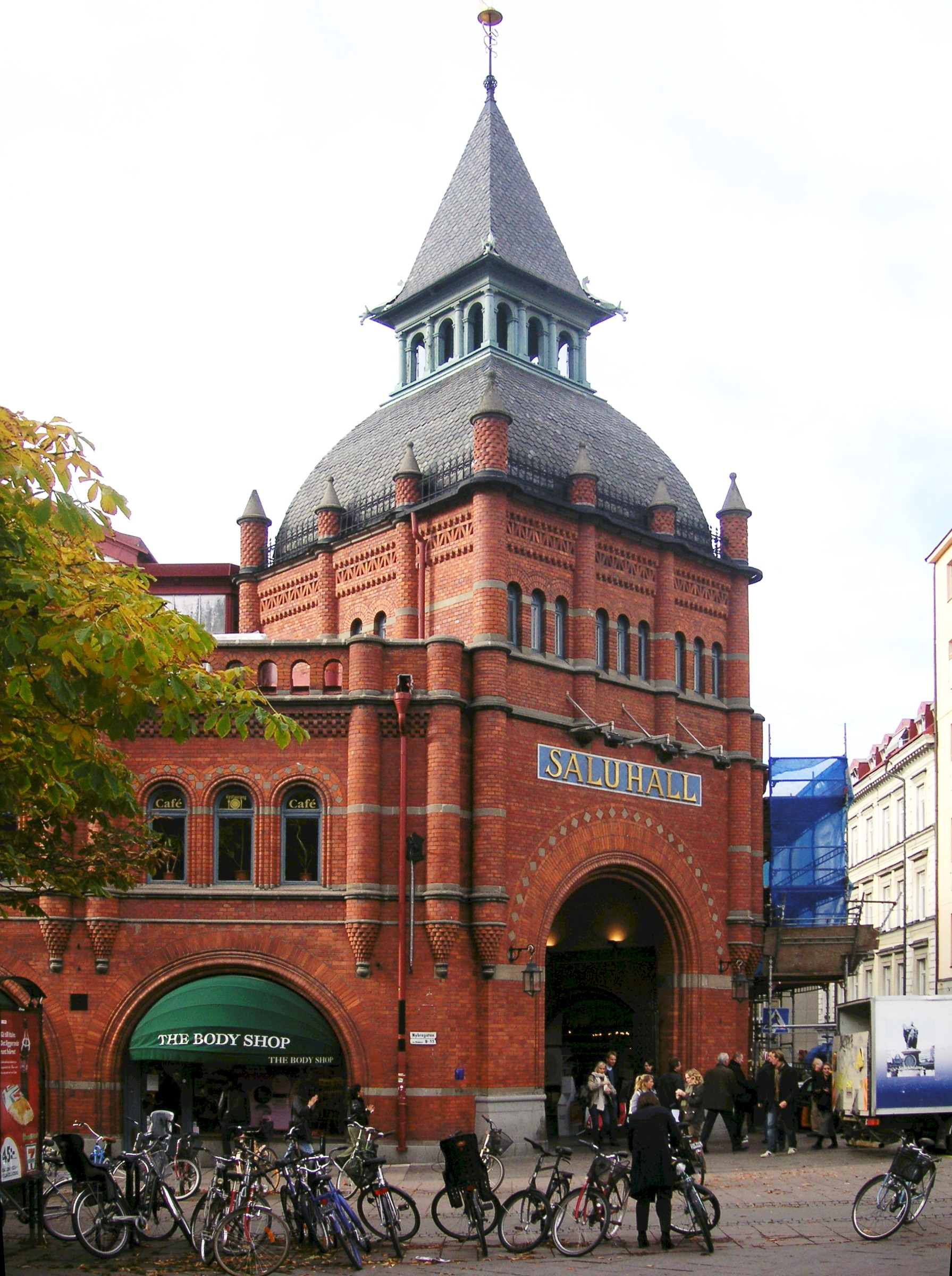
Le marché couvert d'Östermalm.
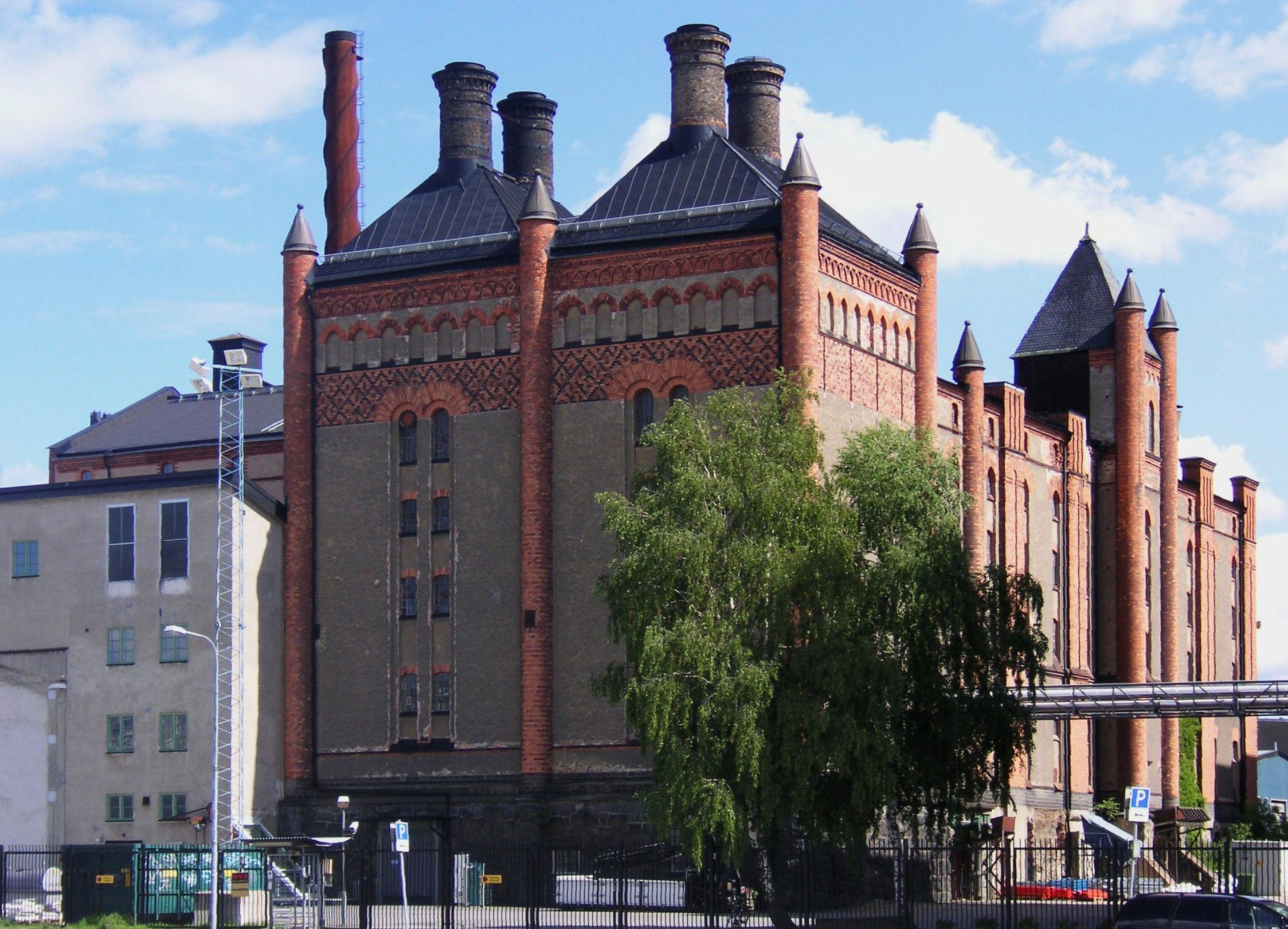
La grande brasserie.

Villas d'architecte de l'époque

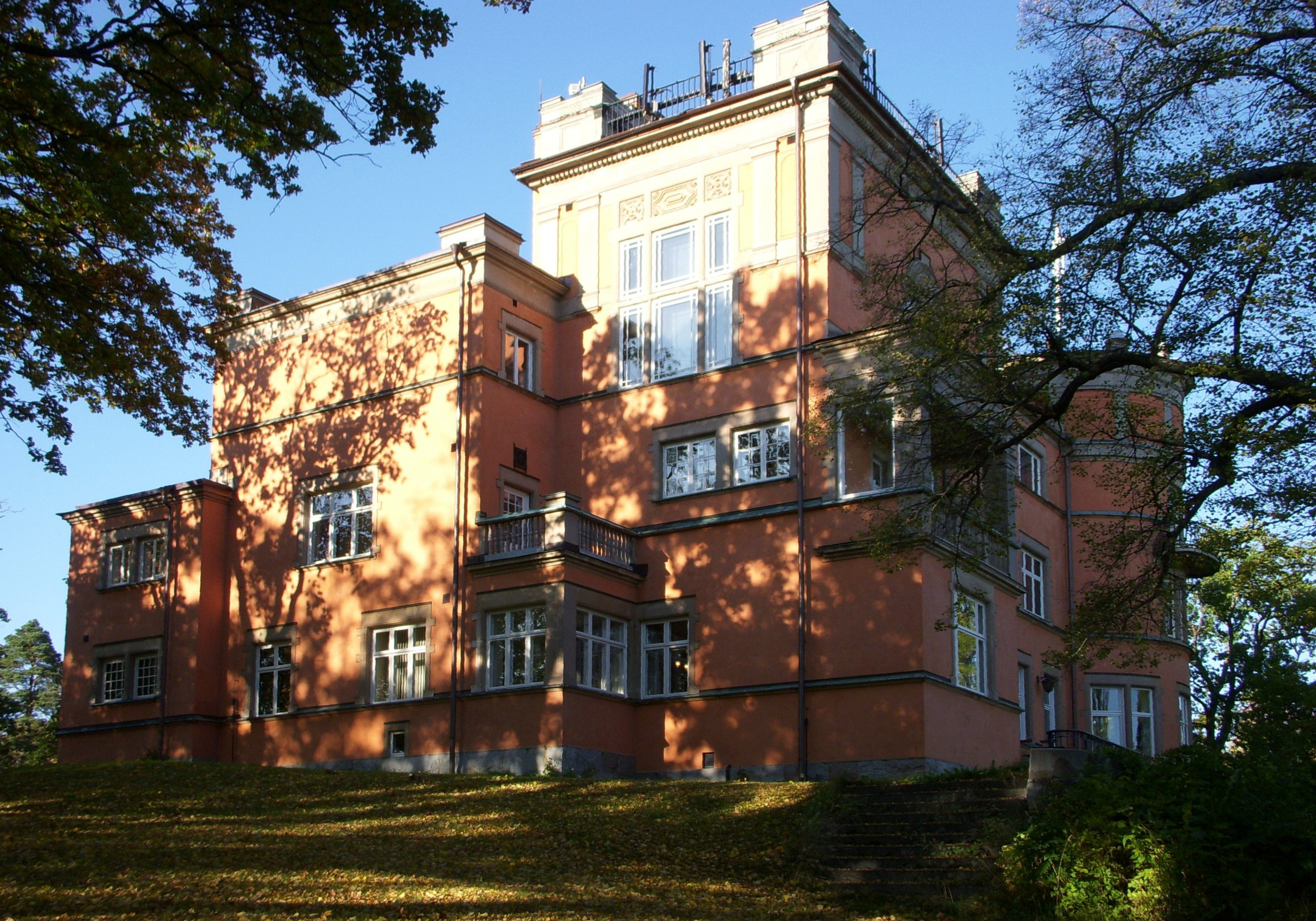
Villa Mittag-Leffler.
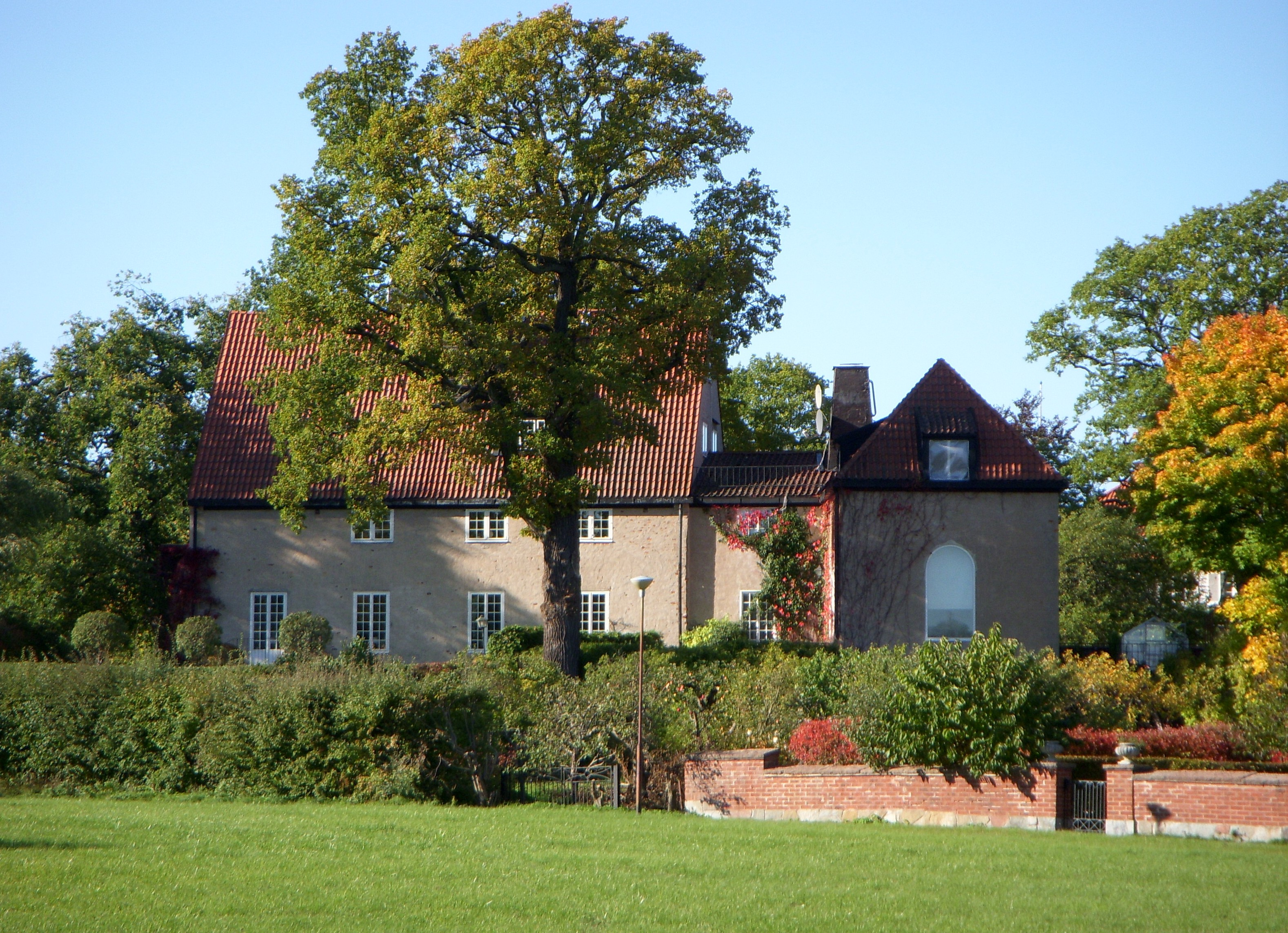
Villa Lagercrantz.
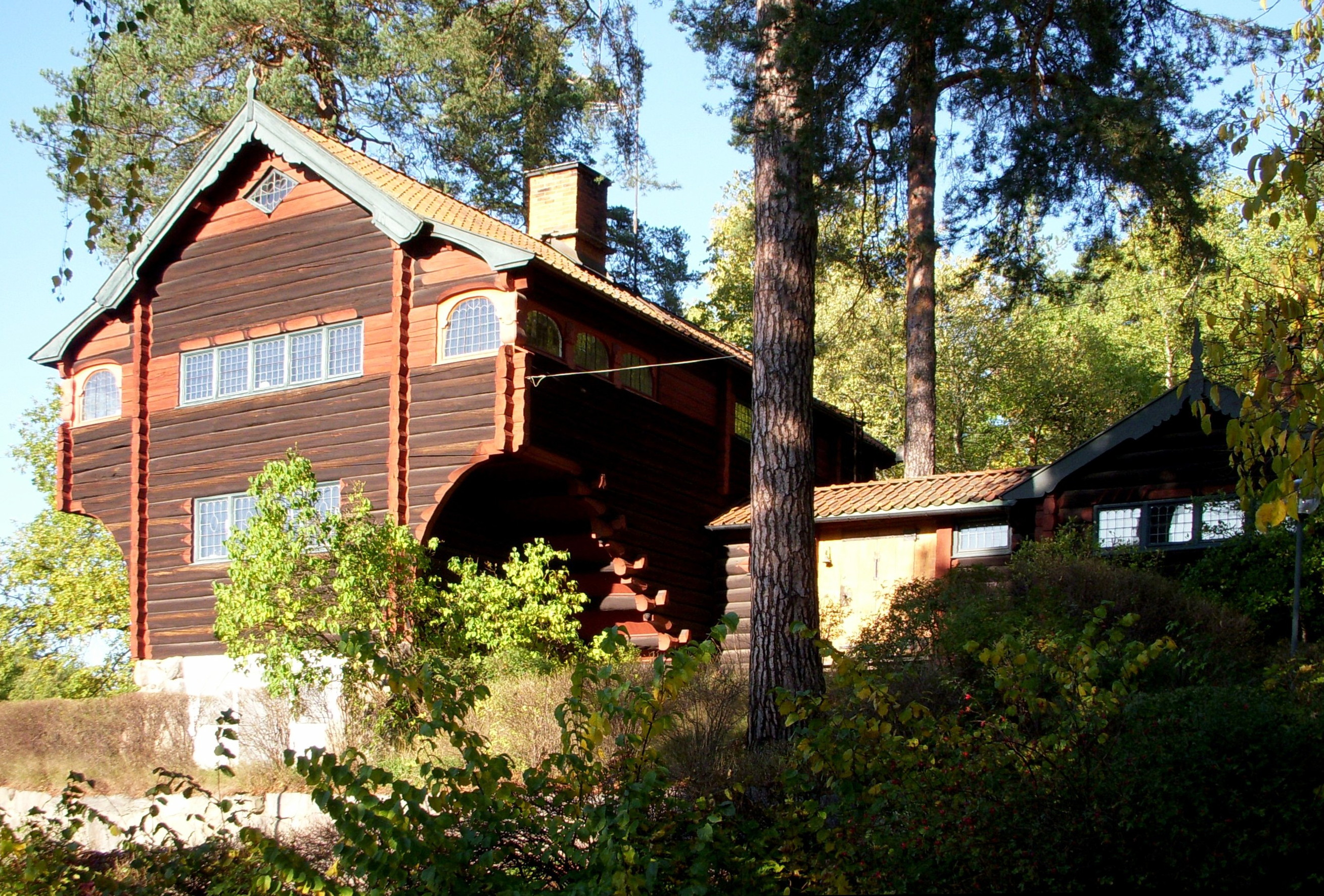
Villa Tallom.
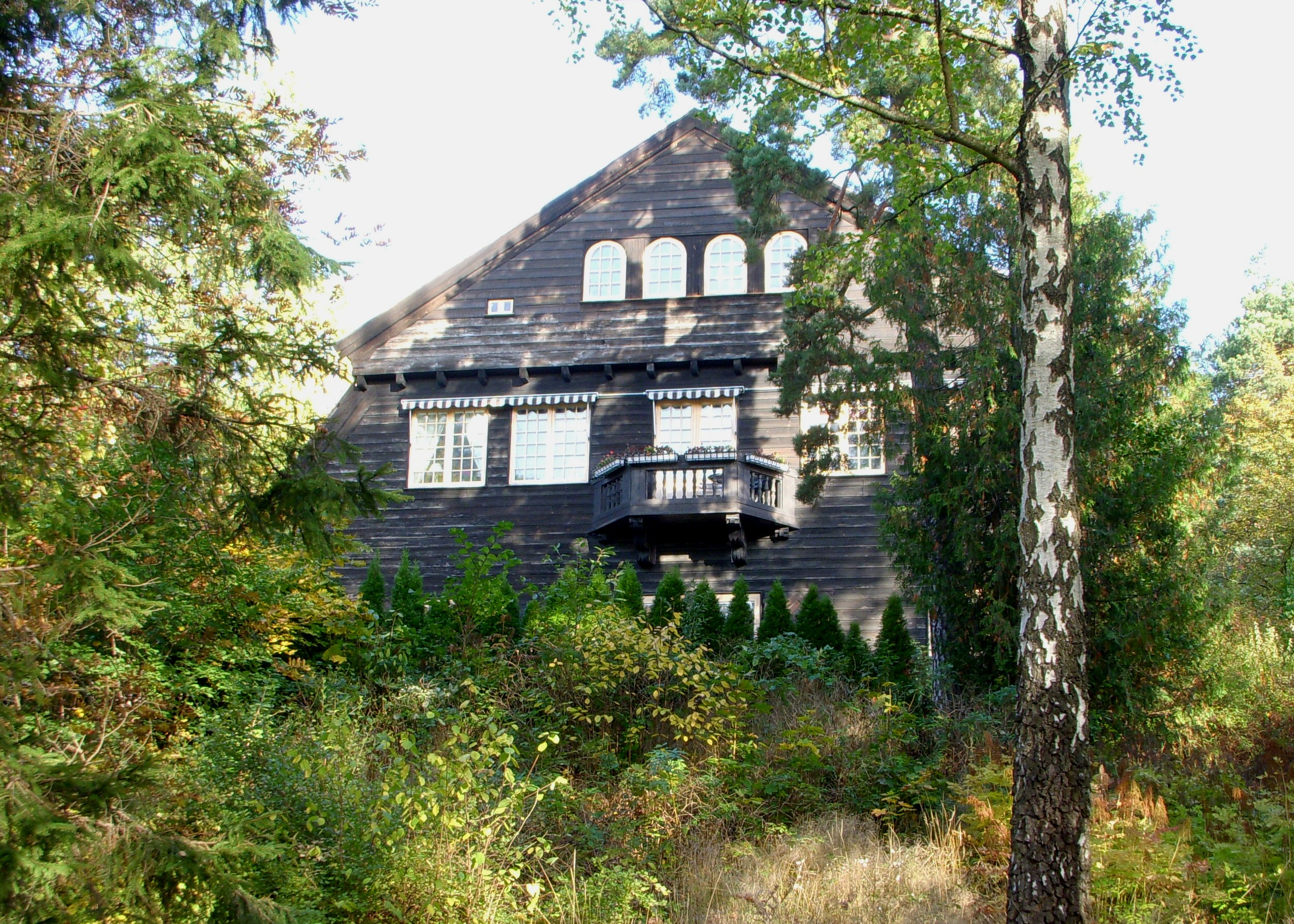
Villa Yngve Larsson.

Pendant le XIXe siècle, et jusqu'en 1910, de nombreux bâtiments publics monumentaux sont édifiés, tel que la gare centrale de Stockholm (1871), la bibliothèque royale (1878), l'opéra royal (1898), le siège du parlement (1892-1905), le musée nordique (1897–1907) et le théâtre dramatique royal (1908). En 1897, Stockholm accueille une exposition internationale. C'est Ferdinand Boberg qui en est l'architecte en chef. Un certain nombre de bâtiments construits ou mis à contribution lors de cet événement ont été conservés, par exemple la Skånska gruvan, le musée de biologie ou la villa Lusthusporten. À la même époque, on aménage la rue Strandvägen, qui devient l'une des grandes artères de la ville. Dans le centre-ville, la rue Kungsgatan est inaugurée en 1911 après six années de travaux. Il a en effet fallu creuser dans l'esker qui divise en deux le quartier de Norrmalm.
Le centre-ville se situe de moins en moins dans la vieille ville au profit de Norrmalm, où sont construits de nombreux immeubles de bureaux, tandis que la densité de logement augmente sans cesse. Les appartements ne disposent pour la plupart ni de l'eau courante, ni de salles de bain ou de toilettes, qui sont encore rares au tournant du XXe siècle. En réponse aux conditions de vie insalubres dans le centre historique, la ville se lance dans un programme d'acquisition en banlieue et incite à la création de villes-jardins, suivant l'exemple anglais. C'est ainsi que le quartier de Gamla Enskede voit le jour en 1908. Les classes aisées, influencées par le nouvel idéal urbain en provenance de l'étranger, s'installent également loin du centre-ville, dans des zones résidentielles huppées tel que Djursholm (1889), Saltsjöbaden (1891) ou Storängen (1900). Quelques exemples de villas construites dans ces quartiers sont la villa Mittag-Leffler (1889), la villa Pauli (1907) et la villa Lagercrantz (1909), toutes situées à Djursholm, ainsi que la villa Tallom (1906) à Stocksund et la villa Yngve Larsson (1907) à Storängen.
Sur l'île de Djurgården, le banquier Ernest Thiel fait construire en 1905 une résidence qui abrite aussi sa collection d'œuvres d'art et qui deviendra la galerie Thiel. Le bâtiment, œuvre de Ferdinand Boberg, est situé sur le point le plus haut d'une petite presqu'île et constitue un bel exemple d'Art nouveau suédois. Le stade olympique est quant à lui réalisé par l'architecte Torben Grut en style national romantique en vue des Jeux olympiques de 1912.
Constructions de l'époque

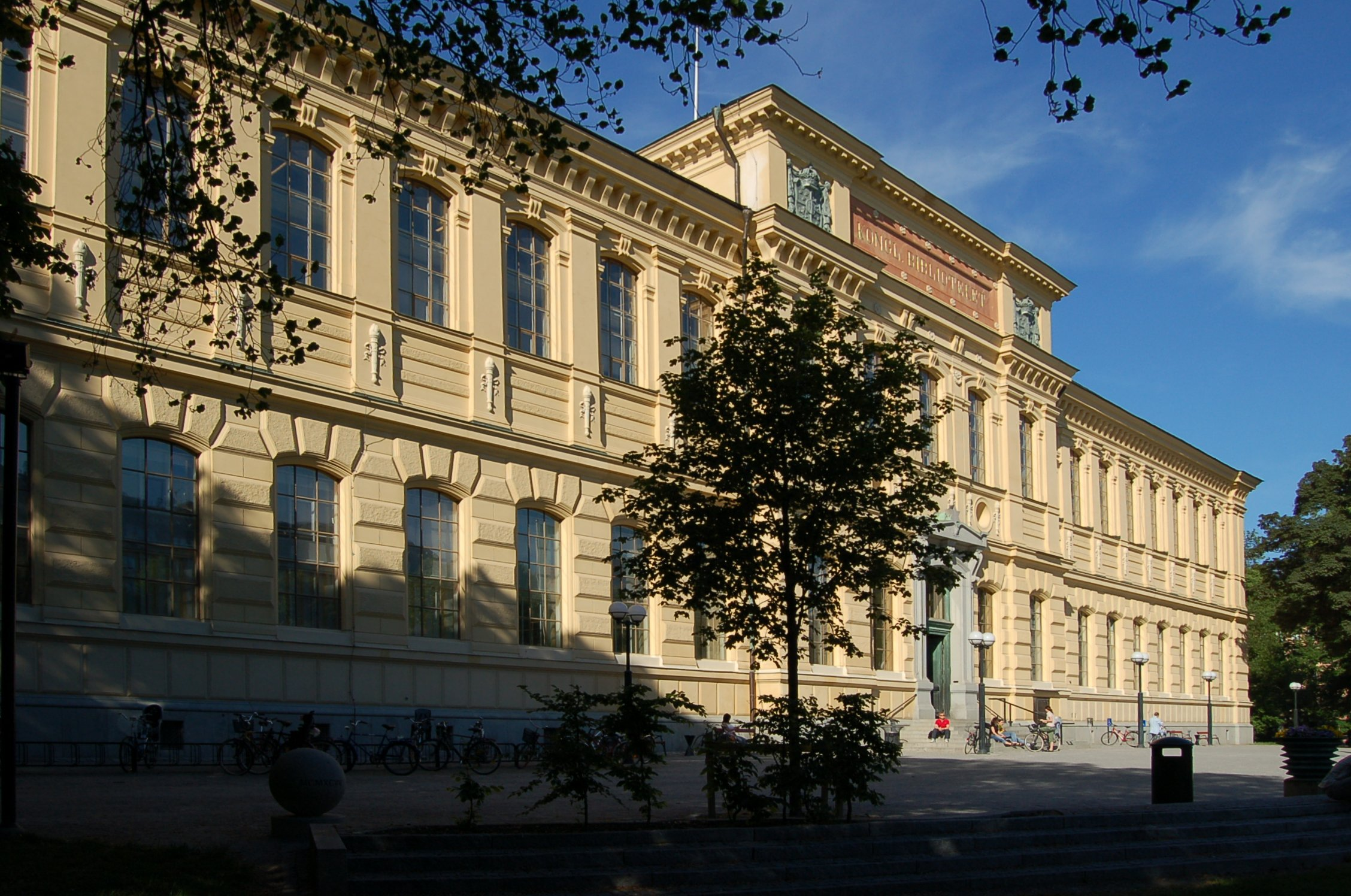
La bibliothèque royale.
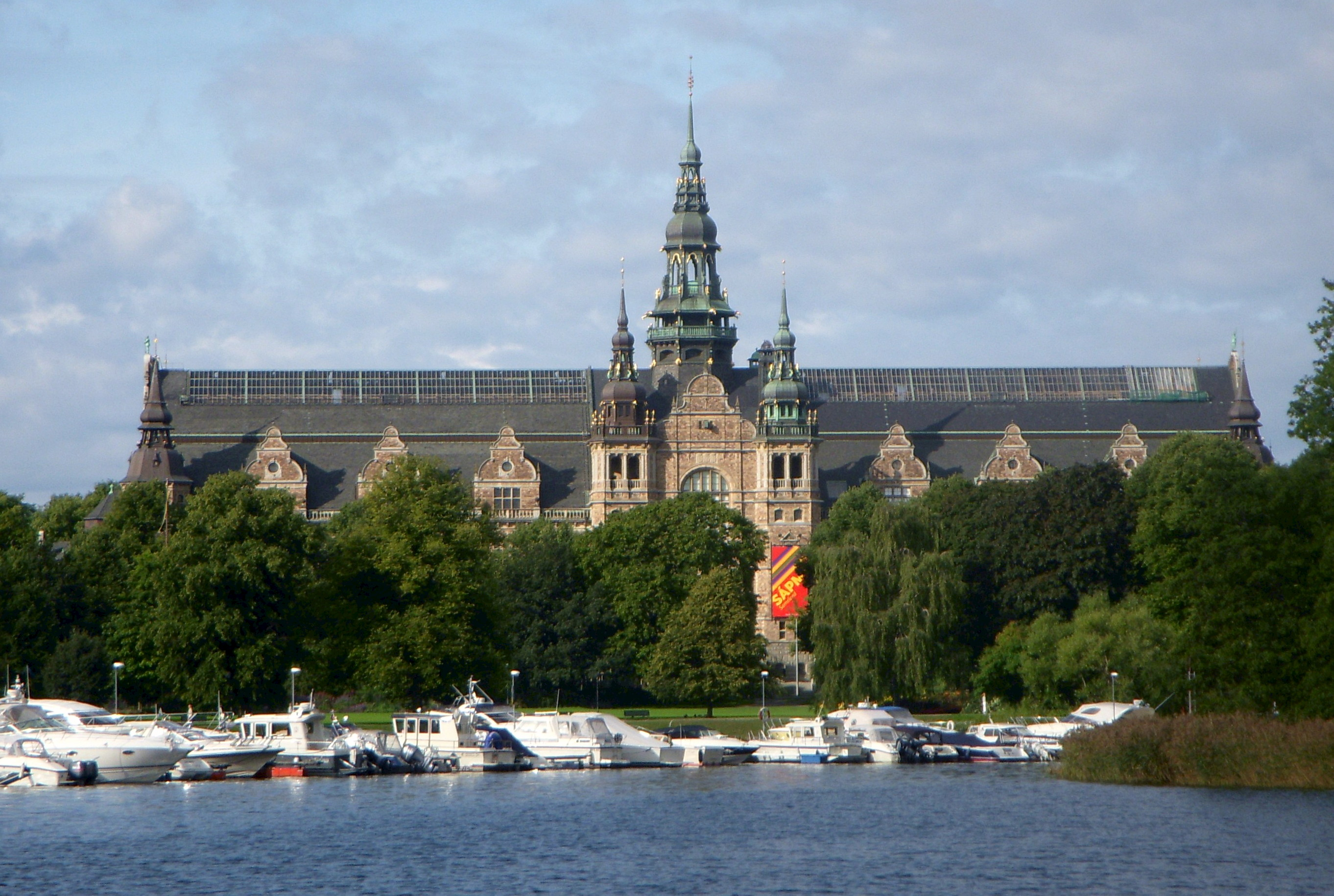
Le musée nordique.
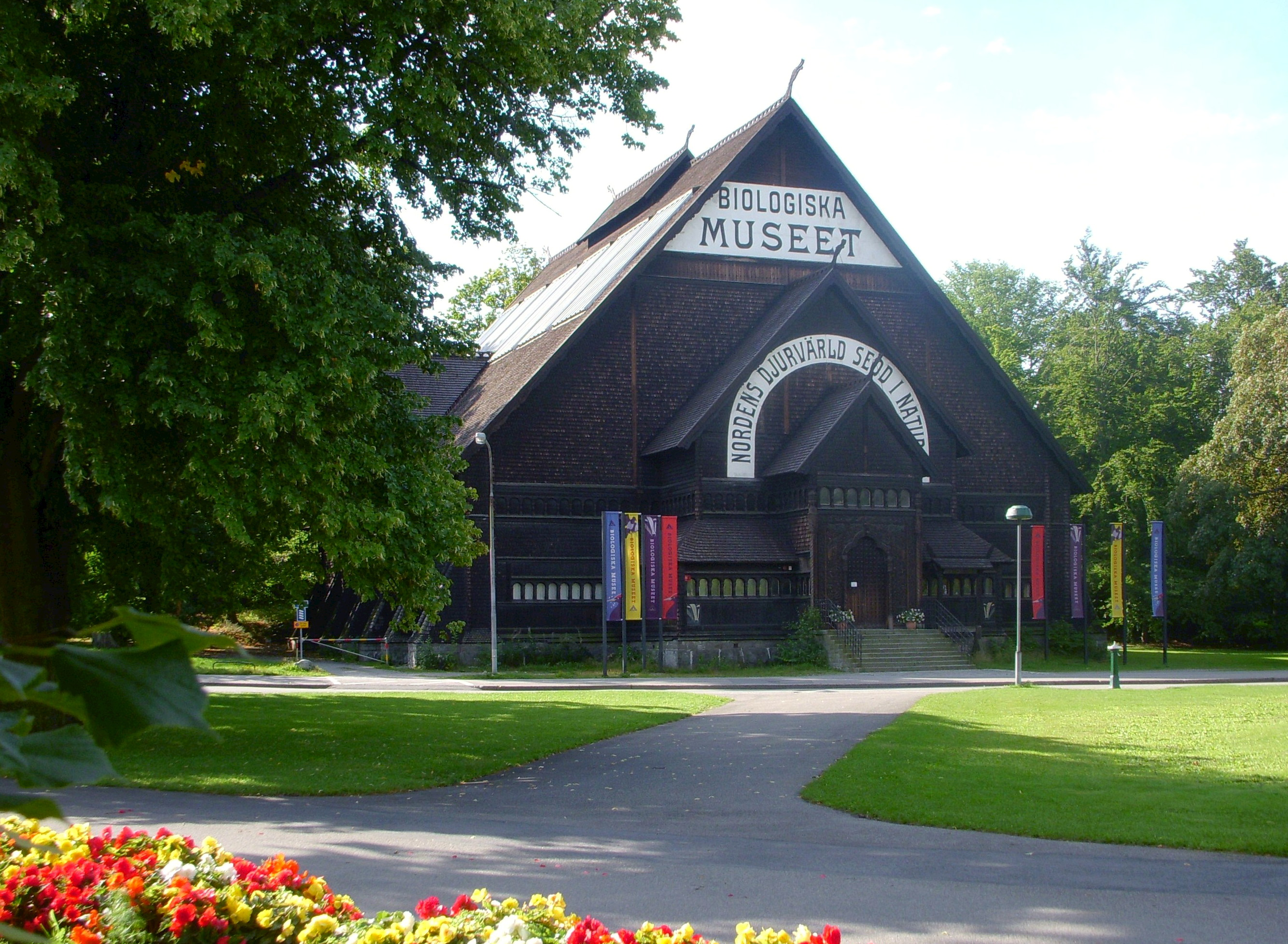
Le musée de biologie.
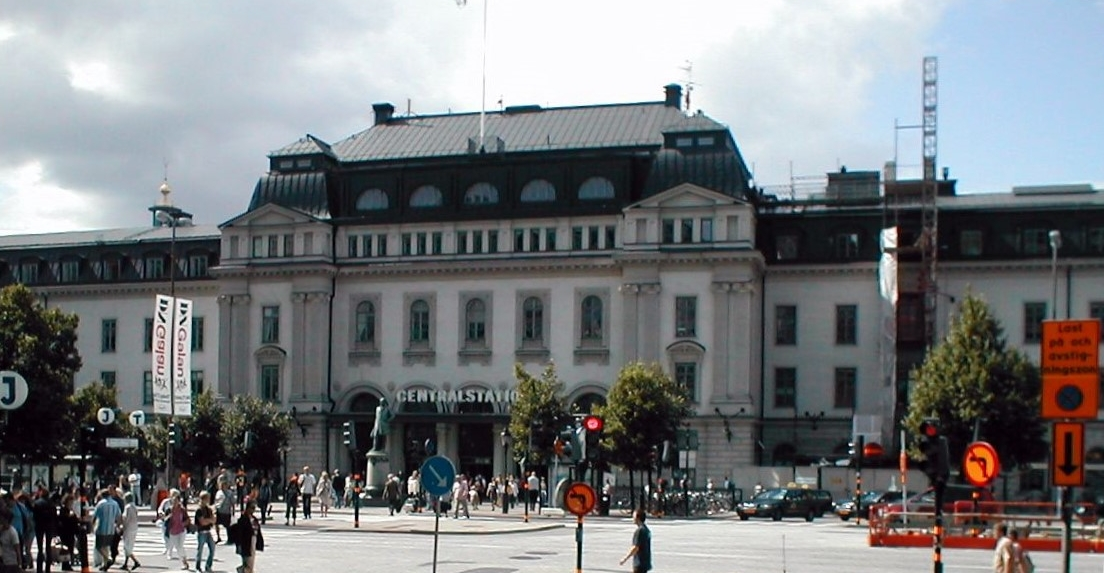
La gare centrale.

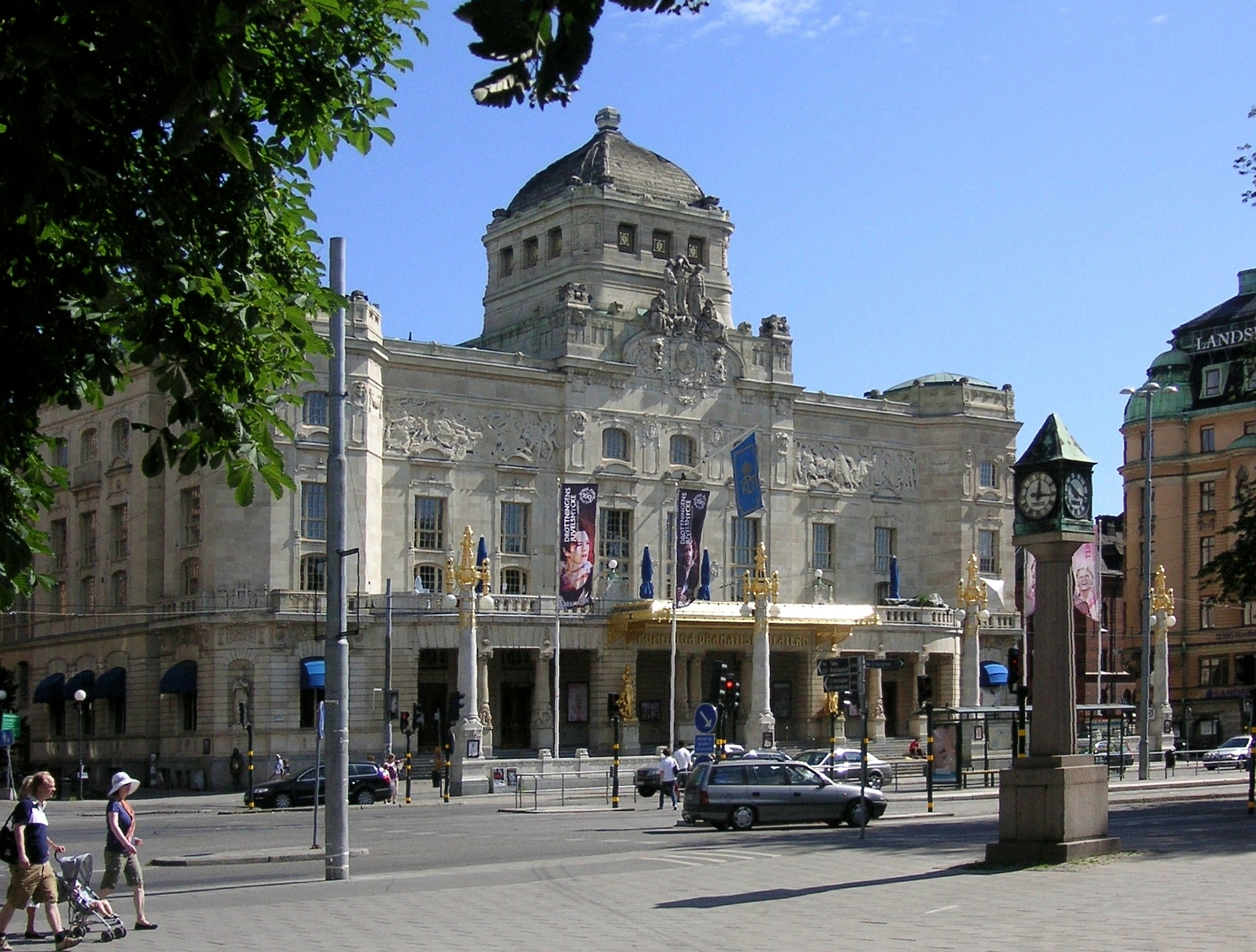
Le théâtre dramatique royal.
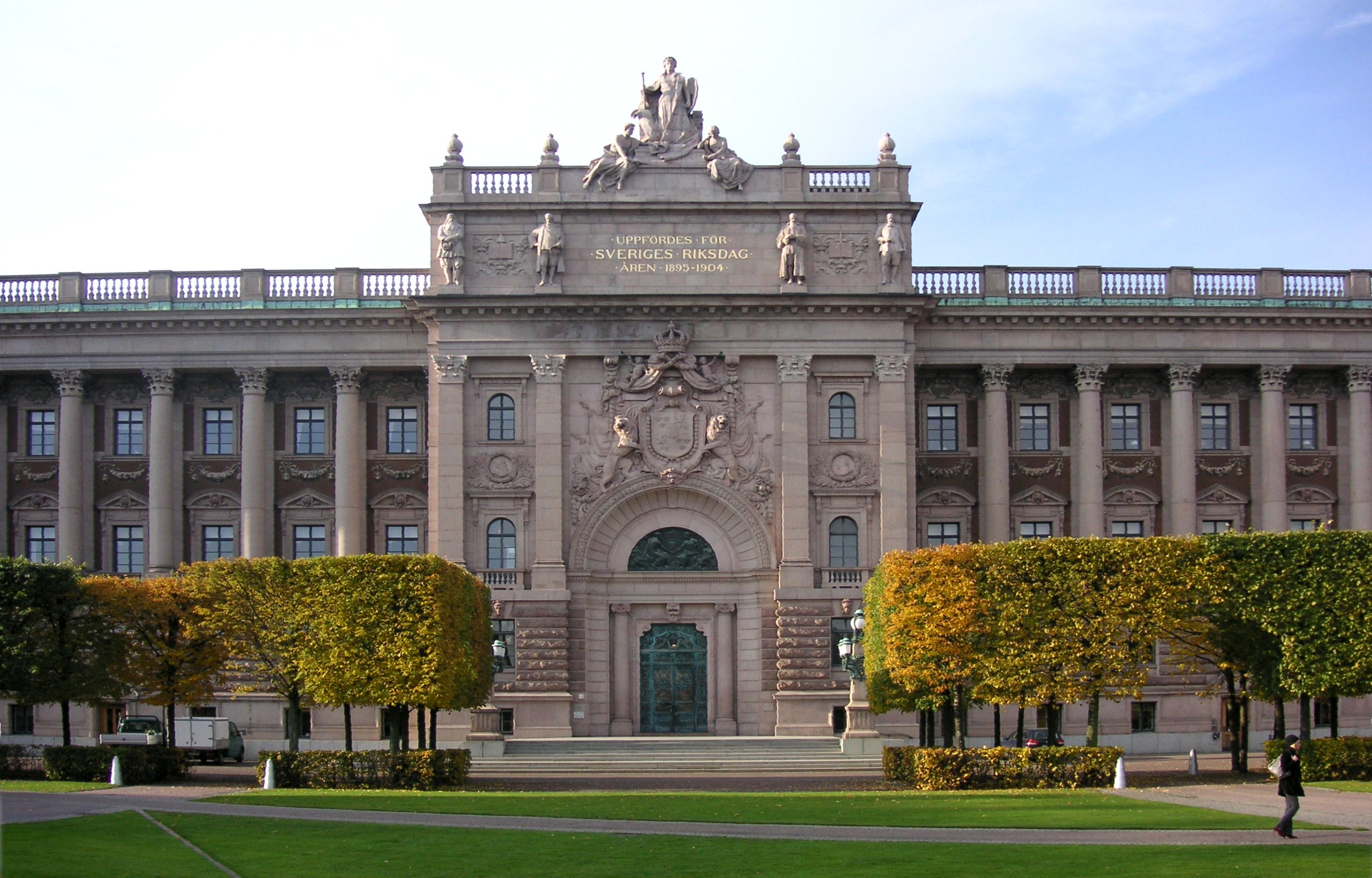
Le siège du parlement.
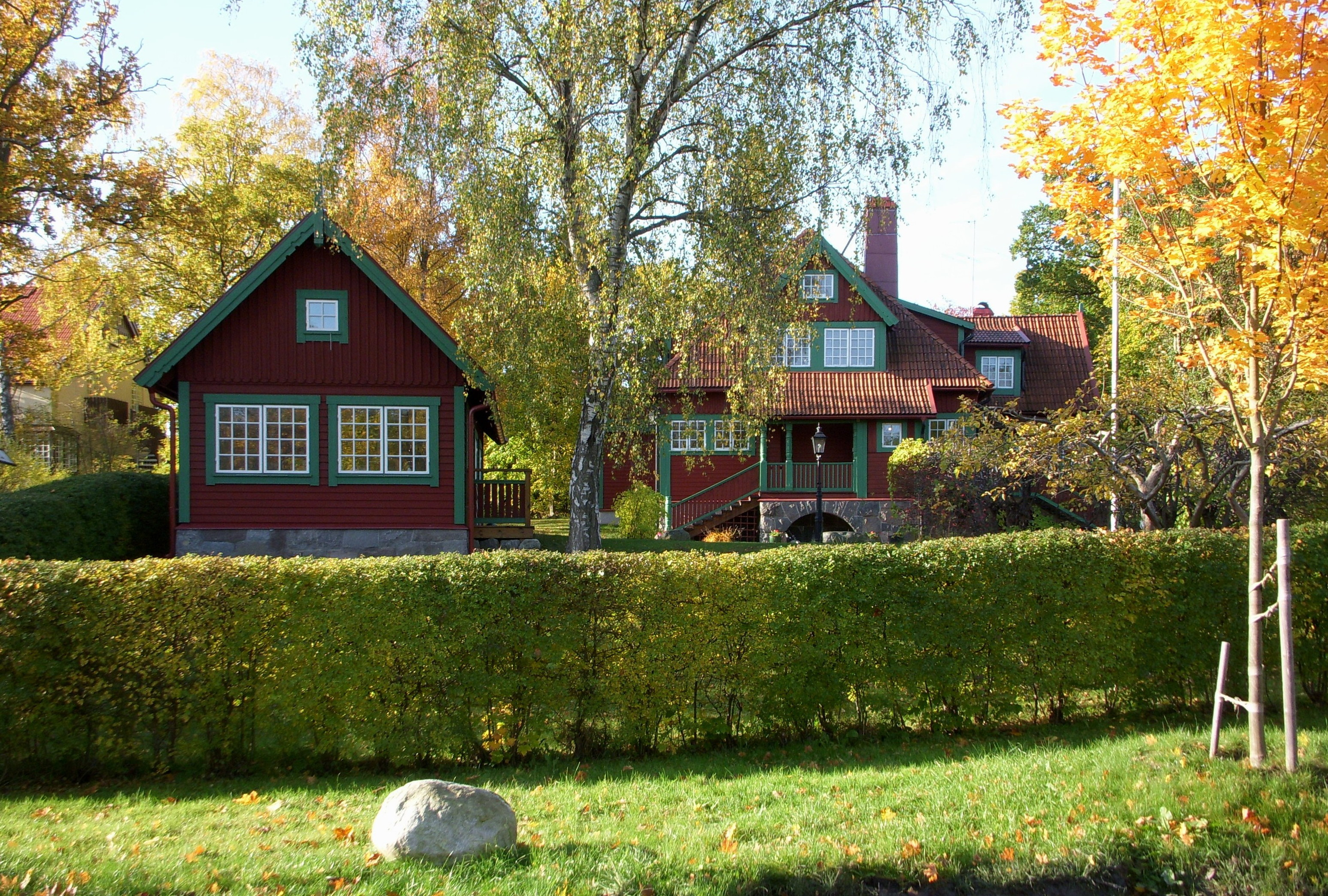
Storängen.
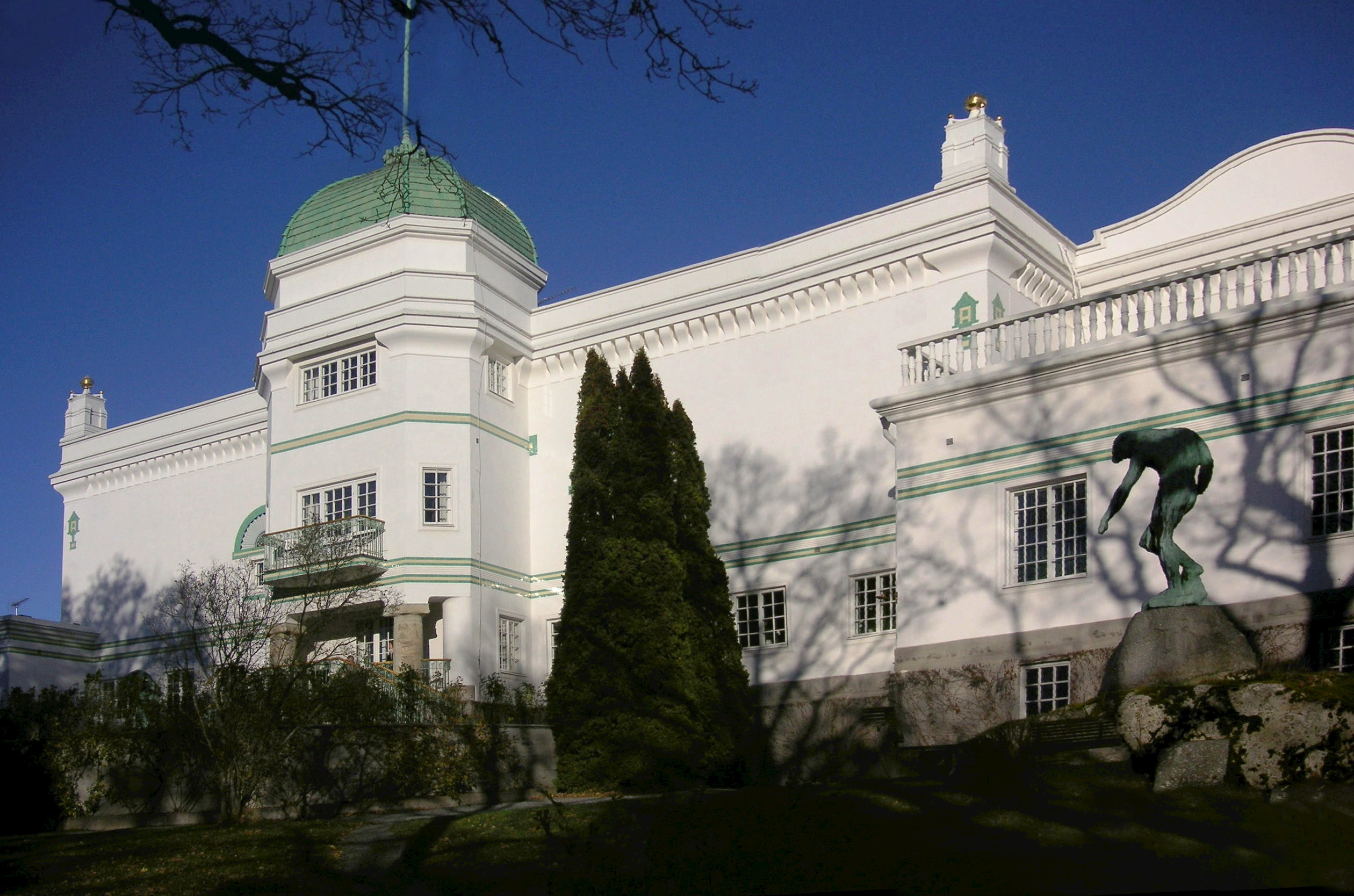
La galerie Thiel.

## Période 1913–1930
Au début du XXe siècle, un nouvel idéal urbain voit le jour. La création de réseaux de rues rectilignes en damier cède la place à une conception plus artistique et douce de l'aménagement de la cité. L'un des promoteurs de ce nouvel idéal est le premier directeur de l'urbanisme de la ville de Stockholm, Per Olof Hallman. Hallman réalise en particulier les plans d'aménagement des quartiers de Lärkstaden (1902–1907), Röda bergen (1909), Diplomatstaden (1913–1915) et Blecktorn (1920). Avec l'inauguration du tramway de Stockholm, il devient possible de construire des lotissements entiers sur des zones jusqu'alors vierges du centre-ville, ou sur des terrains nouvellement acquis par la ville en banlieue. L'accession à la propriété se développe, sous l'impulsion du directeur de la construction urbaine Axel Dahlberg.
Pendant la Première Guerre mondiale, la construction immobilière s'arrête presque totalement. La pénurie de logement se transforme en véritable crise. Au début des années 1920, un seul pays – la Finlande – connaît dans ce secteur une situation plus difficile que la Suède
. Une coopérative immobilière, la SKB, est créée en 1916 en réponse à la crise. Un an plus tard, elle présente Motorn, sa première réalisation à Norrmalm, conçue par l'architecte Gustaf Larson. Elle enchaine ensuite avec les logements d'urgence de Bergsryggen, un immeuble de deux étages situé à  Ulvsunda dans la proche banlieue ouest. Dans les années 1917 à 1924, 2 500 logements d'urgence sont construits dans la capitale. La commune n'hésite pas à faire appel à des architectes de renom pour la réalisation d'appartements simples mais fonctionnels, entre autres Gunnar Asplund, Sven Erik Lundqvist et Axel Wetterberg. La plupart de ces constructions ont été démolies dans les années 1940 à 1960. Ne subsistent aujourd'hui que les deux lotissements de Cedersdalsgatan et Bergsryggen qui, après des travaux de modernisation, font désormais partie du patrimoine culturel de la Suède.
Logements d'urgence de l'époque

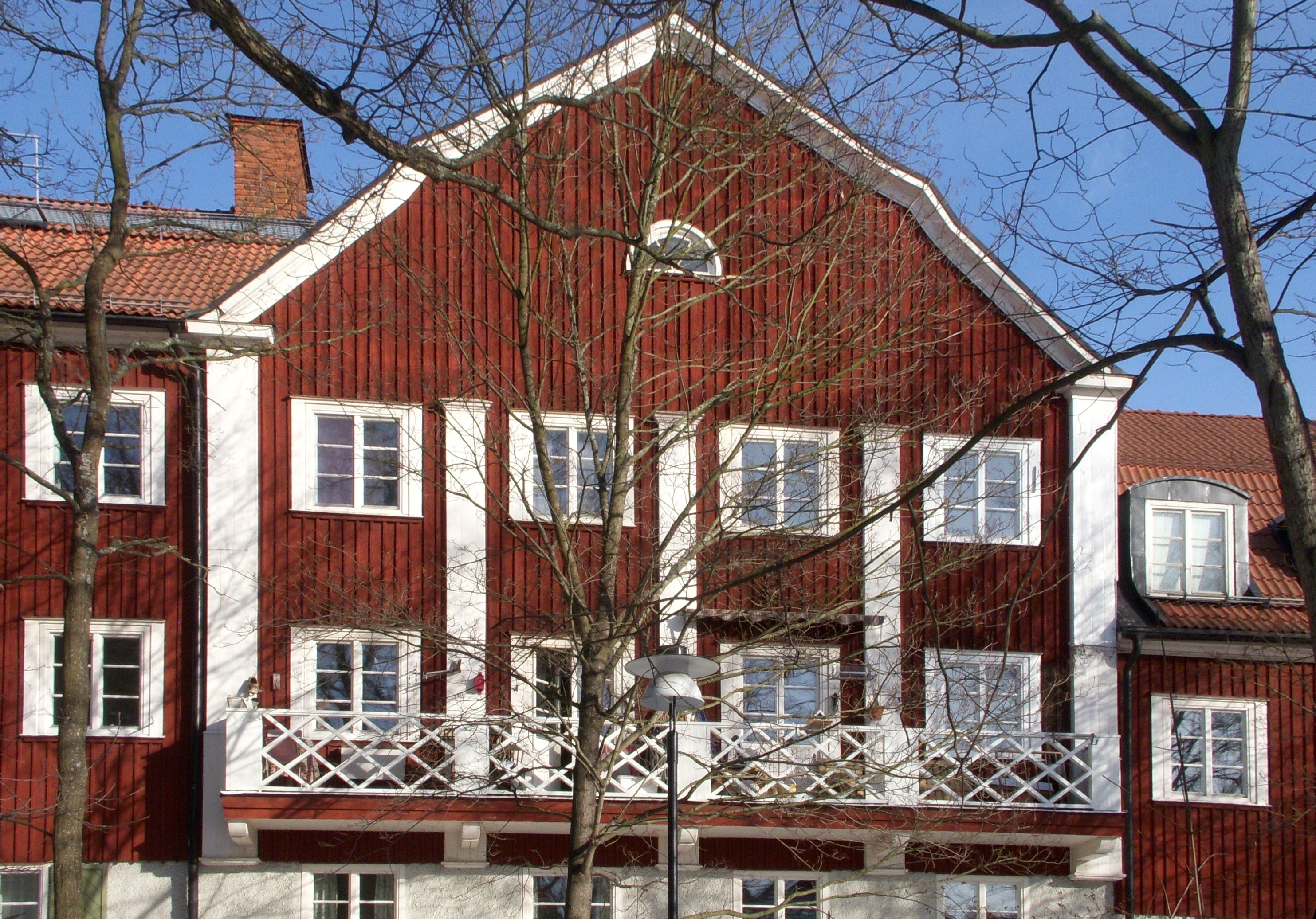
Bergsryggen.
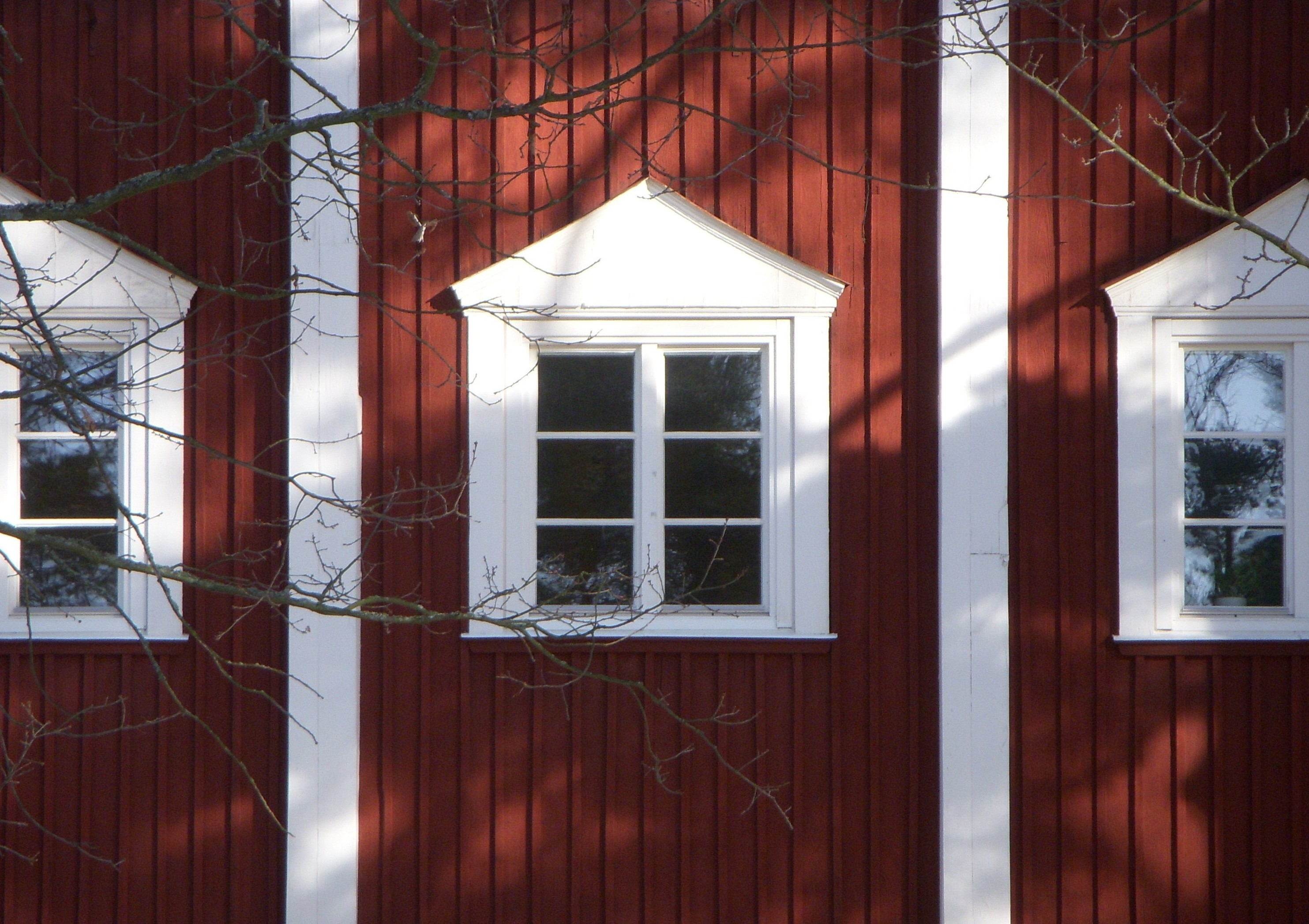
Bergsryggen.
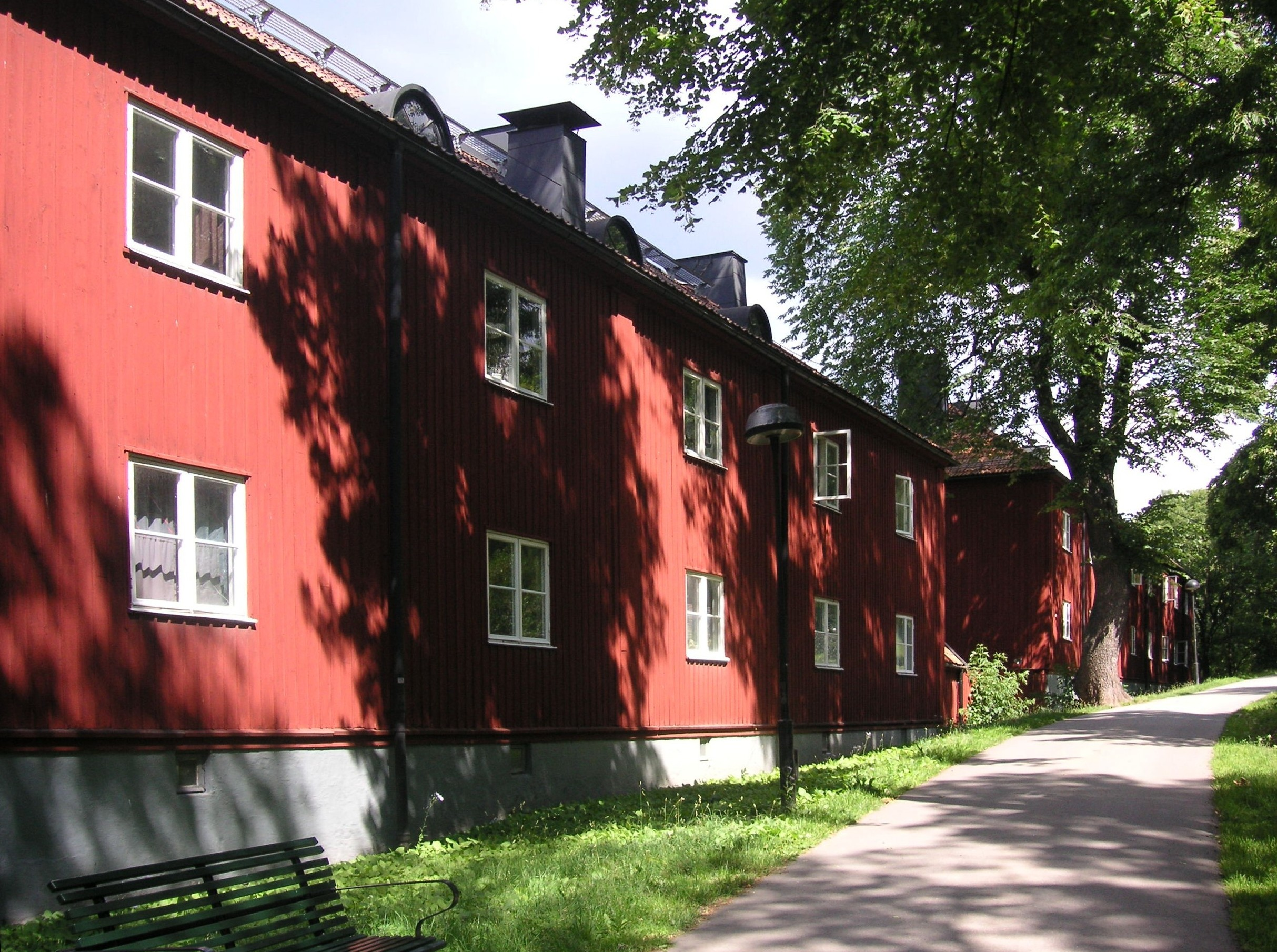
Cedersdalsgatan.
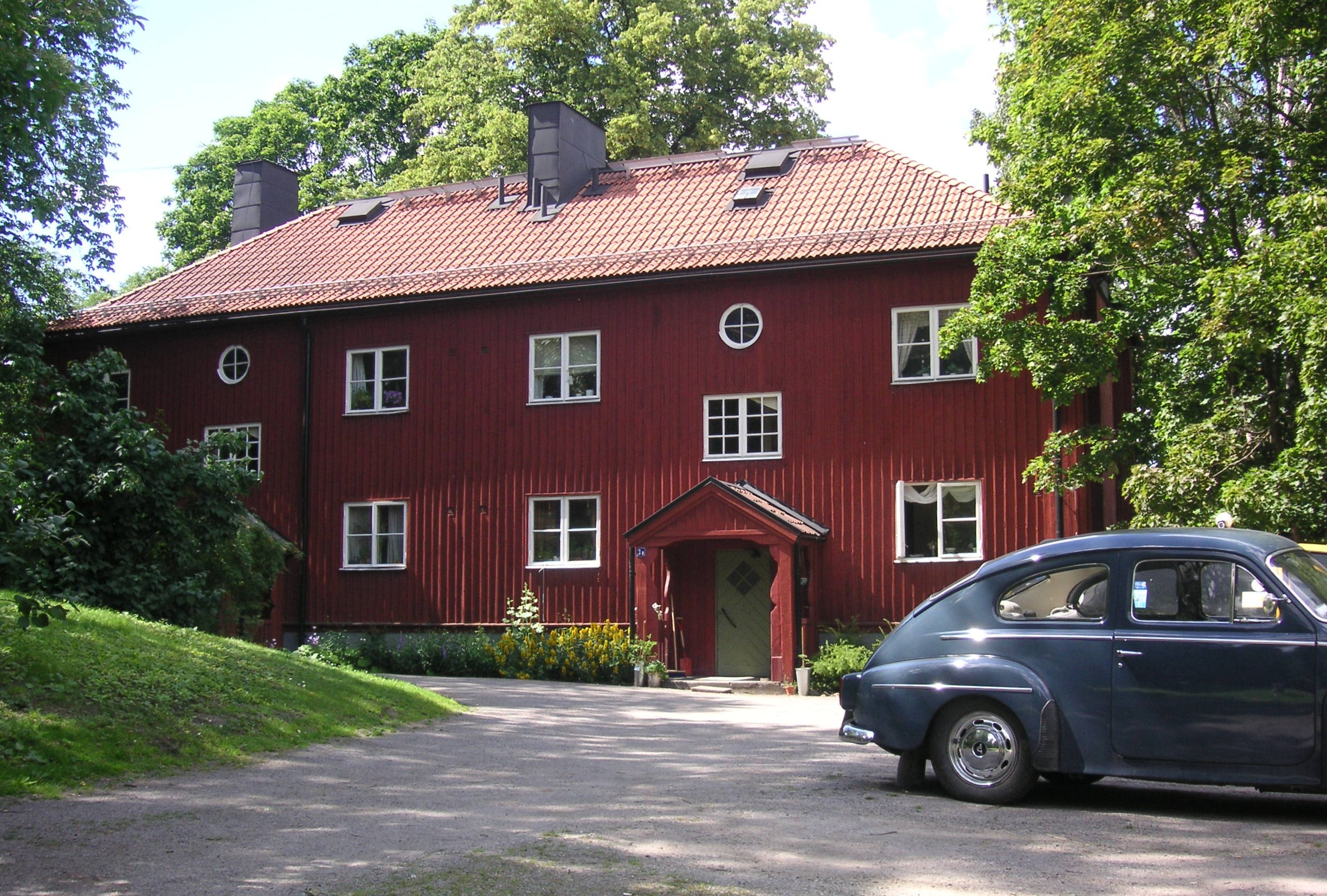
Cedersdalsgatan.

Différentes formes de subventions et de prêts sont mises à l'essai, avec par exemple la création en 1924 d'un fonds national de crédit immobilier. En 1923, une coopérative de locataires, la HSB, se met en place. Sous la direction de l'architecte Sven Wallander, elle entreprend la construction de logements de qualité et bon marché, tel que le lotissement Kungsklippan à Kungsholmen. Sven Wallander est aussi à l'origine en 1924 de la première des deux tours Kungstornen. Du haut de ses 60 mètres, cet édifice, qui s'inspire largement de l'architecture américaine de l'époque, est alors l'immeuble le plus haut de Suède.
Pendant le premier quart du XXe siècle, la population de Stockholm augmente de seulement 80 000 habitants, passant de 300 000 à 380 000. Si l'on inclut les 60 000 banlieusards, cela porte le total à environ 440 000 habitants.
Certains des monuments les plus emblématiques de la capitale voient également le jour à cette époque, notamment l'hôtel de ville, œuvre de Ragnar Östberg, la maison des concerts, signée Ivar Tengbom (1920–1926), la bibliothèque municipale (1920–1928), réalisation de Gunnar Asplund ou encore le cimetière Skogskyrkogården (1914–1940), également signé Gunnar Asplund, en collaboration avec Sigurd Lewerentz. Le style dominant de l'architecture et des arts dans les années 1920 est le classicisme nordique.
Au niveau infrastructure, on peut citer notamment le pont d'Årsta (1925-1929), un pont ferroviaire qui enjambe tel un aqueduc romain la baie d'Årsta.
Les années 1930 s'ouvrent avec l'exposition de Stockholm, qui a lieu du 16 mai au 29 septembre et accueille pas loin de 4 millions de visiteurs. Avec cette exposition, dont Gunnar Asplund est le directeur architectural, le fonctionnalisme réalise sa percée en Suède. Il restera le style dominant de l'architecture nationale pendant plusieurs décennies.
Constructions de l'époque

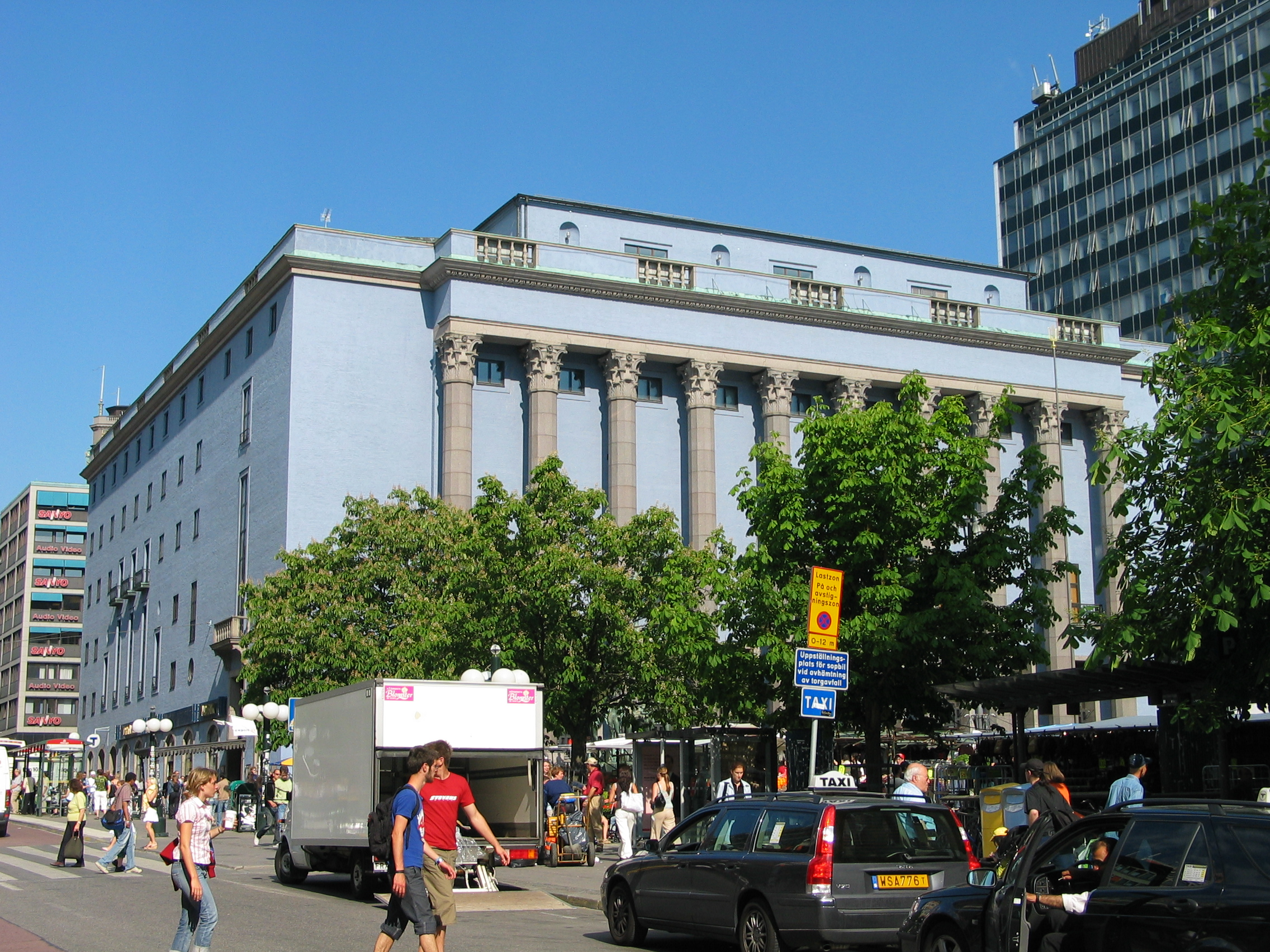
La maison des concerts.
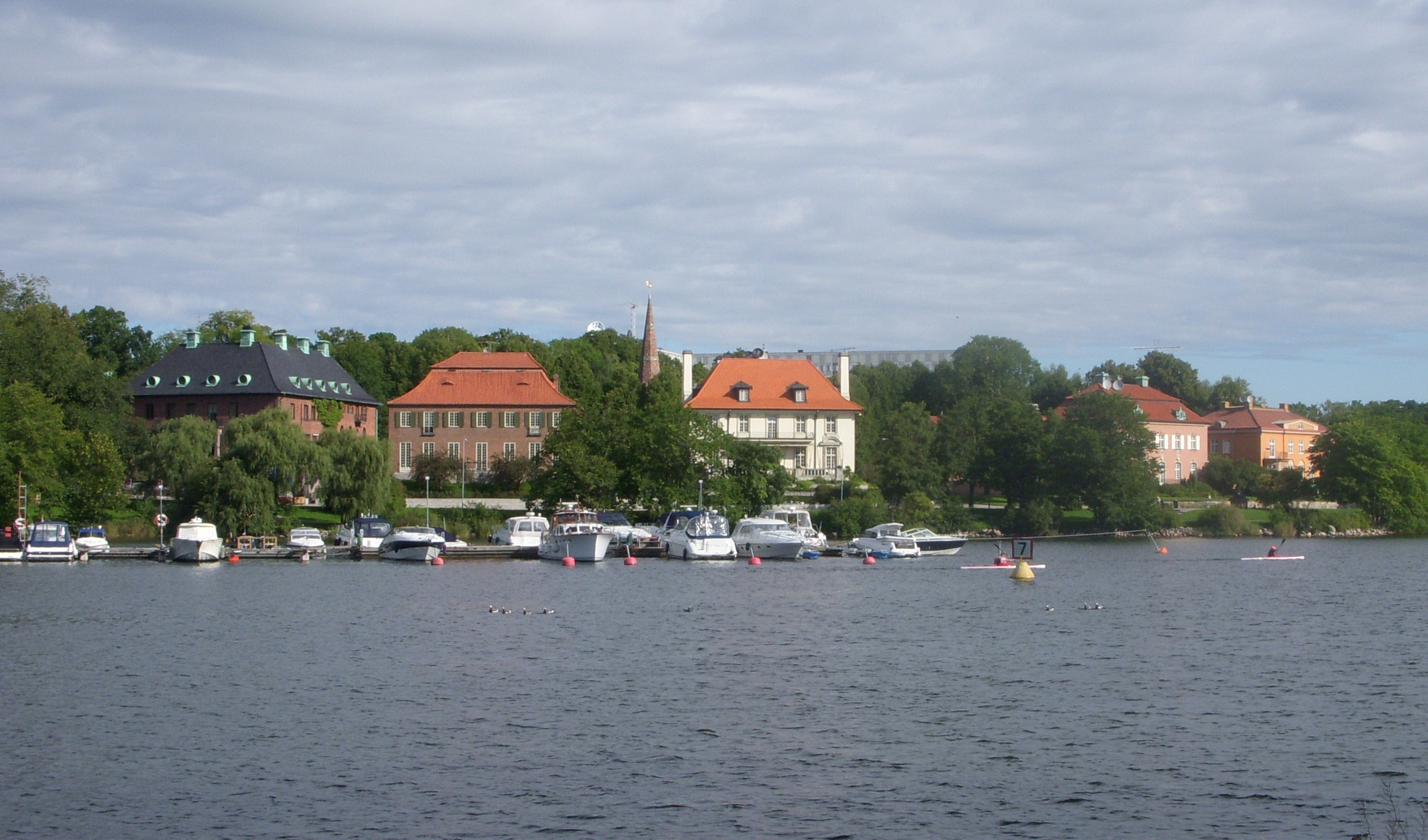
Le quartier Diplomatstaden.
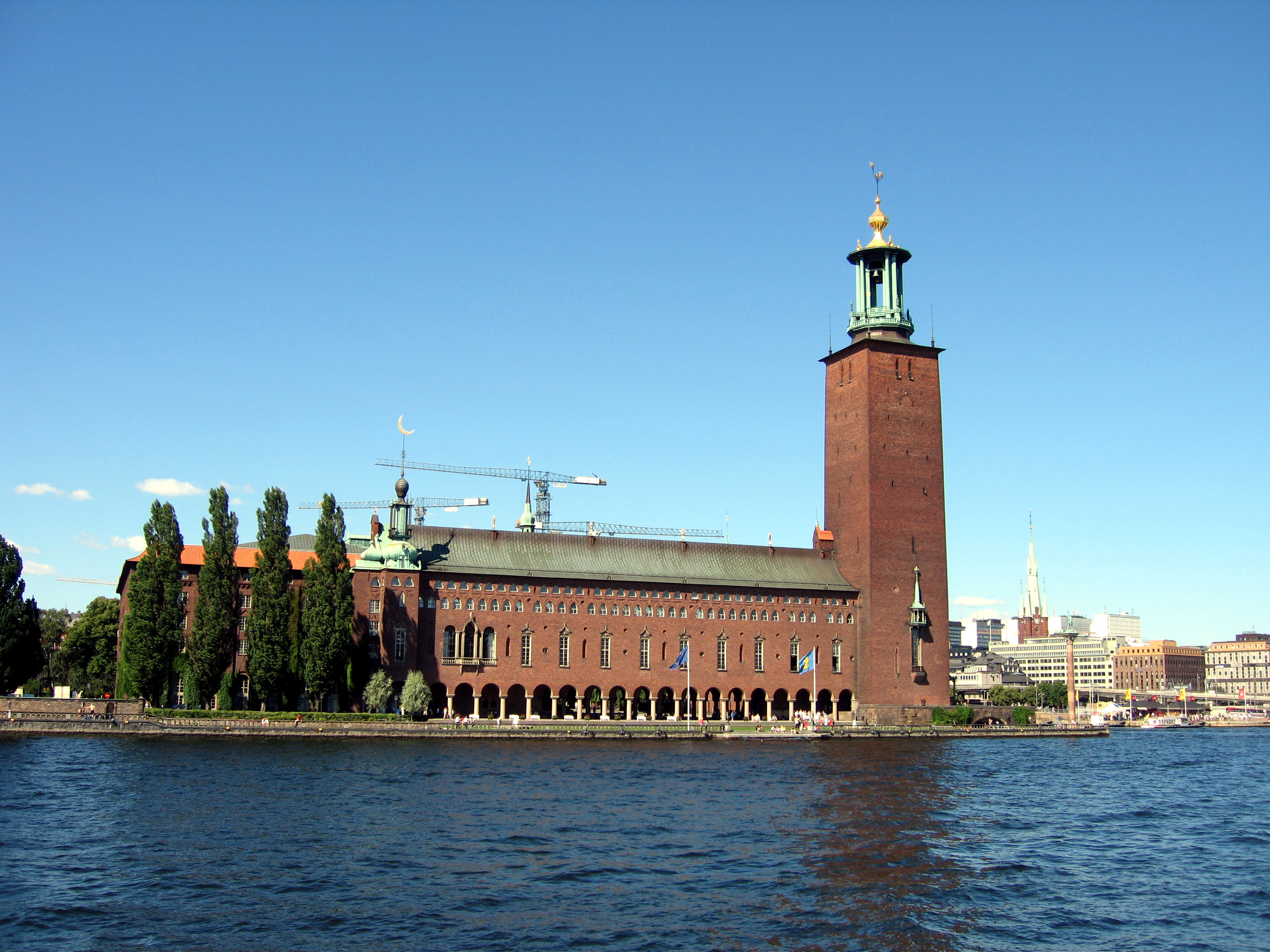
L'hôtel de ville.
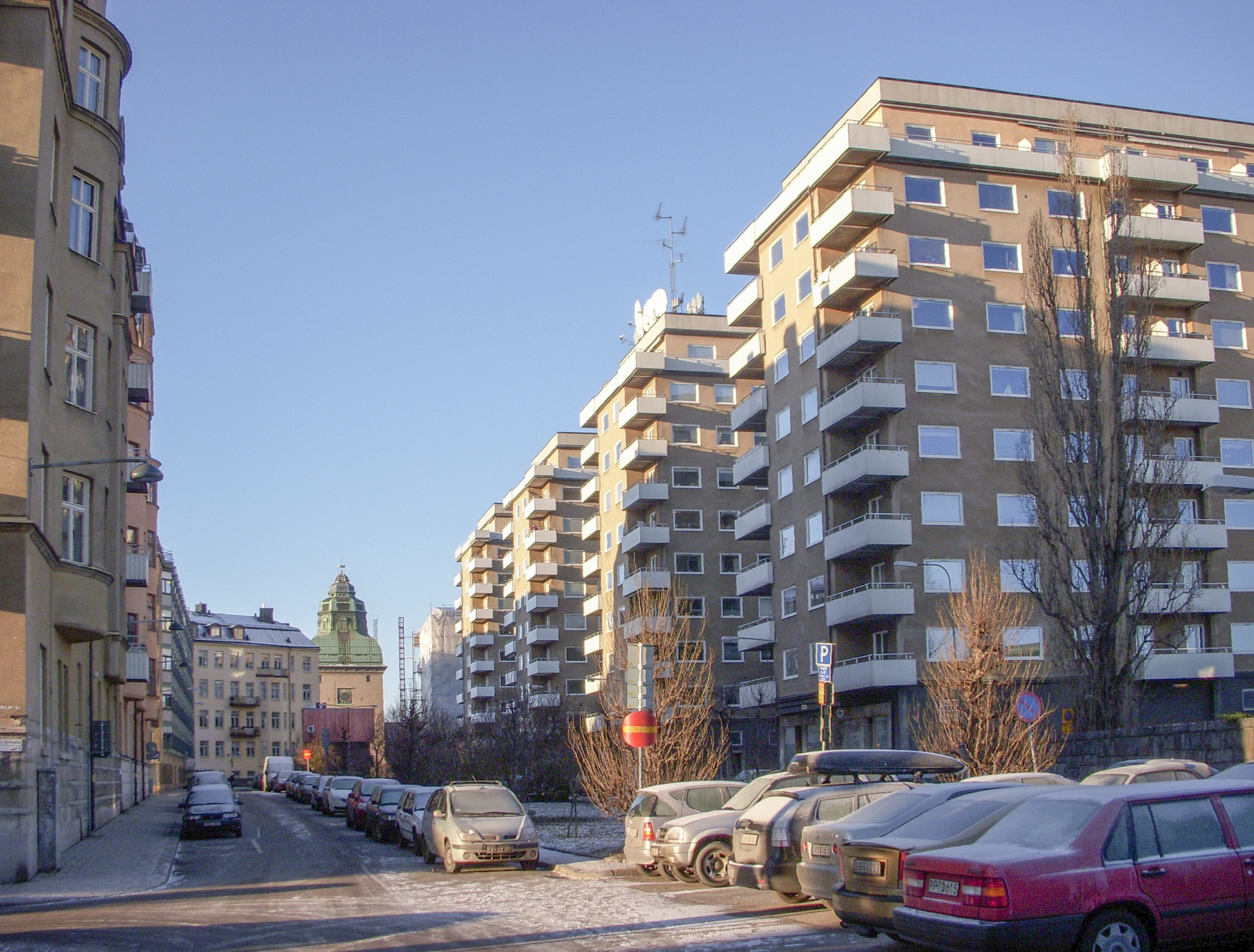
Le lotissement Kungsklippan.

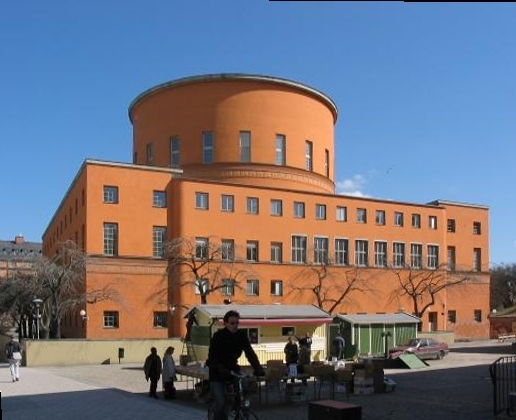
La bibliothèque municipale.
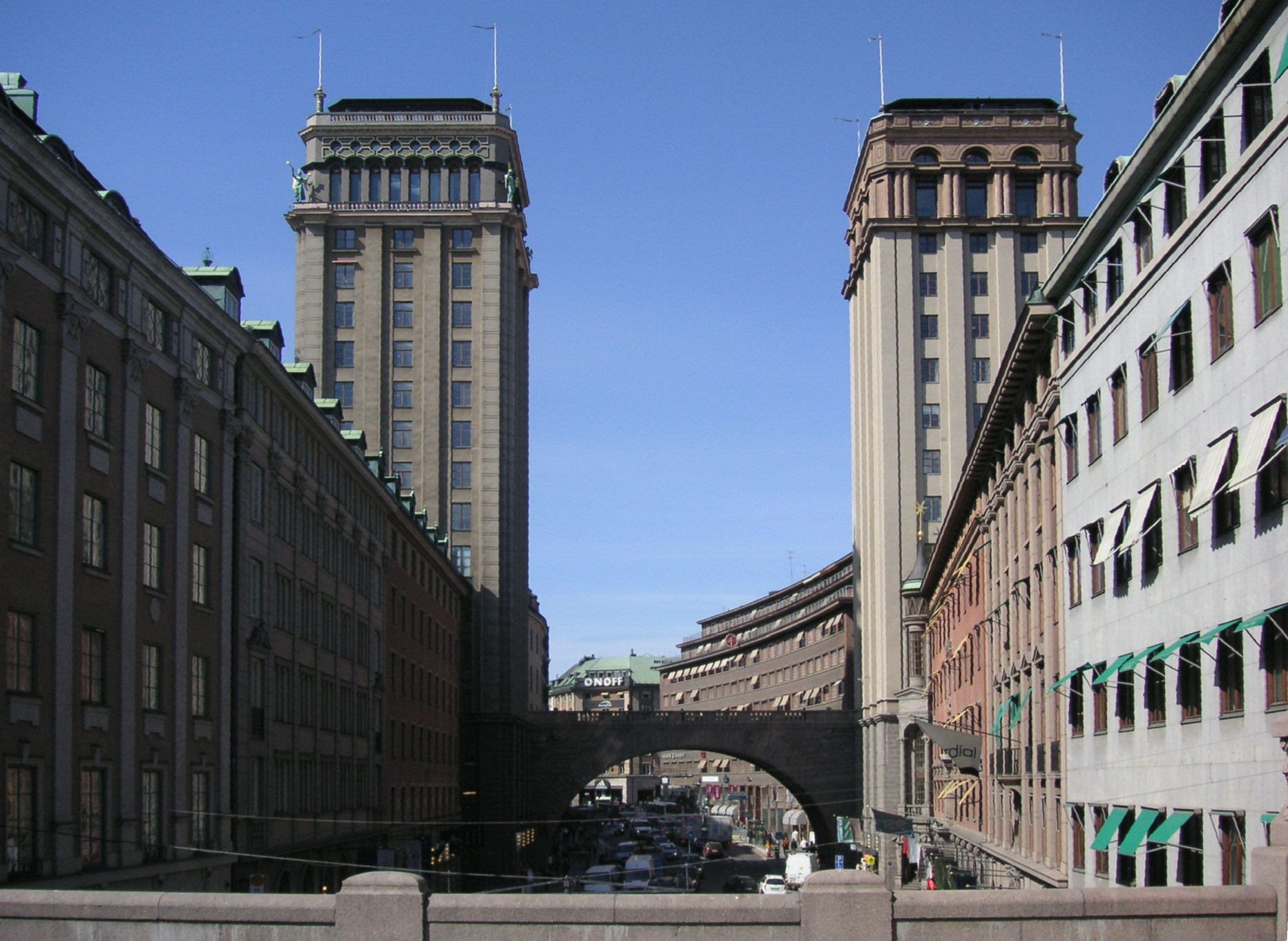
Les deux tours Kungstornen.
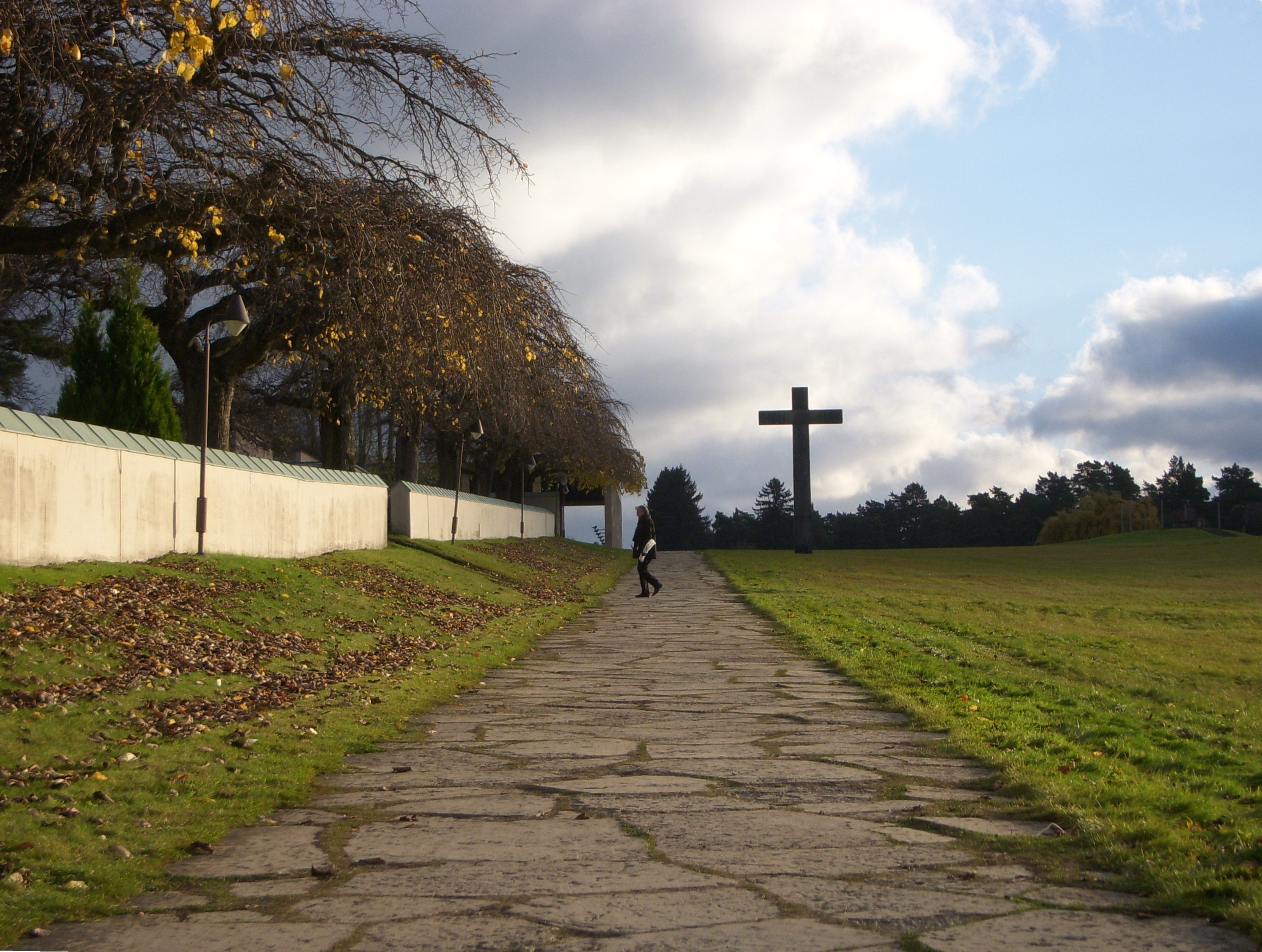
Le cimetière Skogskyrkogården.
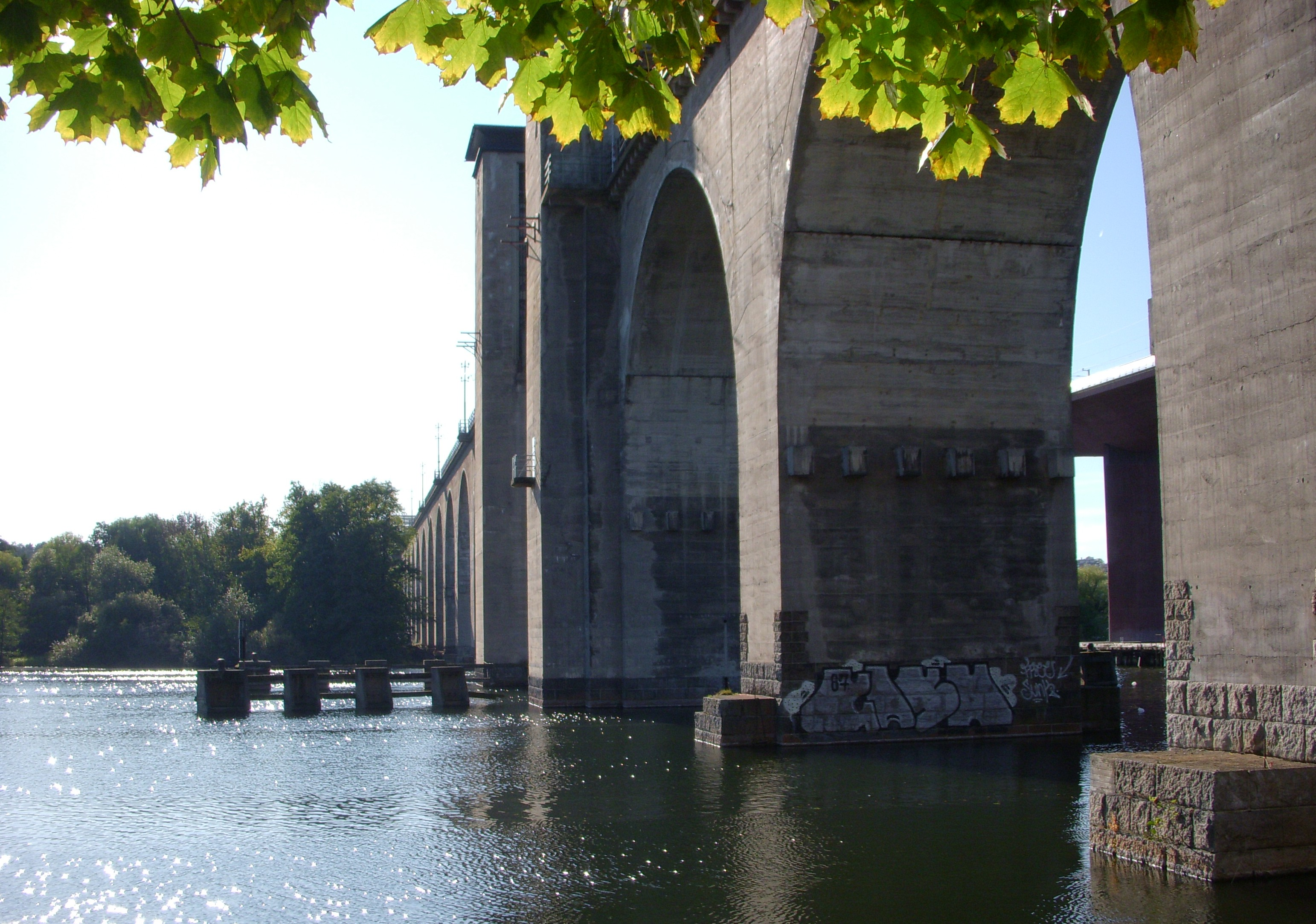
Le pont d'Årsta.

## Période 1930–1945
Dès 1931, l'un des architectes de l'exposition de 1930, Uno Åhrén, est en mesure de mettre en œuvre ses idées sur le logement social avec la réalisation d'un lotissement de maisons mitoyennes dans le quartier de Norra Ängby à Bromma. Deux ans plus tard, le plan détaillé d'aménagement du quartier limitrophe de Södra Ängby est défini. Il s'agit cette fois d'une zone pavillonnaire de style fonctionnaliste, pour laquelle Edvin Engström dessine environ 98 % des résidences. Ce quartier est aujourd'hui classé comme zone d'intérêt national (riksintresse). Dans les quartiers de Traneberg (1937), Hammarbyhöjden (1938) et Årsta (1943), on s'inspire de réalisations récentes en Allemagne pour la construction de petits immeubles (d'une largeur allant de 8 à 10 mètres) à destination des familles nombreuses.
Tous les appartements disposent du chauffage central, d'une salle de bain, de toilettes, d'eau chaude et froide, d'une cuisine équipée et même, pour la plupart, d'un balcon. De larges fenêtres laissent entrer la lumière et l'air frais, les cages d'escalier sont équipées de vide-ordures et on crée des aires de jeux et des espaces verts à l'extérieur. Les quartiers de Hammarbyhöjden et Södra Ängby en particulier se voient attribuer le nom de villes blanches en raison de la couleur des bâtiments. La construction de grands immeubles, d'une largeur allant jusqu'à 16 mètres, est considérée comme plus économique, dans la mesure où l'on peut aménager plus de logements autour d'un même palier. Les appartements ne bénéficient toutefois alors que d'une seule exposition, et sont donc partiellement sombres. Ce type d'immeuble a néanmoins ses partisans, dont l'architecte Sven Wallander, qui en réalise un grand nombre dans la capitale, par exemple la résidence Kungsklippan à Kungsholmem (1934-1936) ou le lotissement Marmorn à Södermalm (1931).
Les maisons mitoyennes de la rue Ålstensgatan, construites entre 1932 et 1933, sont dessinées par Paul Hedqvist dans un style fonctionnaliste austère. Elles se voient affublées du nom de maisons Per-Albin en référence au Premier ministre Per Albin Hansson, qui y élit domicile.
Le fonctionnalisme, également appelé modernisme, vient de prendre pied en Suède, et tout particulièrement à Stockholm, ce qui n'est pas sans susciter un intense débat. Le livre Acceptera (en français Accepter), est un manifeste pro-fonctionnaliste publié en 1931. L'un des coauteurs en est Uno Åhrén, qui est aussi sans doute le fonctionnaliste le plus radical. De nombreux magasins et bâtiments publics sont érigés dans le nouveau style, on peut citer notamment le Citypalatset (1932) et la maison Esselte (1934), deux réalisations d'Ivar Tengbom, ainsi que le lycée pour filles de la place Sveaplan (1936), œuvre de Nils Ahrbom et de son collaborateur Helge Zimdal.
En 1934, le plus grand cabinet d'architectes suédois, KFAI, regroupe 70 collaborateurs. KFAI s'inscrit dans une optique moderne et fonctionnaliste, dans laquelle l'engagement social est mis en valeur par la puissance des formes. Le cabinet marque fortement l'architecture de Stockholm dans les années 1930 et 1940. En plus de son directeur Eskil Sundahl, on peut mentionner les noms d'Olof Thunström (sv), Artur von Schmalensee et Erik Ahlsén. Quelques-unes de leurs réalisations sont : la fabrique Luma (1930), le dépôt d'Hornsberg (1931) et le nouvel ascenseur Katarina (1935).
Le nombre de véhicules à moteur augmente fortement. En 1905, Stockholm compte 177 automobiles enregistrées, le chiffre passe à 9 000 en 1925 avant de doubler en 5 ans, atteignant en 1930 le nombre de 17 800, sans que le rythme de progression ne montre aucun signe de relâche. Dans les années 1930, l'une des priorités des dirigeants de la ville, et de la société dans son ensemble, est la création d'axes de communication à la mesure de l'augmentation prévisible des flux routiers. En quelques années, plusieurs grands projets d'infrastructure sont menés à bien : le pont de Traneberg (1934), le pont de l'ouest (1935), l'échangeur de Slussen (1935) et l'aéroport de Bromma (1936). En 1933, on construit sur l'île de Lovö la station d'épuration de Lovö pour l'approvisionnement en eau potable du nord de Stockholm. C'est l'architecte Paul Hedqvist qui réalise les bâtiments, une nouvelle fois en style fonctionnaliste. On commence également à évoquer la création d'un boulevard périphérique. La construction du métro, commencée fortuitement en 1933 avec la mise en place d'une ligne de tramway souterraine à Södermalm, est lancée en 1941.
Le directeur de la construction urbaine Albert Lilienberg a des plans ambitieux pour le développement et l'infrastructure de la ville. Son plan général de Stockholm, daté de 1928, se veut le point de départ d'une transformation radicale du centre-ville. Il sera finalement mis en œuvre après la Seconde Guerre mondiale, sous le nom de redéveloppement de Norrmalm, par le directeur de l'urbanisme Sven Markelius. La construction du métro en est une partie significative.
Constructions de l'époque

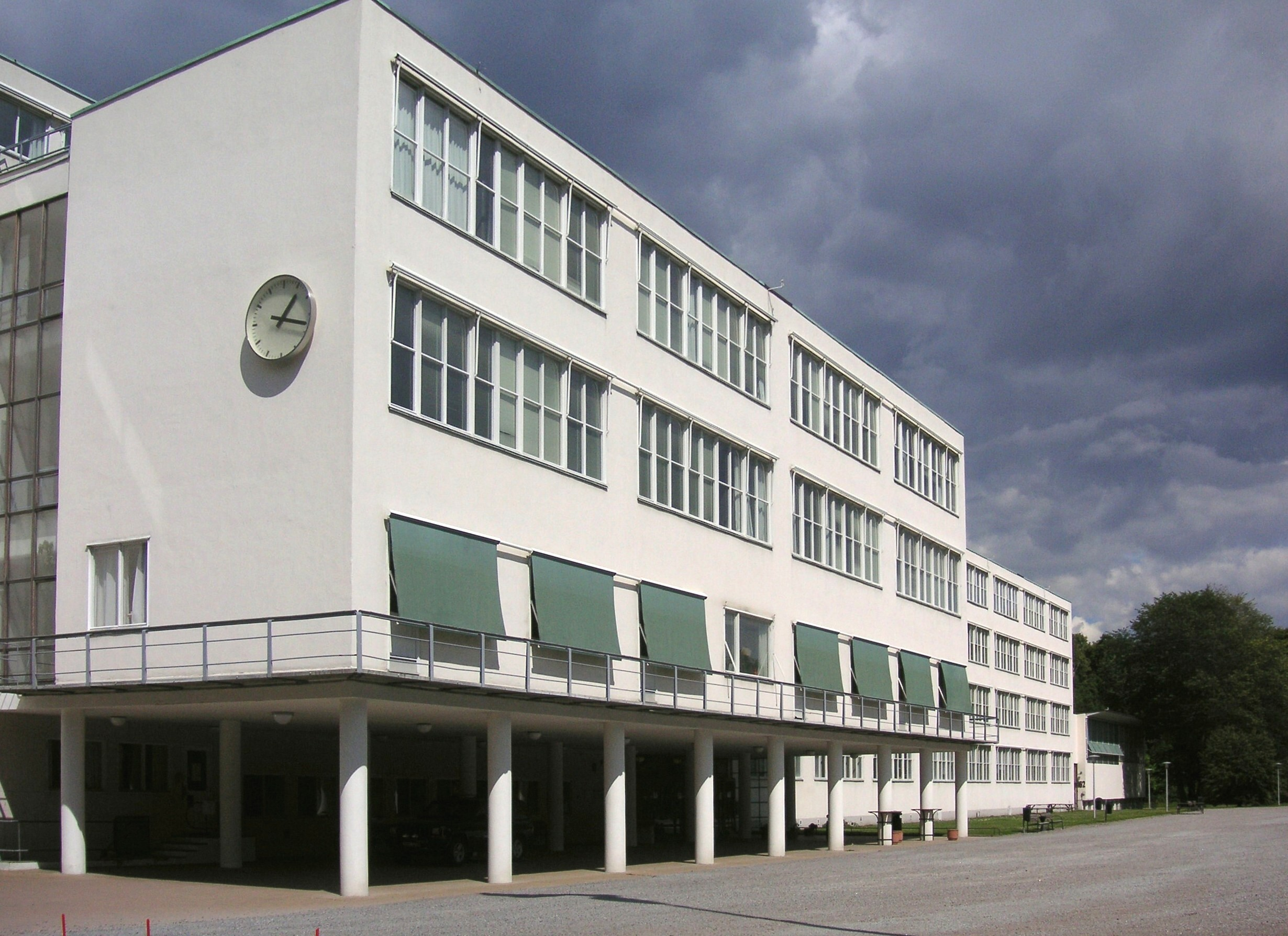
Le lycée pour filles de la place Sveaplan.
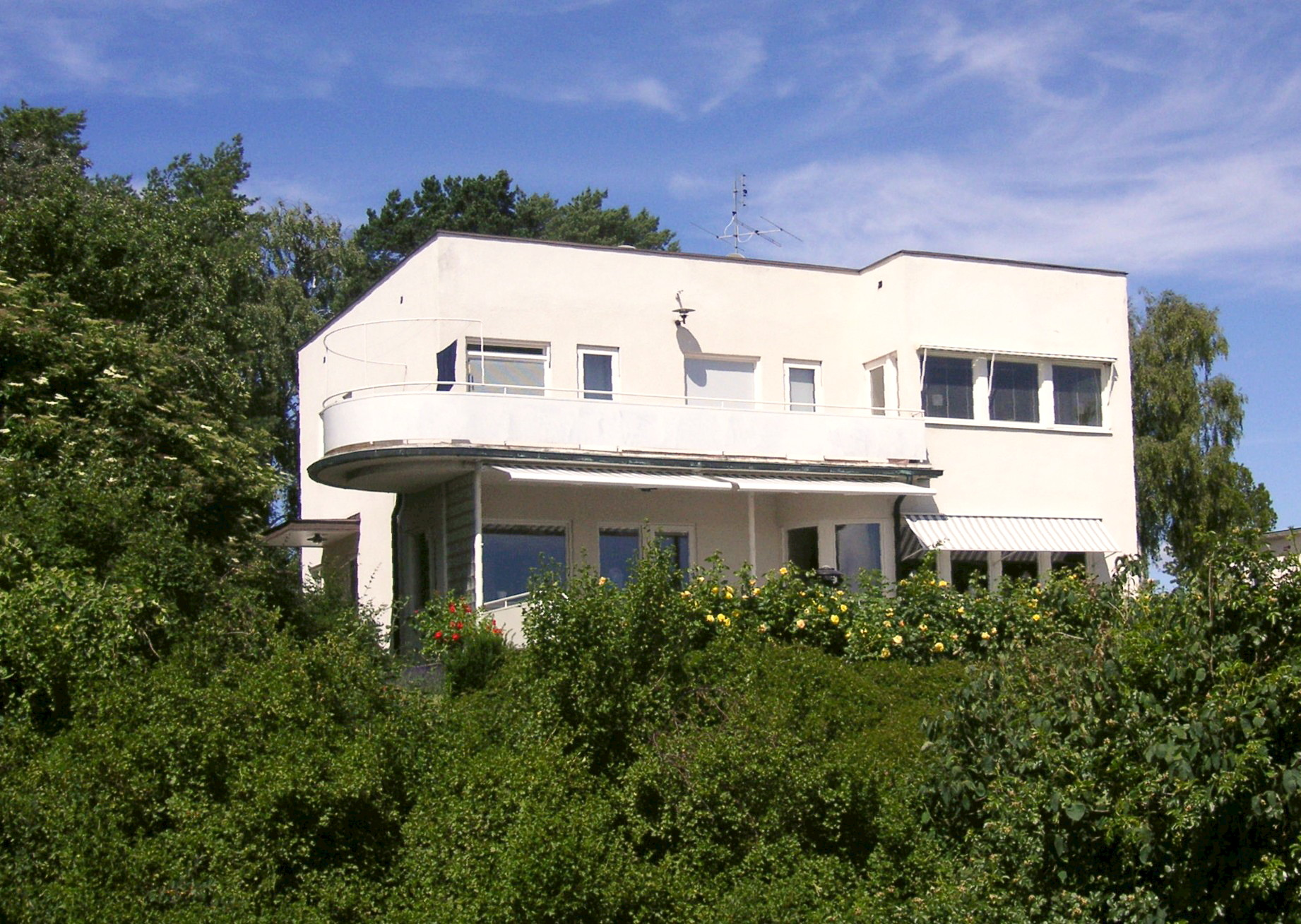
Södra Ängby.
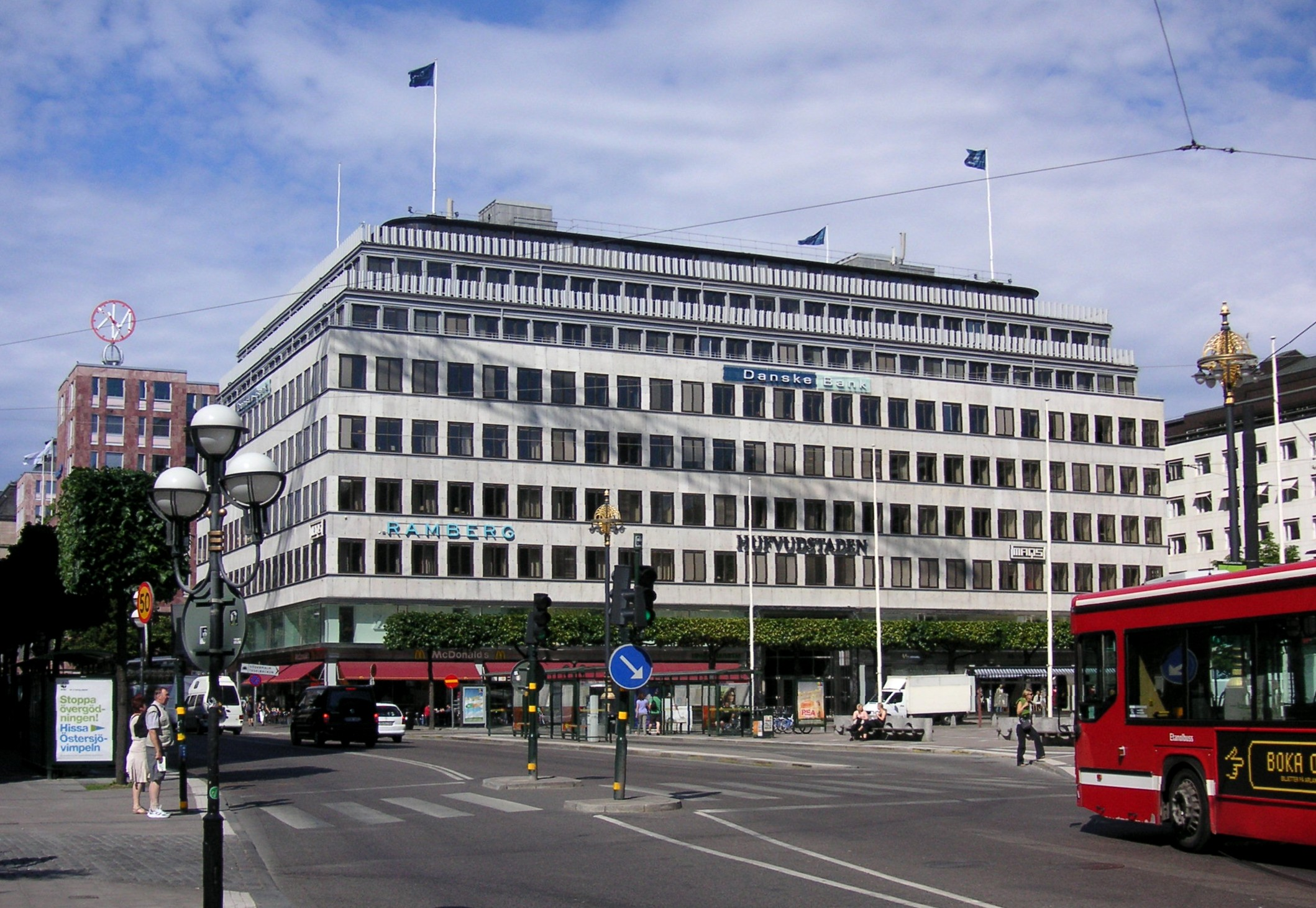
L'immeuble de bureau Citypalatset.
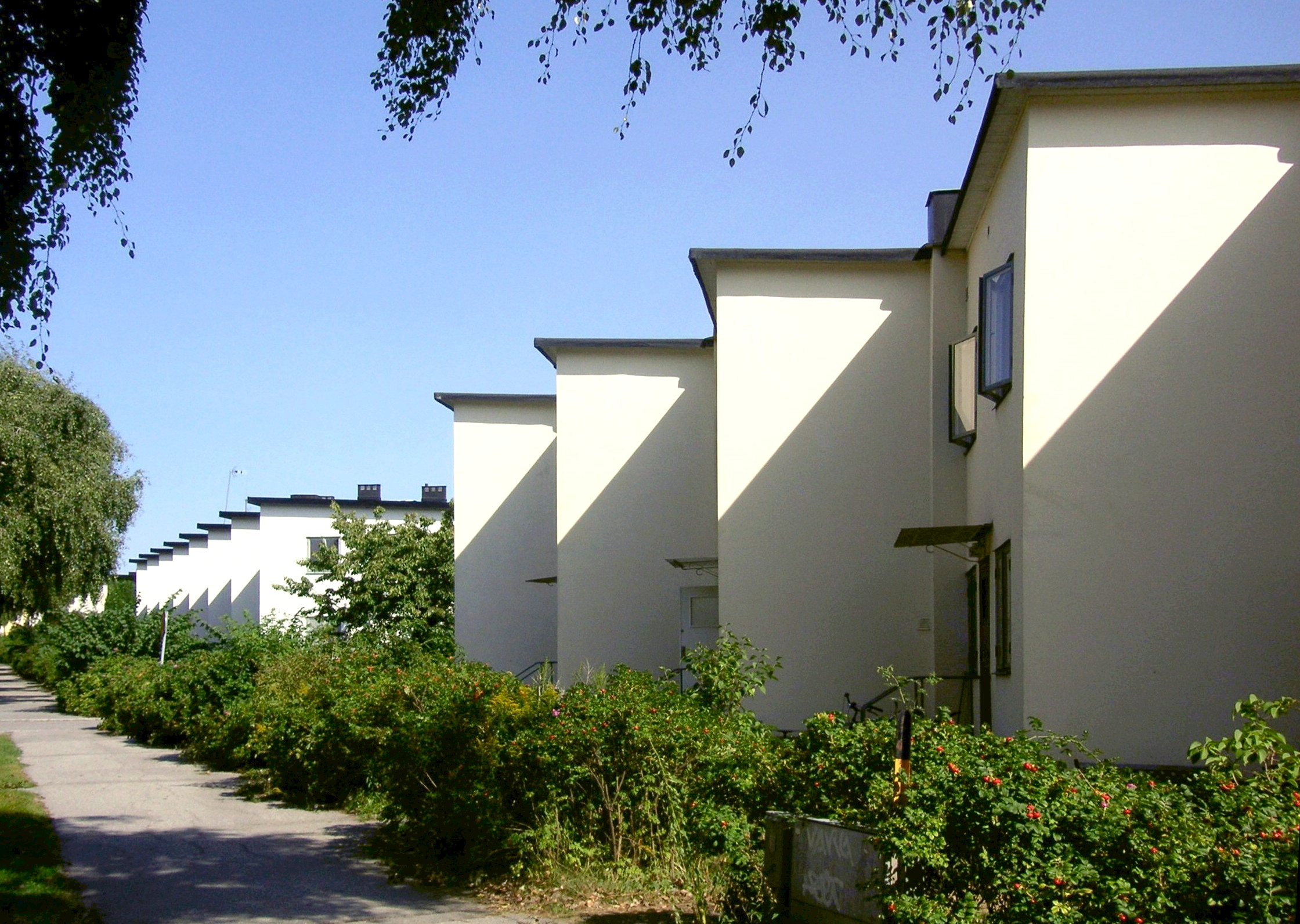
Le rue Ålstensgatan.

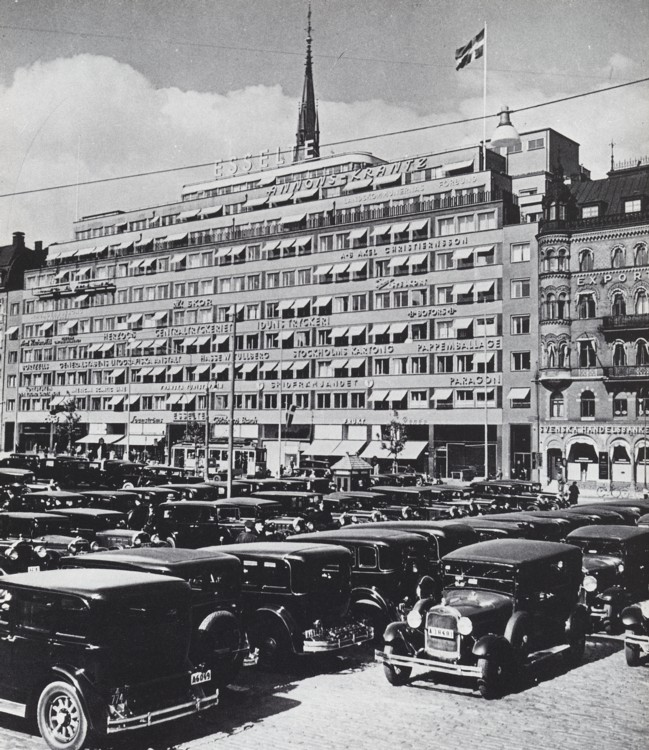
La maison Esselte
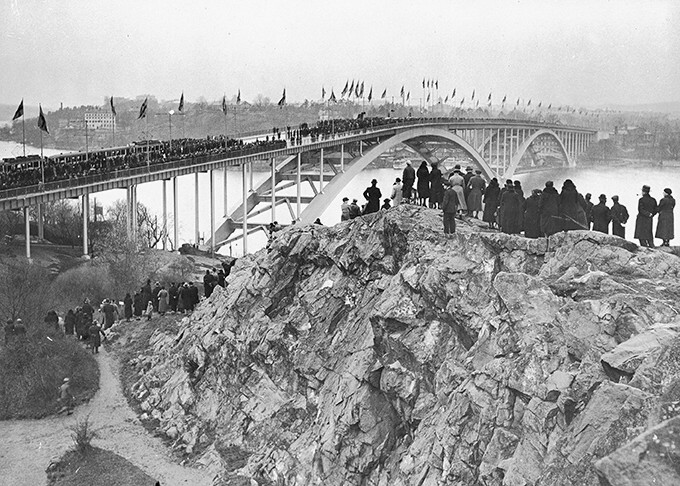
Le pont de l'Ouest.
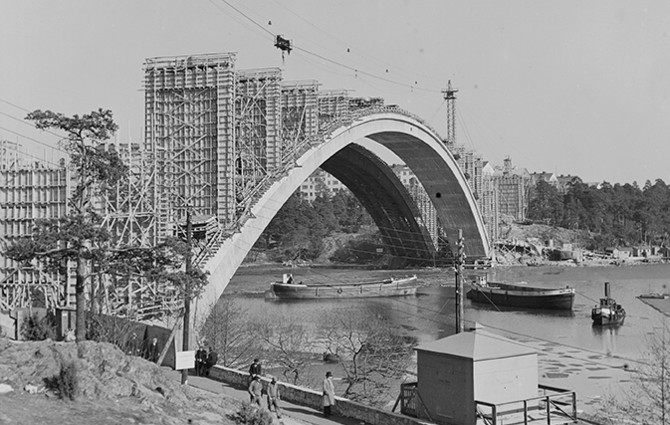
Le pont de Traneberg.
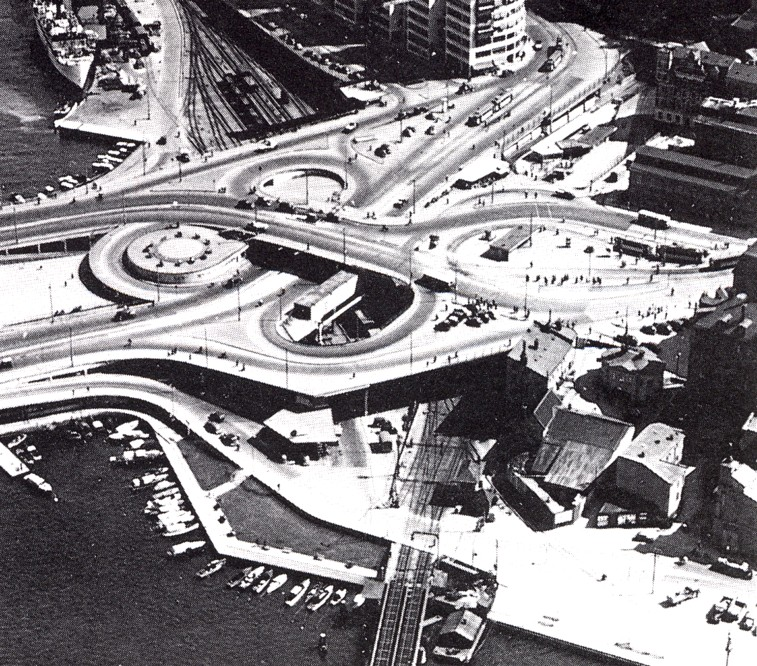
Slussen.

## Période 1945–1970
Avec le plan d'urbanisme mis en place avant et pendant la Seconde Guerre mondiale, Stockholm va croître à la manière d'un collier de perles, le long des lignes du métro. Le concept de ville ABC, réunissant emplois, logements et commerces, voit le jour. Le centre commercial Årsta centrum, œuvre des architectes Erik et Tore Ahlsén réalisée dans les années 1943 à 1953, est le premier centre suburbain reposant sur ce concept, même s'il est au début dépourvu de métro. Les quartiers de Västertorp (1949–52) et Björkhagen (1959) sont quant à eux construits juste à temps pour l'arrivée du métro.
Avec Vällingby et le centre commercial Vällingby centrum, le concept de ville ABC se fait plus important. Les plans d'aménagement du quartier sont établis entre 1947 et 1950 sous la direction de l'architecte Sven Markelius. Le quartier est construit entre 1952 et 1954, avec entre autres la participation du cabinet d'architectes Backström & Reinius. Le résultat est particulièrement réussi et suscite l'intérêt de la communauté internationale. De nouveaux quartiers voient le jour dans la banlieue sud, le long des lignes du métro, tels que Högdalen (1957), Farsta (1960), Bredäng (1962) et Skärholmen (1968). Entre 1944 et 1946, puis entre 1958 et 1962, le duo d'architectes Backström & Reinius réalise à Gröndal un ensemble d'immeubles qui constitue d'après l'historien architectural Fredric Bedoire l'un des plus beaux lotissements de Stockholm.
Au centre de Stockholm, la partie sud de Norrmalm fait l'objet d'un complet bouleversement dans les années 1950 à 1970, dans le cadre d'un vaste projet qui prend le nom de redéveloppement de Norrmalm. Stations de métro, rues, places, tunnels, grands magasins et réseaux de distribution souterrains doivent s'associer pour la création d'une cité moderne. Les plans, qui remontent aux années 1920 à 1940, et avaient été retardés par la Seconde Guerre mondiale, peuvent enfin être mis en œuvre. Les travaux commencent en mars 1952 et ne s'achèveront pas avant le milieu des années 1970. Il s'agit là du plus grand projet d'urbanisme de toute l'histoire de la Suède, mais aussi de l'un des plus controversés. Sous la responsabilité de Sven Markelius, c'est l'élite de l'architecture suédoise qui se voit chargée de la création du quartier de Hötorgscity, des immeubles de la place Sergels torg, de la rue Sveavägen et de la rue Hamngatan. On retrouve en effet Markelius lui-même, mais aussi le cabinet Backström & Reinius, Anders Tengbom, David Helldén, Lars-Erik Lallerstedt et Peter Celsing. Les symboles de la nouvelle cité sont la maison de la culture (inaugurée en 1973) et les cinq immeubles dit Hötorgsskraporna (inaugurés entre 1960 et 1966), que le conseiller municipal Yngve Larsson qualifie avec enthousiasme de cinq coups de trompette. Le redéveloppement de Norrmalm, qui entraîne la démolition de nombreux bâtiments historiques, soulève une vague de protestation qui finira par avoir gain de cause. Les travaux sont en effet interrompus avant l'heure, et les étapes 3, 4, et 5 du projet, qui incluaient notamment l'élargissement de la rue Tunnelgatan et sa transformation en nouvel axe urbain, ainsi que le redéveloppement de certains quartiers d'Östermalm, sont abandonnées.
La voie rapide Essingeleden, première étape de la réalisation du ring de Stockholm, est inaugurée en 1966. Bien que ne représentant que 5 kilomètres de nouvelles voies, il s'agit du plus grand projet de construction routière de l'époque. L'extension de la voie rapide vers Bromma est cependant reportée. La construction du métro est également interrompue, la création des nouvelles lignes vers Lidingö et Nacka étant abandonnée.
Au XXIe siècle, on commence toutefois à revoir d'un œil bienveillant les réalisations de l'époque. Au printemps 2007, le musée de la ville de Stockholm a effectué un vaste inventaire des édifices de Norrmalm construits entre 1960 et 1989. Tous ont été décrits, en mots et en images, de façon à ouvrir la voie à d'éventuelles modifications. Parmi les quatorze édifices les plus remarquables, c'est-à-dire dont la contribution au patrimoine culturel pourrait conduire à leur classification en monuments historiques (byggnadsminne), on retrouve onze bâtiments construits dans le cadre du redéveloppement de Norrmalm, œuvres des plus grands noms de l'architecture de l'époque, tels que Peter Celsing, Nils Tesch, Carl Nyrén et Backström & Reinius.
Les années 1950 et 1960 sont marquées par le progressisme. On ne construit pas seulement dans le sud de Norrmalm ou dans les banlieues : à l'extrémité nord de la rue Sveavägen, on érige, tel un point d'exclamation, un gratte-ciel de 25 étages. Il s'agit de la grande tour du centre Wenner-Gren, financé par l'homme d'affaires Axel Wenner-Gren, connu pour son intérêt pour la technologie. C'est sur la base de plans de l'architecte Sune Lindström qu'est construit entre 1959 et 1961 ce complexe immobilier qui réunit bureaux, salles de conférences, centre de recherche et logements pour la communauté scientifique internationale. L'emplacement est bien choisi, sur la route allant de Stockholm au nouvel aéroport d'Arlanda. À la manière d'une pierre runique (les pierres runiques étaient des symboles de puissance qui étaient le plus souvent érigées au bord des routes), le centre Wenner-Gren peut ainsi être admiré par tous les voyageurs en direction ou en provenance d'Arlanda. La grande tour se caractérise aussi par la modernité de son architecture : c'est le premier immeuble de Suède, et le plus grand bâtiment d'Europe au moment de son inauguration, à être construit à partir d'une structure en acier, à l'image des gratte-ciel américains. À Södermalm, on inaugure en 1959 une autre tour, qui se verra bientôt affublée du nom de gratte-ciel des impôts (skatteskrapan). Avec ses 25 étages, ce bâtiment, dessiné par Paul Hedqvist, restera l'immeuble le plus haut de Suède jusqu'en 1964.
Les édifices religieux ont toujours reflété les styles architecturaux et artistiques de leur époque. À Björkhagen, dans la banlieue sud de la capitale, on construit entre 1956 et 1963 l'église Saint-Marc, une œuvre de l'architecte Sigurd Lewerentz dessinée dans un style brutaliste sans concession. Ce projet est inhabituel pour l'époque moderne : on y reproduit une organisation du travail typique des chantiers de construction du Moyen Âge, où l'architecte est présent de façon quasi-quotidienne. C'est lui qui conduit les travaux, et qui répond aux questions d'ordre technique et esthétique posées par les ouvriers. L'église Saint-Marc suscite l'intérêt de la communauté internationale, et devient en 1962 le premier lauréat du prix Kasper Salin.
Dans les années 1950 et 1960, Stockholm redevient la cible d'une migration massive, et la population augmente fortement, atteignant 800 000 habitants en 1960. La pénurie de logement se fait à nouveau ressentir. En 1965, le parlement suédois donne le coup d'envoi du programme million. Il s'agit d'un vaste projet qui prévoit, sur une période de dix ans, la construction d'un million de logements neufs sur l'ensemble du territoire national, et en particulier dans la capitale. Le résultat en est essentiellement la création de grands ensembles qui ne se distinguent guère de leurs homologues construits à la même époque en Europe, par exemple à Tensta (1967), Rinkeby (1968) et Skärholmen (1968). On voit néanmoins aussi apparaître des lotissements de plus petite taille, comme les maisons mitoyennes de la rue Riksrådsvägen à Bagarmossen (1956), qui abritent des logements locatifs destinés aux familles nombreuses.
Constructions de l'époque

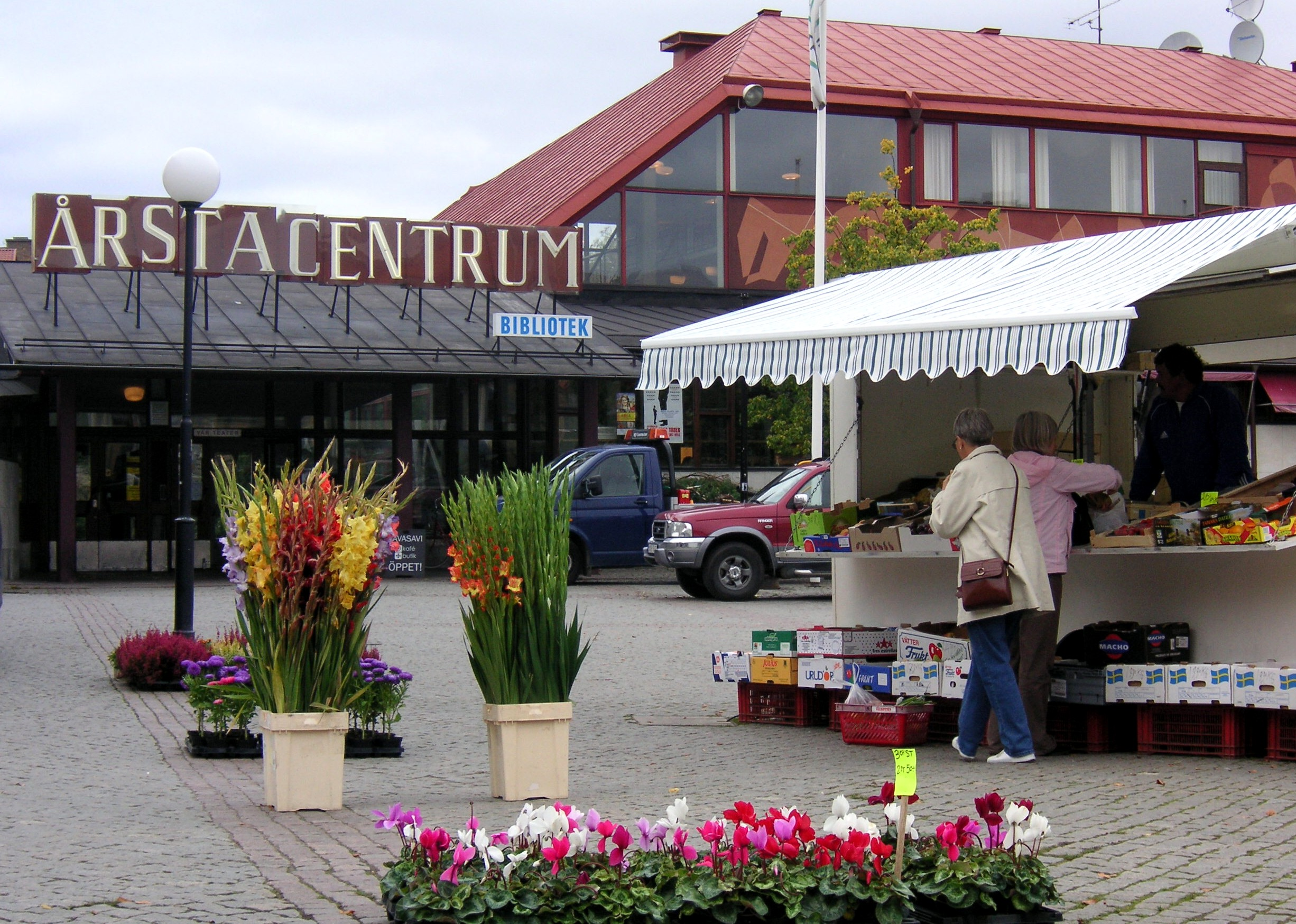
Le centre commercial Årsta centrum.
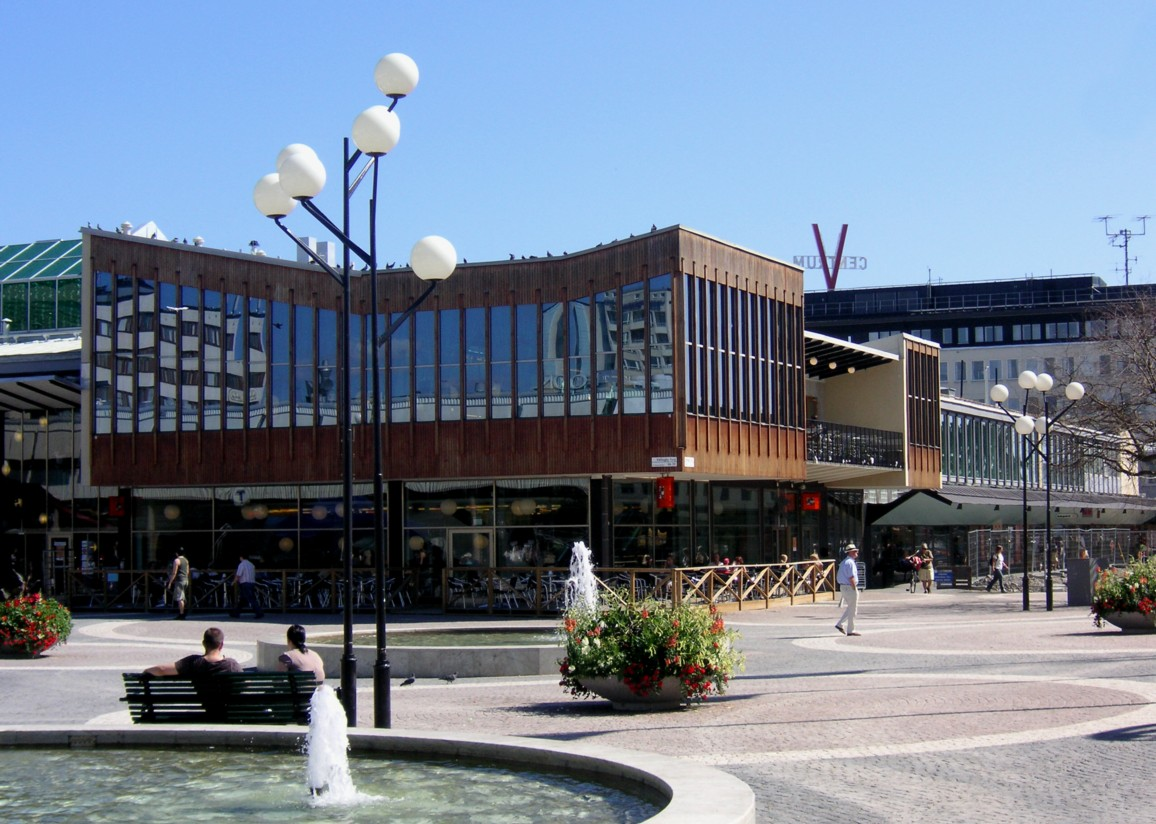
Le centre commercial Vällingby centrum.
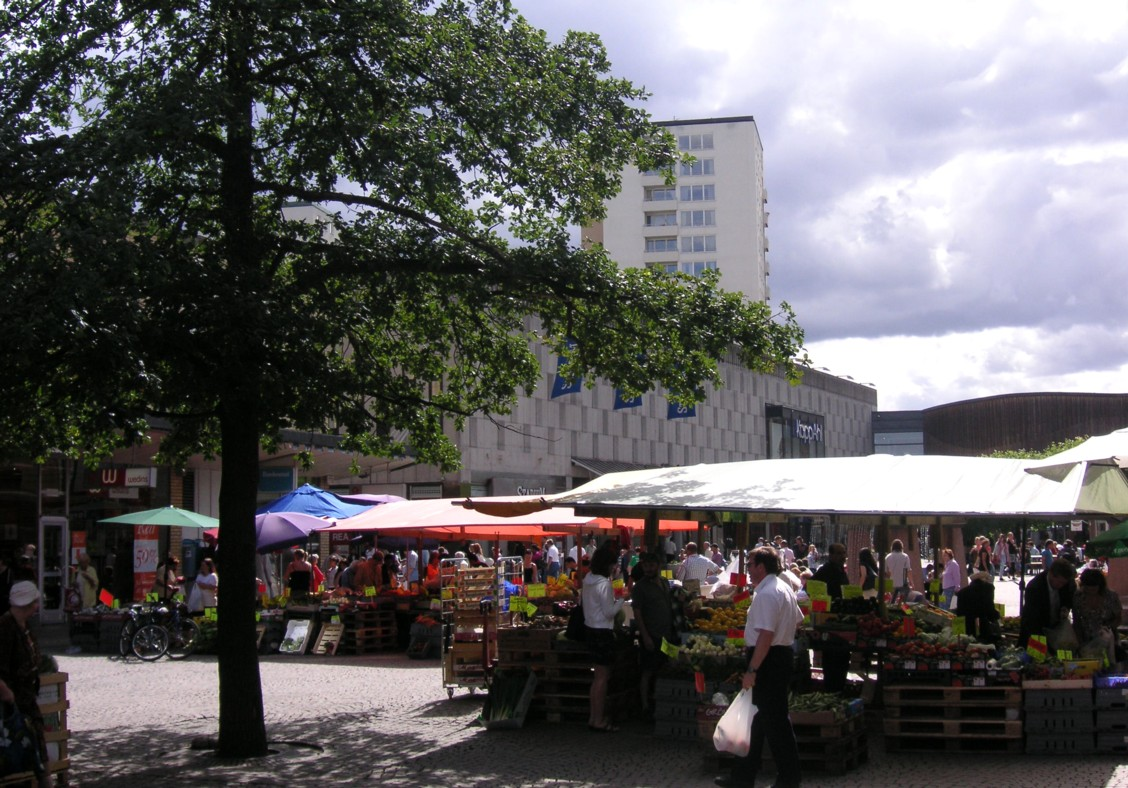
La place Farsta Torg.
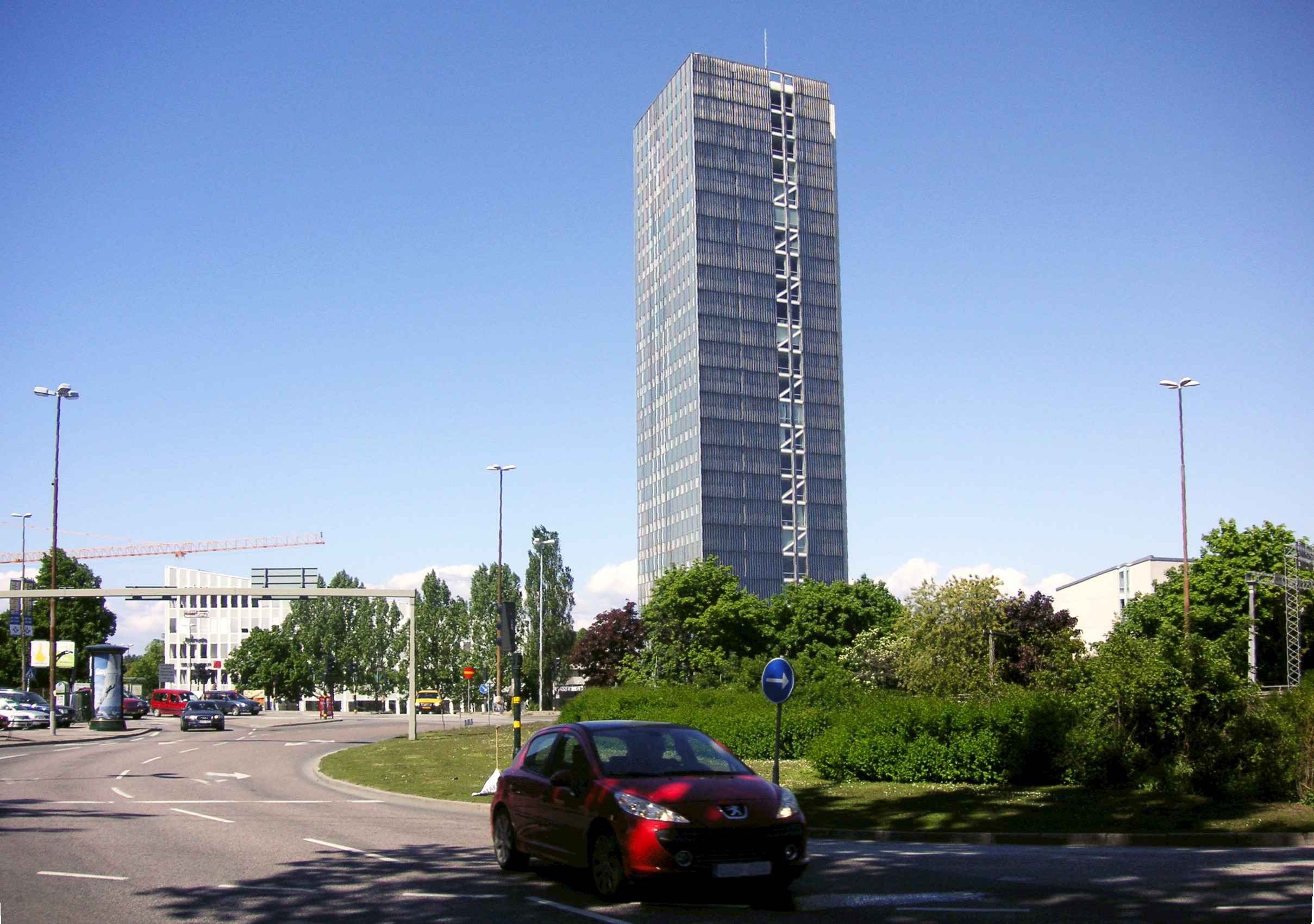
Le centre Wenner-Gren.

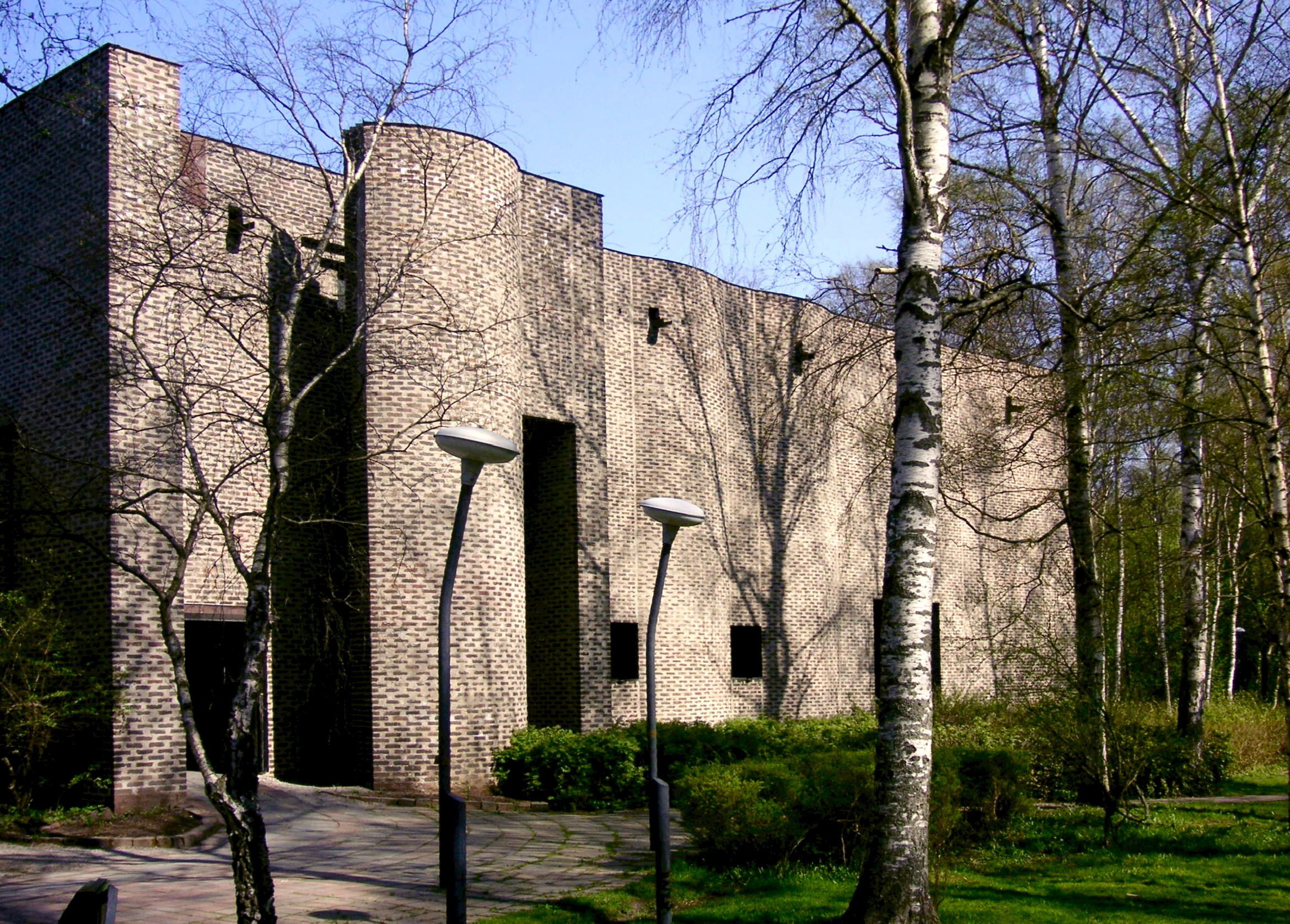
L'église saint-Marc.
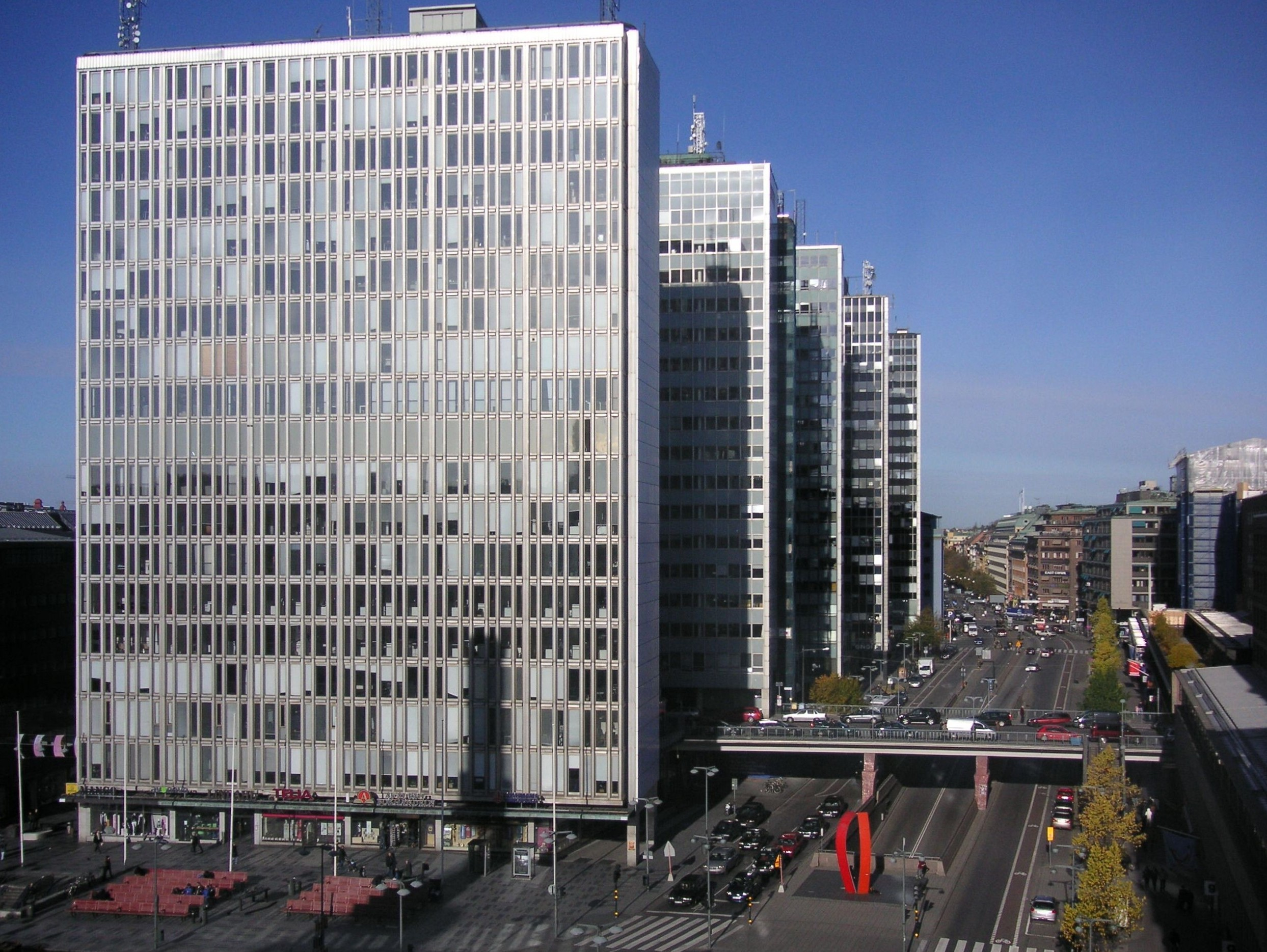
Les cinq Hötorgsskraporna.
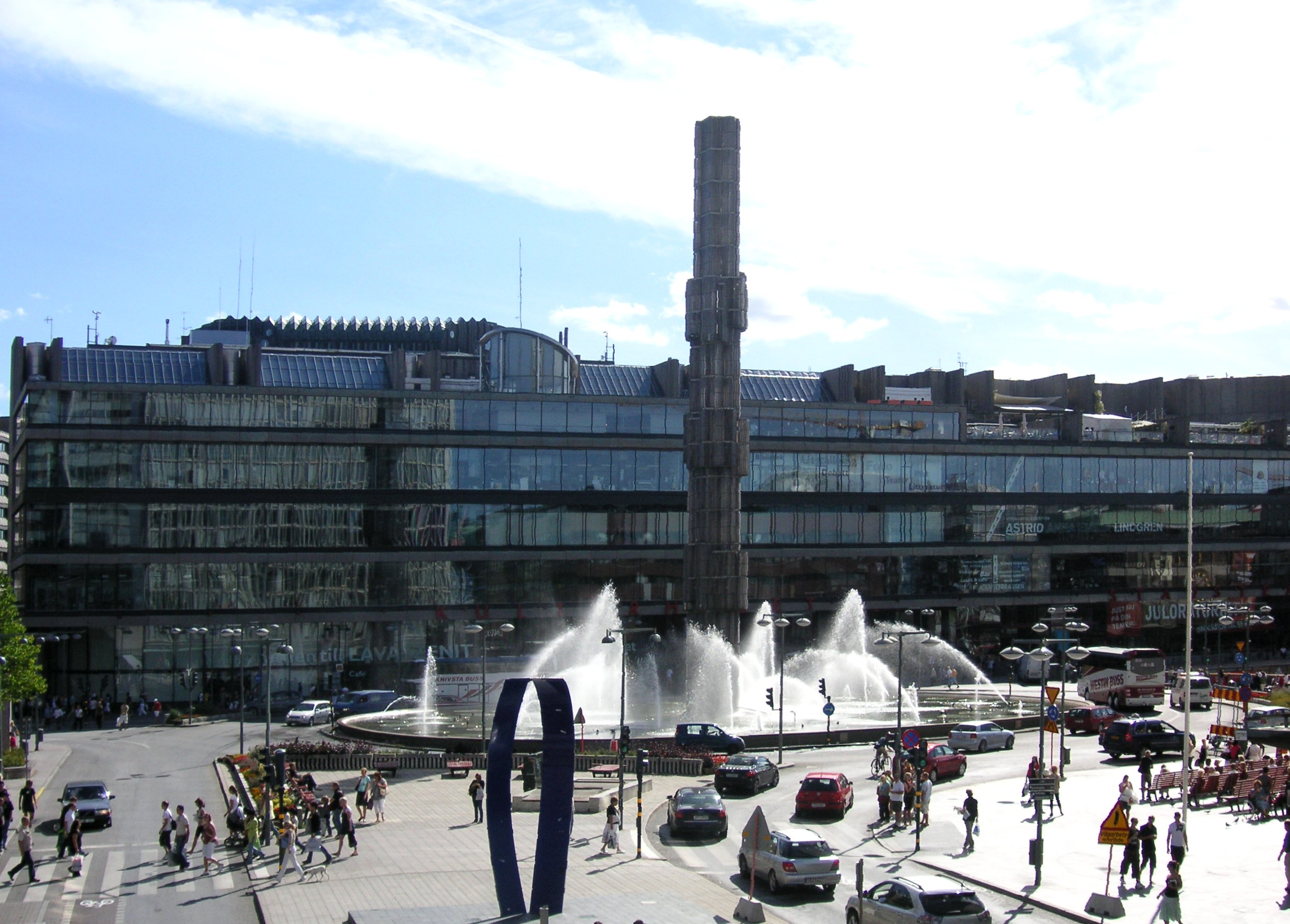
La maison de la culture.
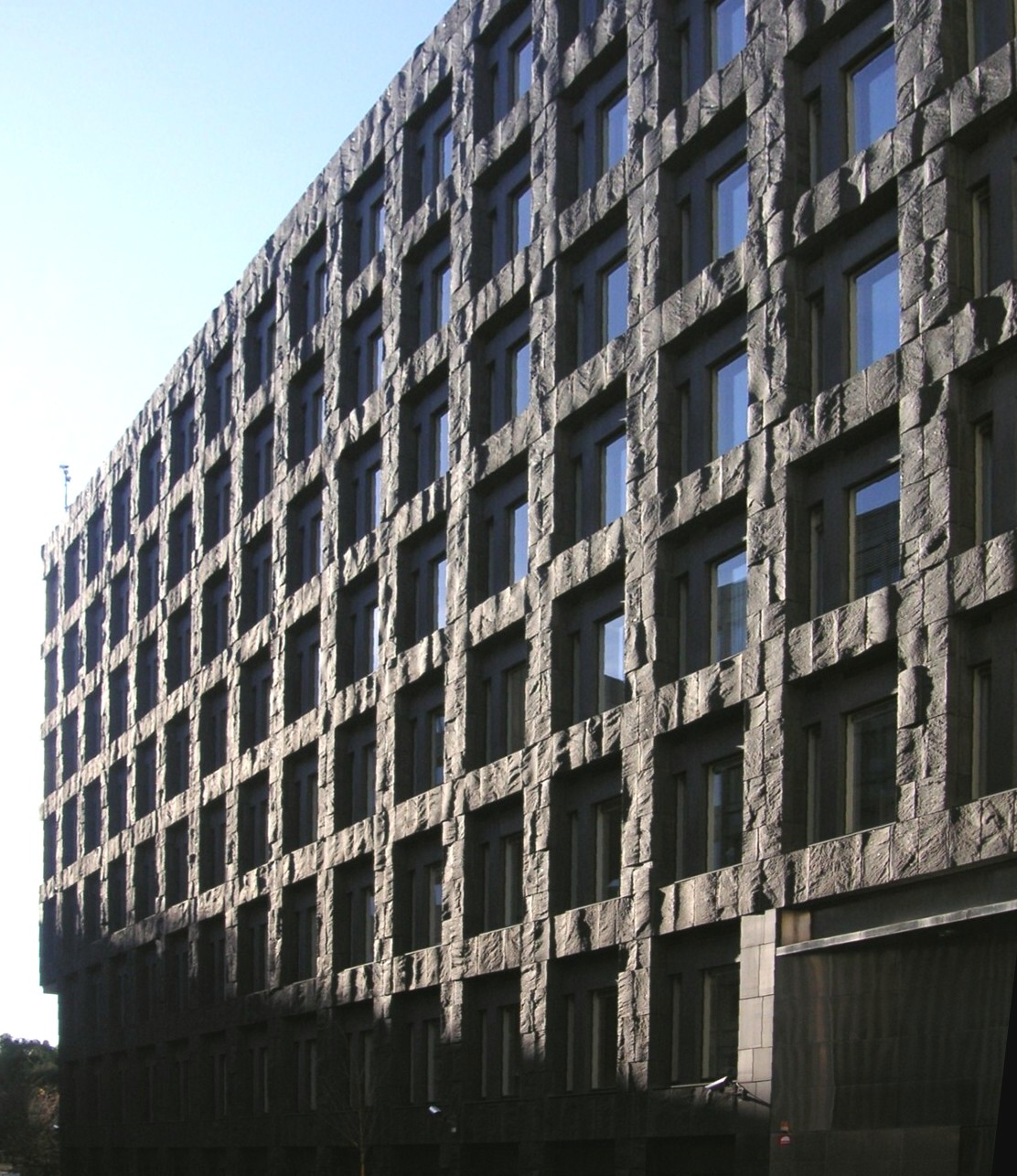
Le siège de la banque centrale.

## Période 1970–2000
Les mouvements de protestation contre la politique de redéveloppement  urbain connaissent leur apogée dans la nuit du 11 au 12 mai 1971. Les heurts violents qui opposent alors manifestants et policiers dans le centre de Stockholm sont restés dans les mémoires sous le nom de Almstriden. Combinés à une baisse des ressources financières et au premier choc pétrolier de 1973, ils conduisent à un ralentissement brutal de l'aménagement de nouveaux quartiers et de la construction de nouvelles autoroutes urbaines. C'est à cette époque que l'idéologie écologique prend réellement racine dans la société suédoise. Les grands programmes de redéveloppement urbain sont amendés et transformés en chantiers de rénovation prudents. C'est ainsi que le quartier de Mariaberget à Södermalm est sauvé de la démolition. On y procède au contraire à une rénovation soignée des constructions, qui remontent au XVIIIe siècle. Le programme million fait quant à lui l'objet d'une réévaluation critique : en raison de la conjoncture négative du début des années 1970, la population de Stockholm décroît, et 40 000 logements restent vacants, tandis que de nombreux travailleurs du bâtiment se retrouvent au chômage.
Avant les années 1970, le fonctionnalisme ou la pensée moderniste avaient marqué l'urbanisme par leurs quartiers ouverts et leur soumission révérencieuse à l'automobile. C'est au tour du post-modernisme de faire naître un nouvel idéal urbain. On s'inspire en particulier du Danemark pour planifier de nouveaux lotissements formés de nombreux petits immeubles où la circulation automobile est proscrite. Le premier exemple en est Kista (1975-1980) dans la banlieue nord de Stockholm, bientôt suivi par Skarpnäcks gård dans la banlieue sud et par Dalen (1984). Une autre réalisation à classer dans cette catégorie est le quartier de la gare du sud à Södermalm, dont les travaux s'achèvent en 1987. L'architecte espagnol Ricardo Bofill y construit ensuite un lotissement appelé arc de Bofill (1991-1992).
La ville entreprend également la construction d'édifices culturels tels que le musée Vasa, œuvre du cabinet d'architectes Månsson & Dahlbäck (1990) et le musée d'Art moderne qui inclut le musée de l'Architecture. Le bâtiment, conçu par l'architecte espagnol Rafael Moneo, est inauguré en 1998.
On procède à une "densification" des quartiers vieillissants via la construction de nouveaux logements notamment dans les quartiers de Hammarbyhöjden et Traneberg, où on construit dans les années 1980 le lotissement Minneberg. Parmi les constructions notables de l'époque figurent encore Globen, œuvre du cabinet d'architectes Berg Arkitektkontor inaugurée en 1989, ainsi que Globen City et le Cityterminalen, dessiné par le cabinet Tengbom et par Ralph Erskine. On assiste alors à un nouveau boom immobilier à Stockholm, qui connaît toutefois un arrêt brutal avec la crise financière et immobilière du début des années 1990. De nombreux immeubles de bureaux, construits par des spéculateurs, restent vides, tandis que la construction de logements neufs en Suède chute à seulement 10 000 appartements par an.
Au début des années 1990, seules deux nouvelles zones d'habitation voient le jour à Stockholm : Hammarby Sjöstad (1992-1997 pour le lot no 1) et le quartier Saint-Eric (1995-1998). Toutes deux sont basées sur des plans particulièrement détaillés de l'urbaniste Aleksander Wolodarski. Hammarby Sjöstad (littéralement la ville du lac Hammarby) consiste en une zone géographique large qui inclut le nord et le sud du lac Hammarby, le canal de Hammarby et le canal de Sickla, où se trouvaient précédemment des installations portuaires et des petites industries. Dans la partie nord du quartier, les travaux de construction se sont achevés en 1997, tandis que dans la partie sud ils doivent se poursuivre jusqu'en 2017. À la fin du XXe siècle, alors que Stockholm est capitale européenne de la culture en 1998, le projet Nybodahöjden voit le jour. On construit 156 logements sous forme de pavillons, maisons mitoyennes et villas urbaines.
Constructions de l'époque

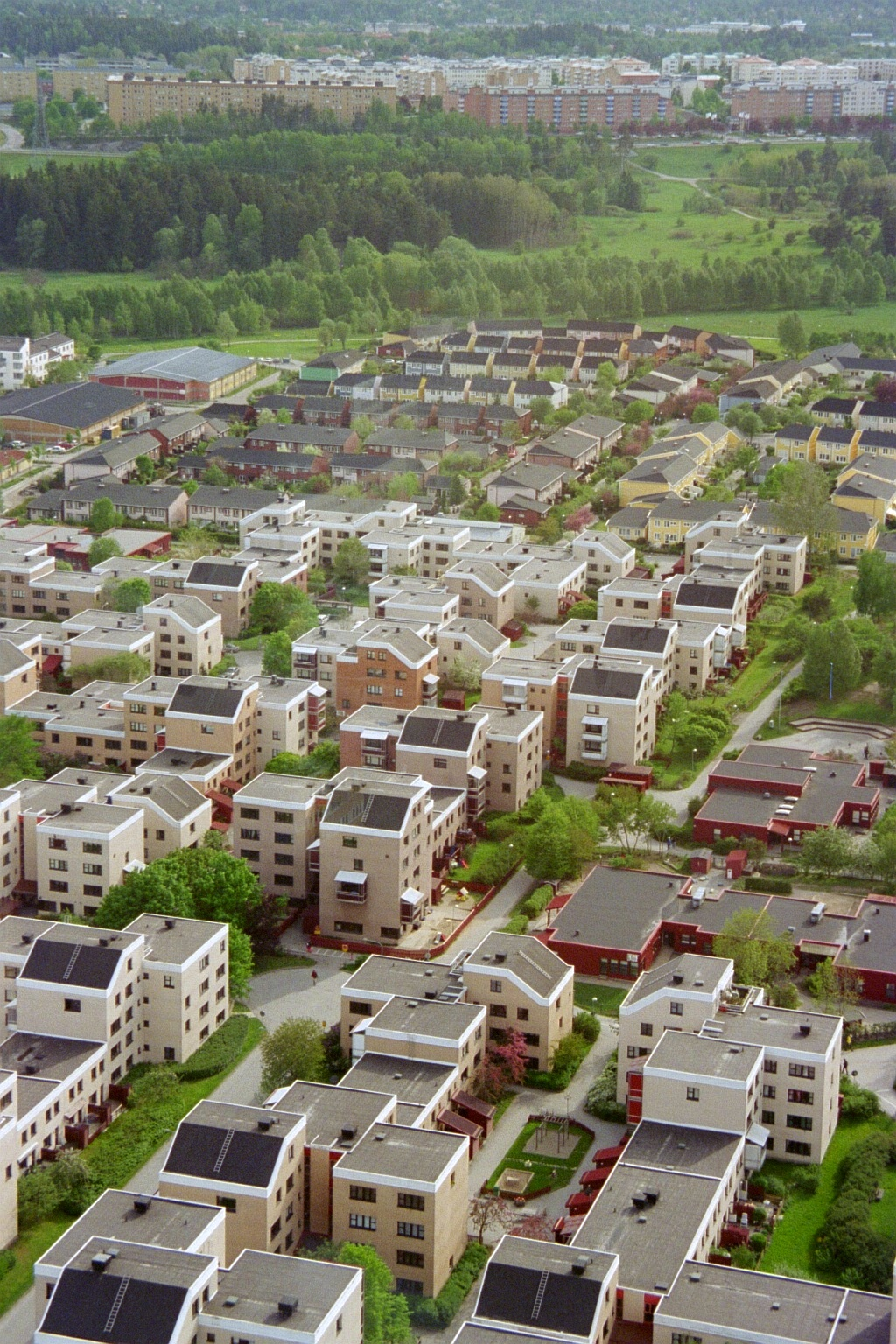
Kista.
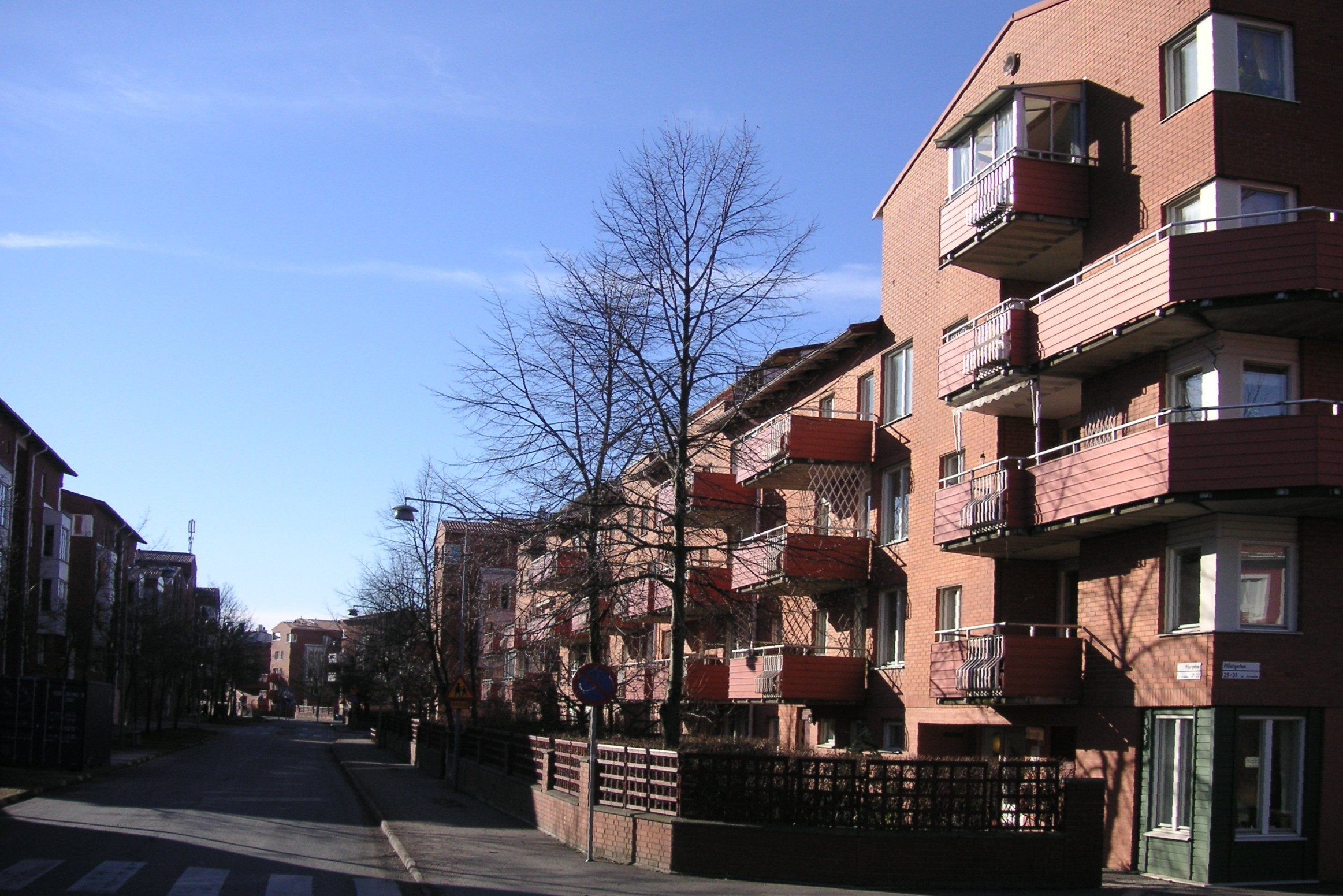
Skarpnäcks gård.
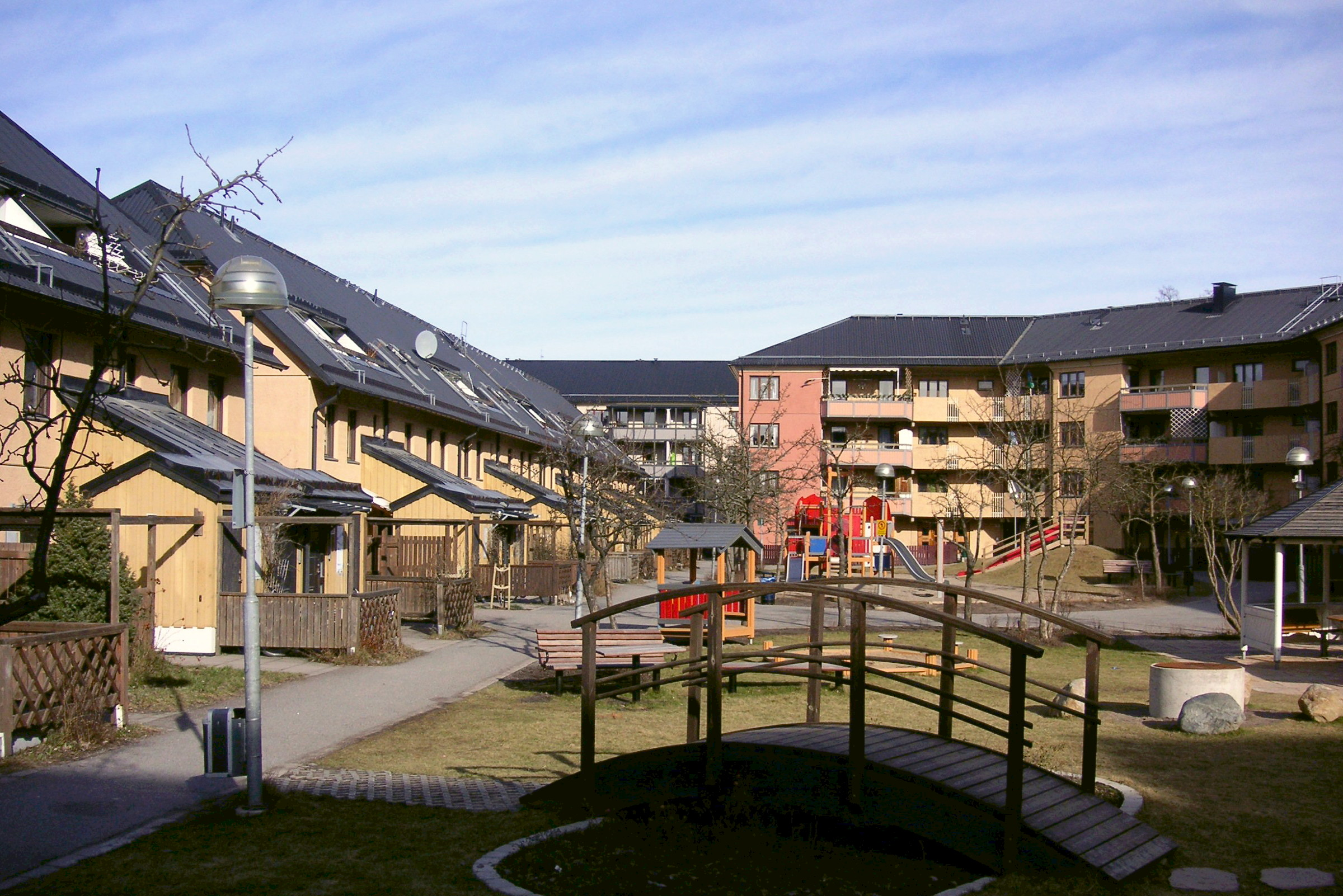
Dalen.
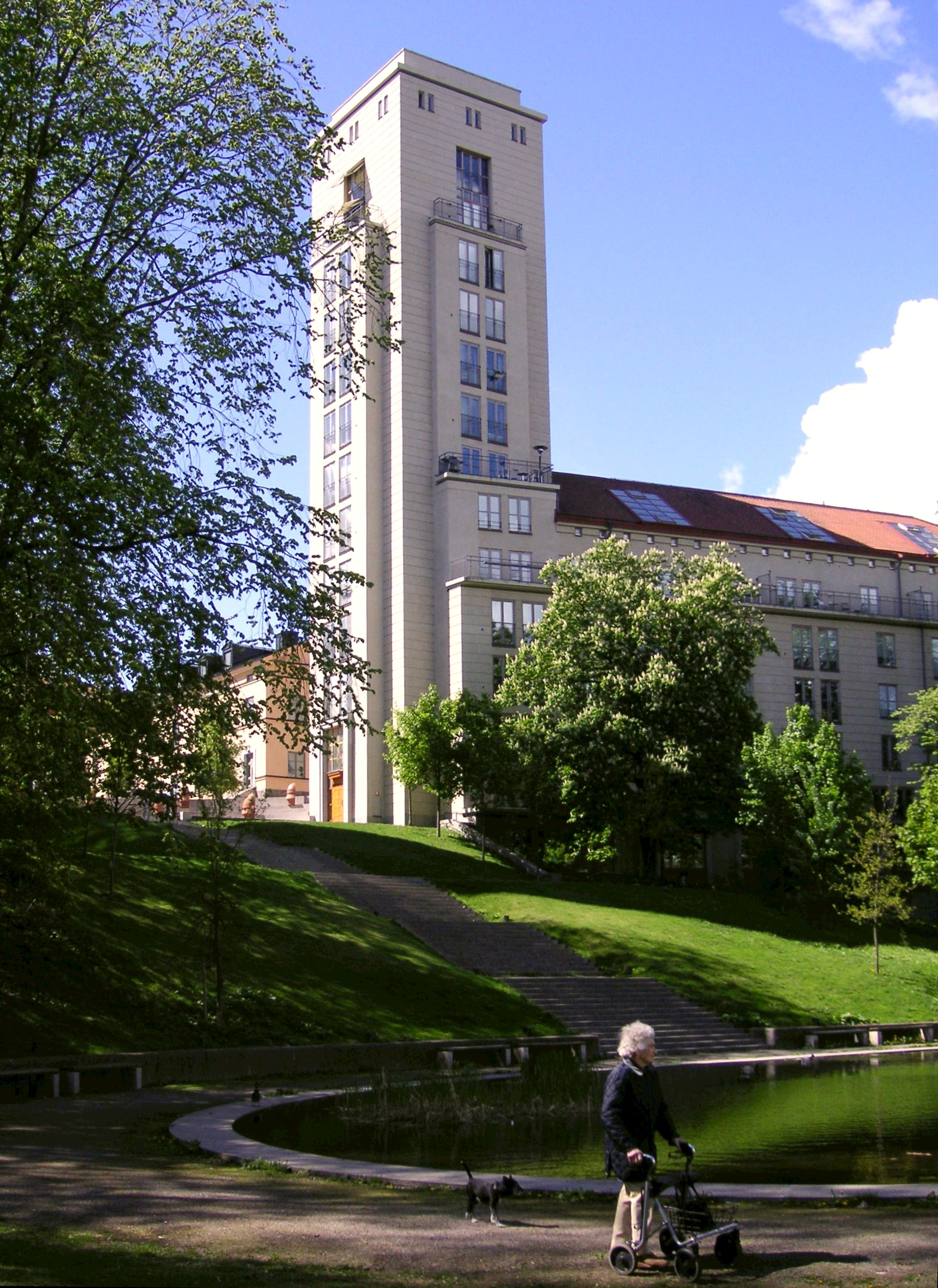
Le quartier Saint-Eric.

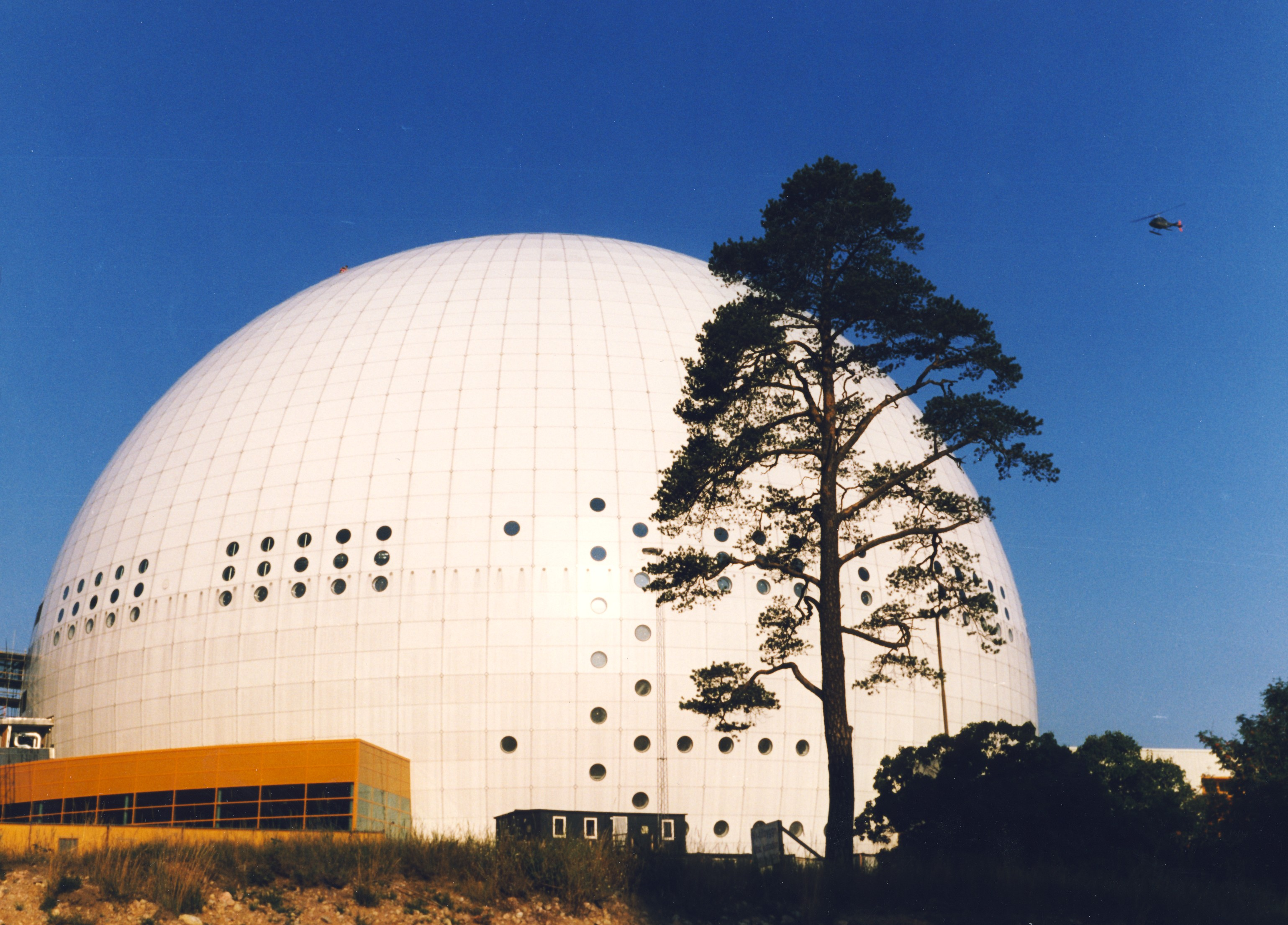
Globen.
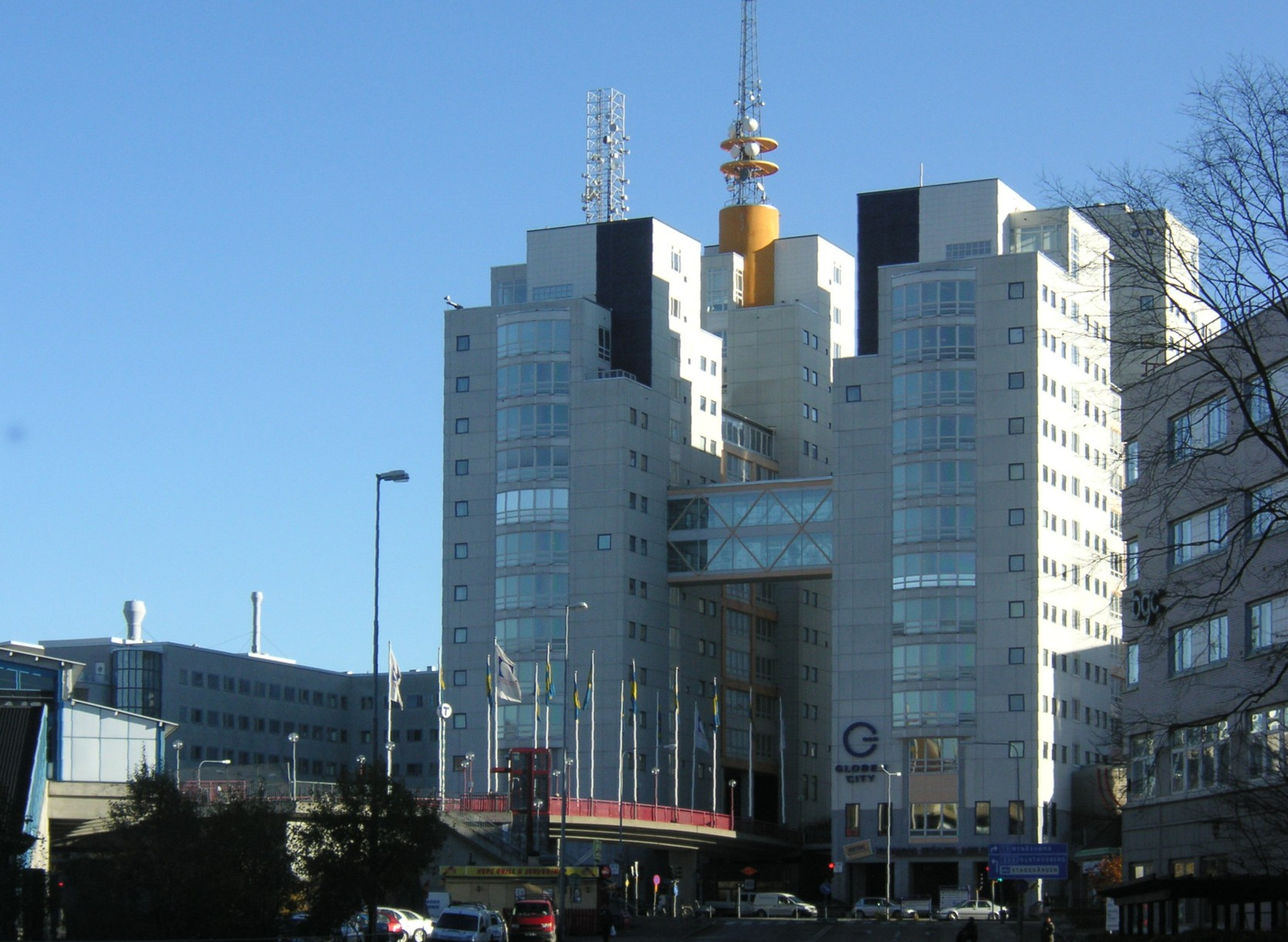
Globen City.
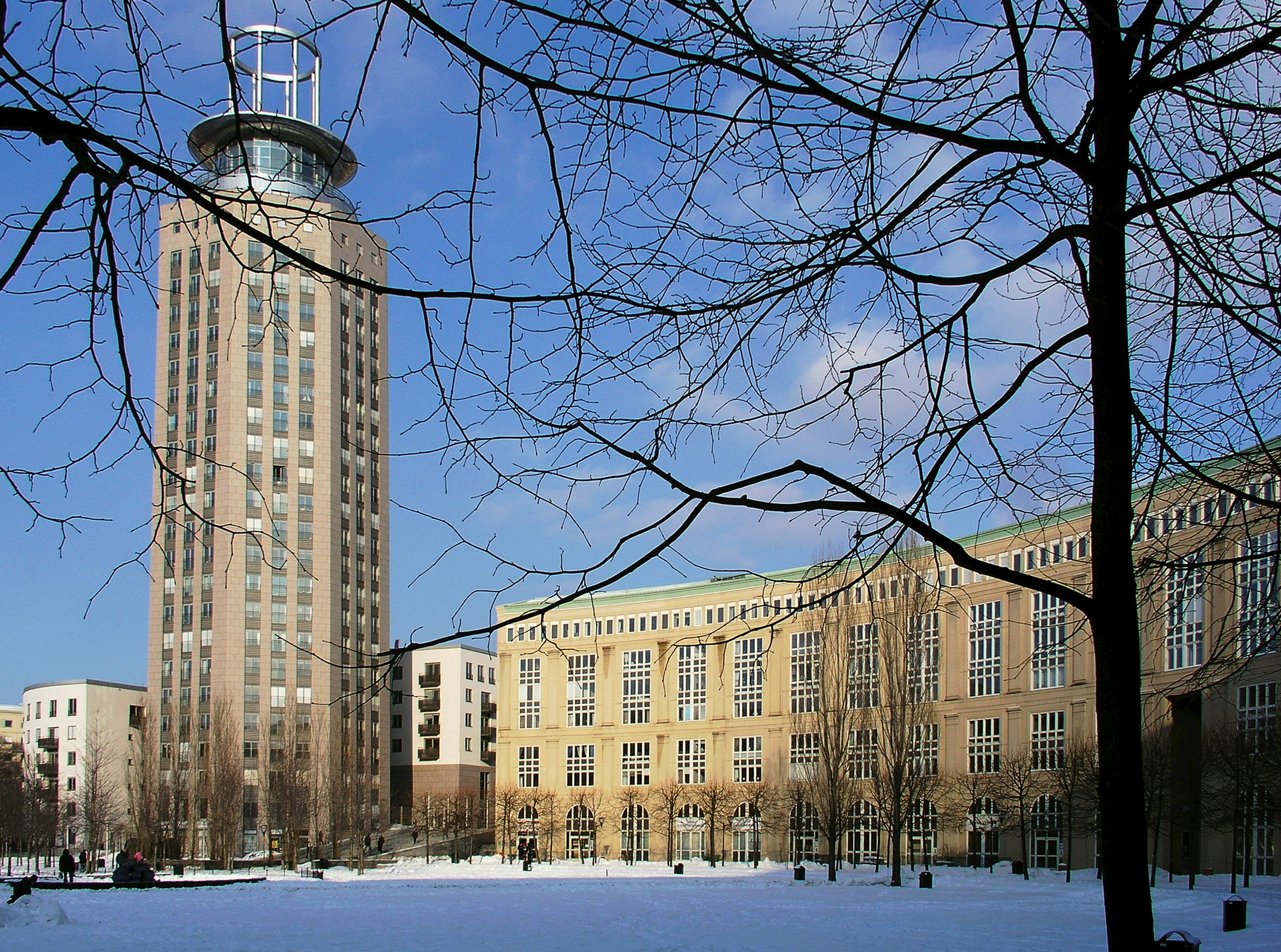
La tour Söder Torn et l'arc de Bofill.
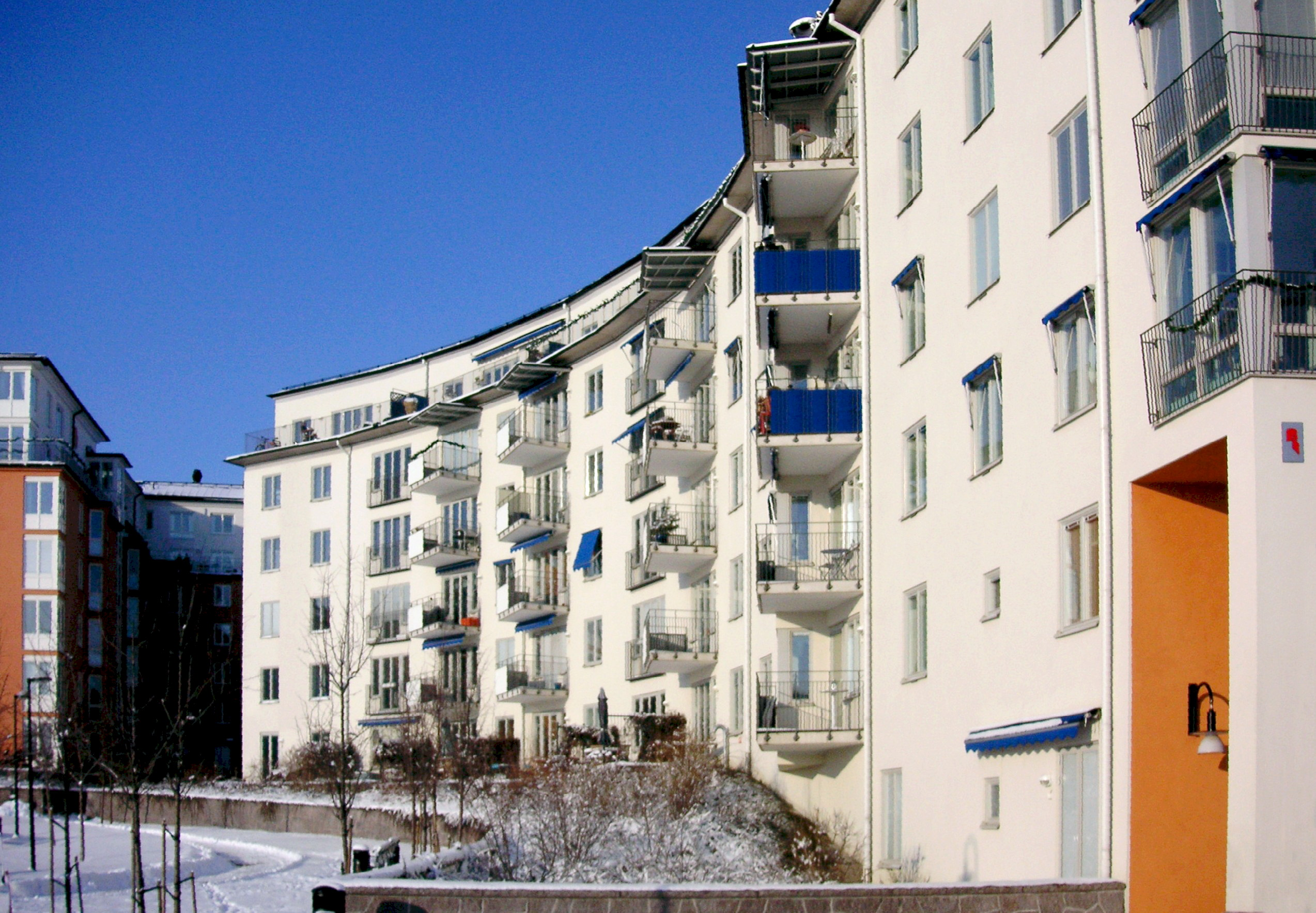
Hammarby Sjöstad.

## Après l'an 2000
Au début du XXIe siècle, la situation économique s'améliore, et le milieu des années 2000 est marqué à Stockholm par un nouveau boom immobilier. Des architectes de renom, tels que Thomas Sandell et Gert Wingårdh, prennent part à des projets controversés, tel qu'un hôtel aquatique au milieu du Riddarfjärden ou encore un centre de congrès et de conférence à proximité de l'hôtel de ville. Ces projets sont finalement abandonnés.
L'un des principaux programmes de construction du début des années 2000 est la transformation de la zone industrielle de l'île de Lilla Essingen en zone résidentielle. Entre 2001 et 2007, on y construit environ 750 logements. Deux autres projets d'envergure sont la construction du nouveau pont d'Årsta, œuvre de l'architecte britannique Norman Foster, et de la Kista Science Tower, imaginée par le cabinet White Arkitekter. Commencés en 2000, les travaux s'achèvent à la fin 2002.
Le projet Västra City est un vaste programme d'urbanisme concentré sur le nord de Norrmalm. Il inclut la construction d'un nouveau tunnel ferroviaire et d'une nouvelle gare de trains locaux, la transformation du centre postal de Stockholm Klara en hôtel et centre de conférence (Stockholm Waterfront), et s'accompagne du recouvrement d'une large zone ferroviaire par des immeubles de bureaux, des hôtels, des commerces et des logements. Ce projet ne devrait pas s'achever avant les années 2030.
L'année 2005 voit le lancement du projet Lindhagen dans la partie nord-ouest de Kungsholmen. Environ 20 000 personnes devraient y vivre d'ici à 2017, et environ 15 000 emplois doivent y être créés. Ce projet inclut la transformation du quartier de Hornsbergs strand avec la construction de 1 200 logements au bord de l'eau et l'aménagement de parcs, de quais et de chemins de promenade. Dans la partie sud-ouest de la zone concernée par le projet Lindhagen, on construit le lotissement Snöflingan, avec 350 logements et un hôtel d'environ 270 chambres.
Entre les places Lindhagensplan et Fridhemsplan, la rue Drottningholmsvägen et les voies du métro ont été recouvertes, et une esplanade doit être aménagée. Des rues et des allées doivent y être tracées. Des immeubles d'habitation et un hôtel ont d'ores et déjà vu le jour des deux côtés de l'esplanade.
Le projet Norra Djurgårdsstaden concerne la création de 5 000 appartements et de services dans le quartier de Hjorthagen au nord-est d'Östermalm. Les constructions doivent s'achever vers 2025. Au sud de Hjorthagen, le long des rives de la Baltique, on prévoit l'aménagement des quartiers de Frihamnen et Loudden, avec là encore la construction de 5 000 logements, de bureaux et de services.
Le projet Liljeholmskajen, démarré en 2003, concerne lui la création d'environ 3 000 logements. Autour de l'ancienne gare du nord, c'est le projet Hagastaden qui va occuper les prochaines années.
En ce qui concerne les projets d'infrastructure, on peut citer la complétion du ring de Stockholm, la création de la rocade ouest, et l'extension de la ligne de tramway tvärbanan.
Le réaménagement du quartier de Slussen a donné lieu à un vaste appel d'offres, et c'est finalement la proposition des cabinets d'architectes Foster and Partners et Berg Arkitektkontor qui a été choisie le 12 décembre 2011 par la majorité conservatrice de la municipalité de Stockholm. Les travaux doivent commencer en 2013, et le nouveau Slussen doit entrer en fonction en 2020.
Constructions de l'époque

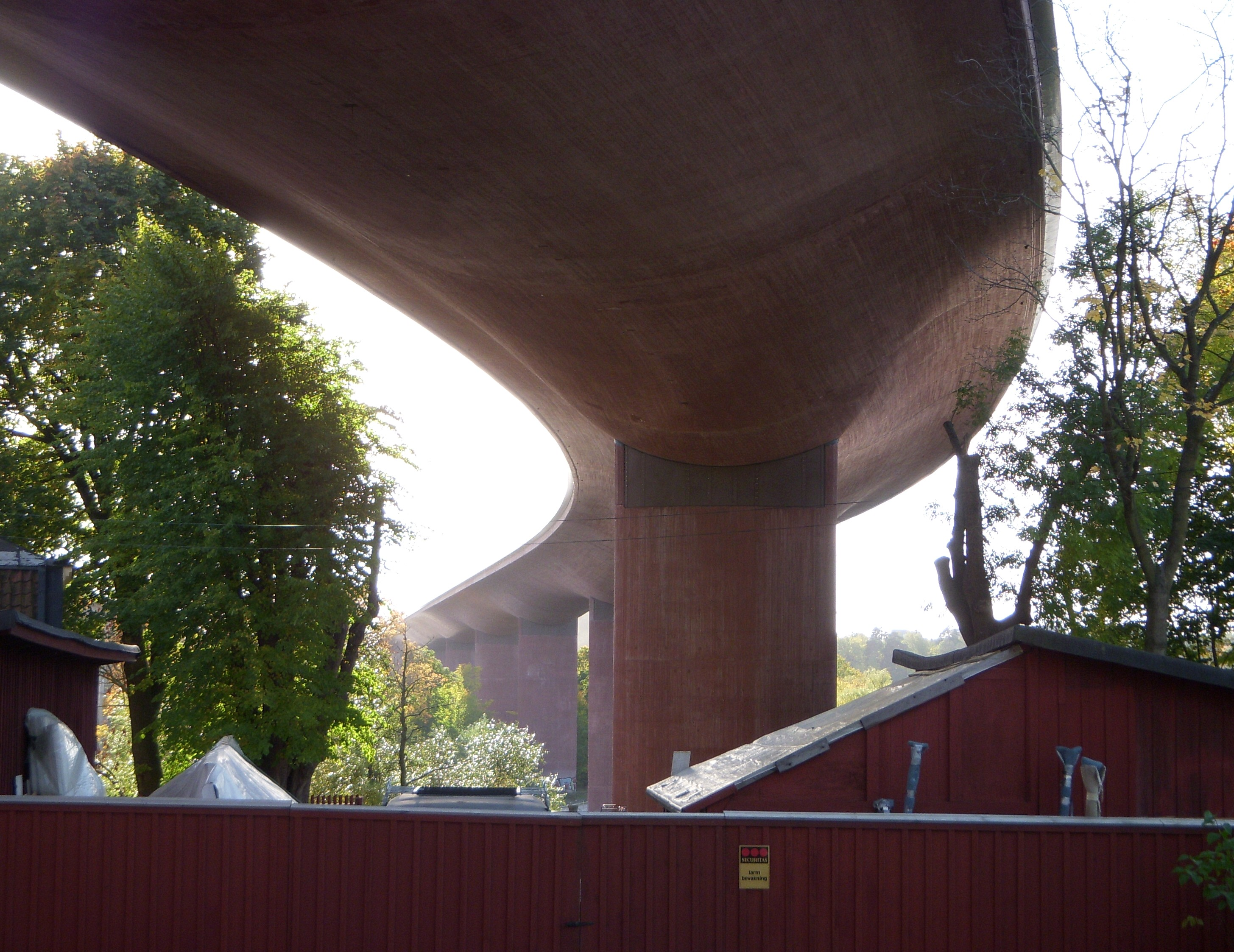
Le pont ouest d' Årsta.
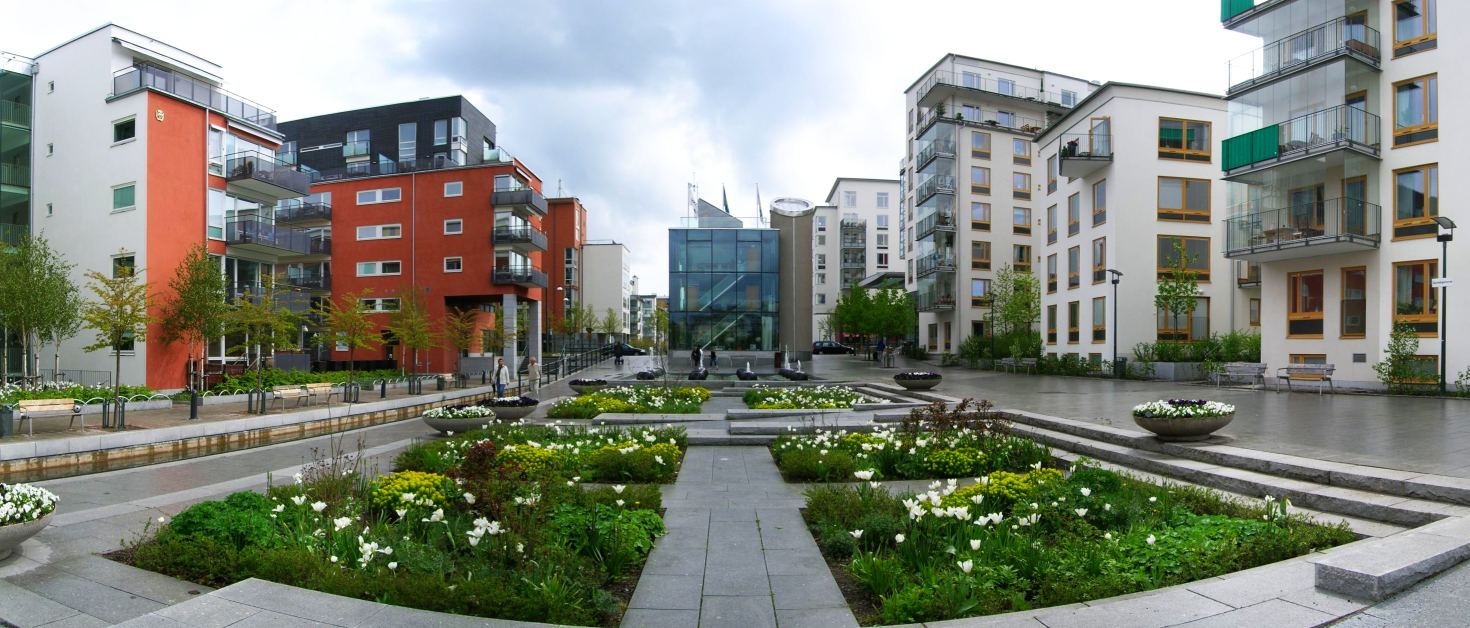
Hammarby Sjöstad.
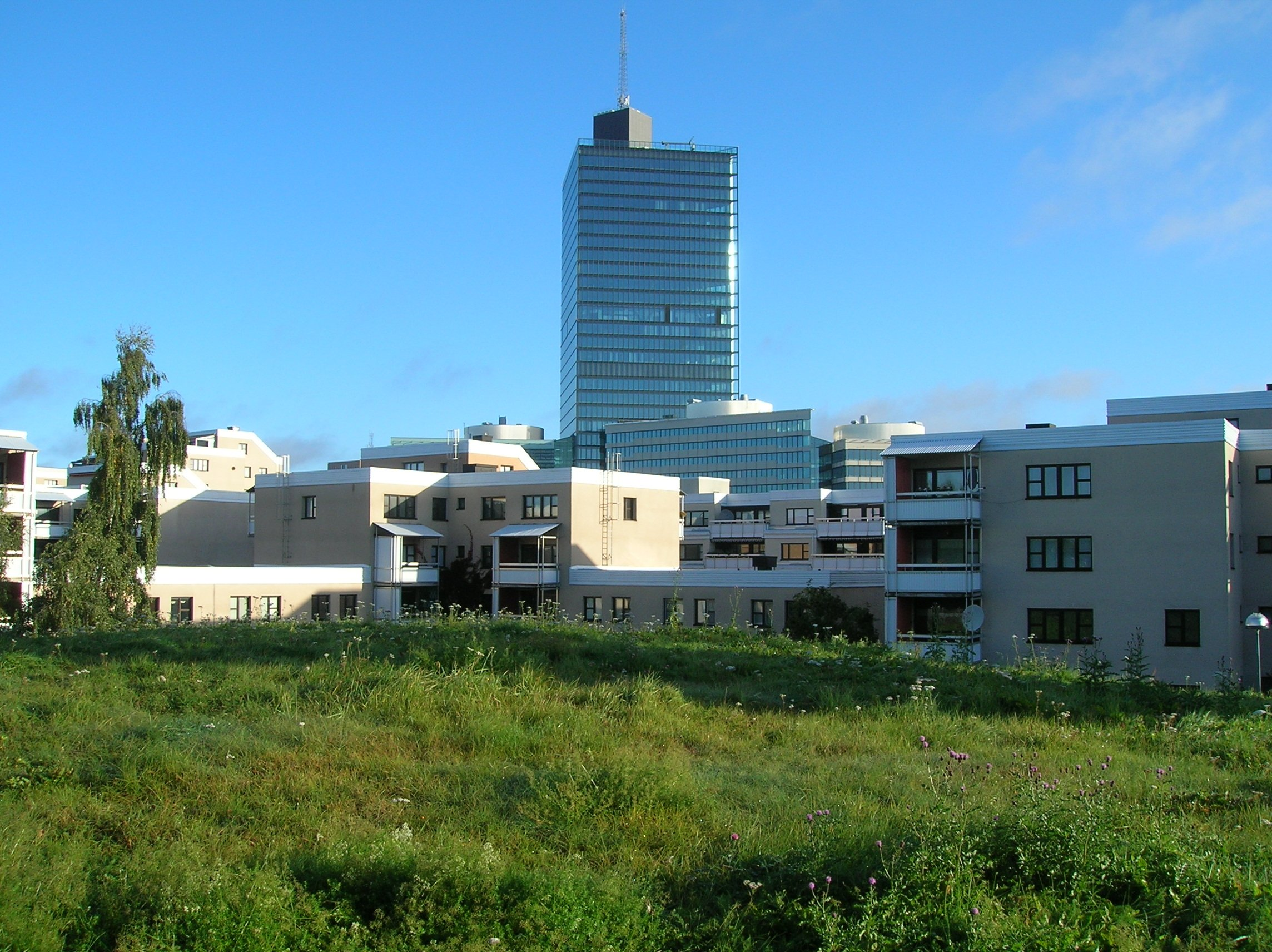
La Kista Science Tower.
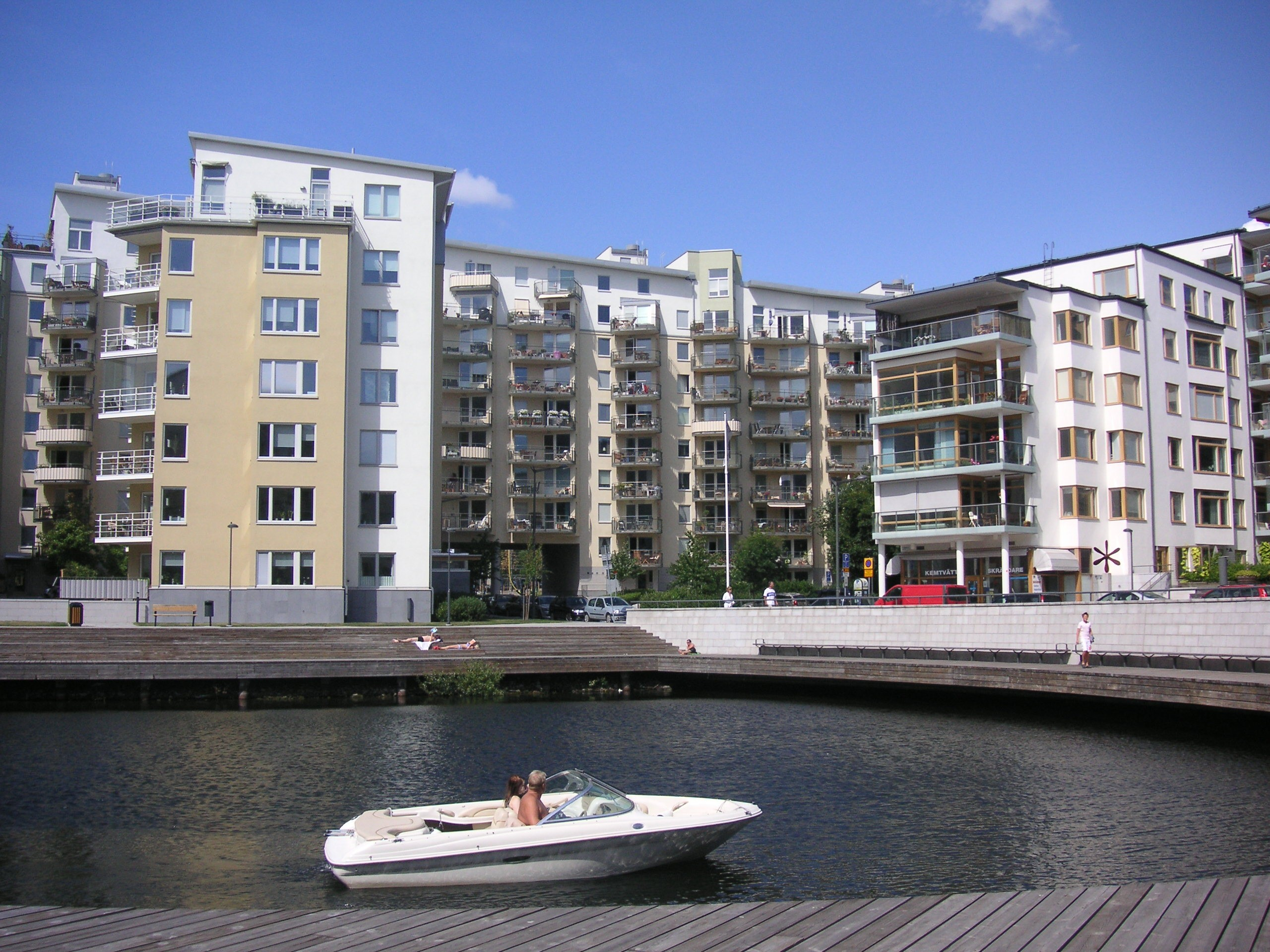
Lilla Essingen.

## Les bâtiments réussis... et les autres

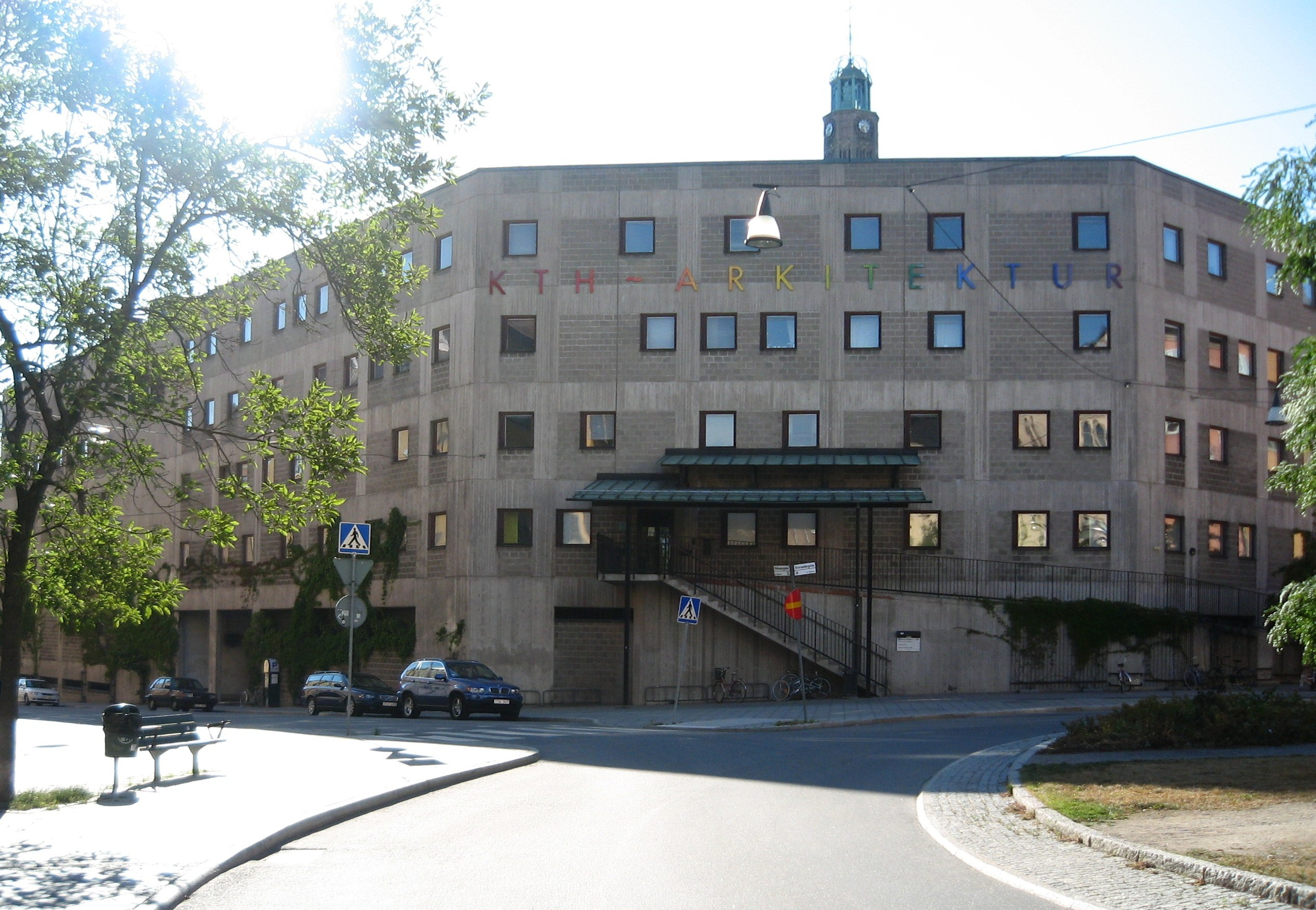
L'école d'architecture, très critiquée.

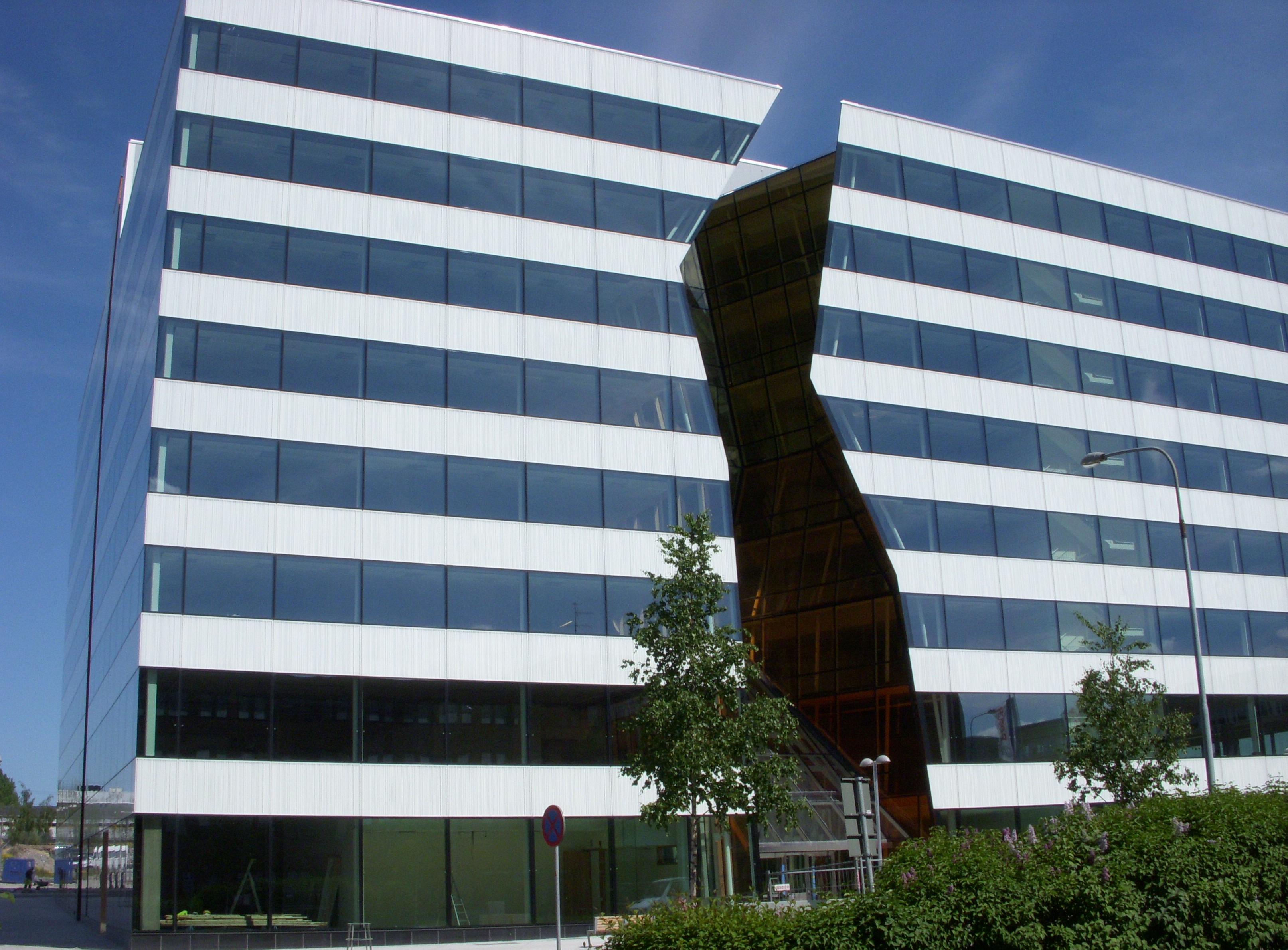
L'immeuble de bureaux Ericsson Kista, bâtiment de l'année 2010.

Lorsqu'il s'agit de choisir le plus bel édifice de Stockholm, les avis sont partagés, et les goûts ont changé au cours des siècles. Après l'inauguration du siège du parlement en 1906, son architecte, Aron Johansson, fait l'objet de critiques acerbes. Ragnar Östberg, qui sera à l'origine de l'hôtel de ville, qualifie par exemple le siège du parlement de « grenouille sans queue ni tête ».
Plusieurs édifices sont considérés comme les plus réussis. Dans un vote organisé en 2006 par le quotidien Aftonbladet, le stade olympique reçoit 35,8 % des suffrages, devant l'hôtel de ville (14,4 %) et la maison des chevaliers (14,1 %). La bibliothèque municipale de Gunnar Asplund, décrite par le professeur d'architecture Eva Eriksson comme « l'un des édifices les plus emblématiques de l'architecture suédoise du XXe siècle », arrive en huitième position avec 4,8 % des suffrages.
Paradoxalement, c'est l'école d'architecture qui obtient, une nouvelle fois en novembre 2008, et à une large majorité, le titre d'édifice le plus laid de Stockholm. Ce bâtiment, construit en 1969 par l'architecte Gunnar Henriksson en style brutaliste, est menacé de démolition par l'adjoint au maire chargé de la construction Mikael Söderlund . En octobre 2011, il se voit toutefois décerner un label bleu par le musée de la ville de Stockholm, ce qui lui confère une protection solide contre toute démolition ou modification. Dans les motivations de l'inventaire des monuments de la ville, on peut lire entre autres : « du fait même que l'école d'architecture a depuis sa construction suscité tant de réactions et d'hostilités, elle présente une indéniable valeur historique ».
Depuis 2010, la ville de Stockholm organise chaque année une compétition intitulée bâtiment de l'année. Le premier vainqueur en est l'immeuble de bureaux Ericsson Kista, œuvre du cabinet d'architecte Gert Wingårdh.